# Architecture et urbanisme contemporains en Chine
L'architecture et l'urbanisme contemporains en Chine sont issus de la mutation rapide, après 1976-78, de l'économie de la République populaire de Chine avec le passage d'une économie planifiée à une économie socialiste de marché. Mais la Chine n'a, pour autant, jamais tourné le dos à son identité communiste.
Cette mutation touche aussi l'aménagement du territoire chinois dans son ensemble : entre autres, réseaux liés aux transports, aux communications, à l'énergie, à l'eau. Mais cet article n'évoque ces points que de manière marginale. Cela concerne tout autant la participation des habitants, l'éducation, ainsi que l'environnement, qui sont évoqués aussi.
Depuis 1979 jusqu'à la fin des années 1990 il a d'abord fallu reloger les populations urbaines, dont l'habitat était désuet et devenu vétuste au XXe siècle. Les villes se sont hérissées d'immeubles de logement pour reloger ces urbains, mais aussi, bientôt, les masses de paysans venus à la ville pour être ouvriers. En effet, l'énorme différence de statut social entre les résidents des villes et les innombrables paysans a poussé ces derniers vers les villes, comme un raz-de-marée, dès la fin de la révolution culturelle, dès les années 1980 : les villes ont alimenté en main d'œuvre bon marché les nouveaux chantiers, les usines. Le pouvoir a décidé, ensuite, de limiter l'arrivée de ces foules de travailleurs en provenance des campagnes. Pour elles, des villes moyennes et d’autres plus petites se sont très rapidement développées sur le modèle des grandes agglomérations : forêts de tours, denses, surtout à partir des années 2000.
Instituée depuis 1949, la concentration de l'initiative, de la conception et du système de production de l'habitat a donc permis de réagir dans l'urgence et massivement, mais cela a généré aussi une déferlante de bâtiments résidentiels monotones et sans aucun lien avec l'architecture locale. Néanmoins si la formation des architectes et leurs opportunités varient peu, une nouvelle génération se manifeste avec énergie.
Par ailleurs, l'effort porté sur les grandes villes de la côte, Zones Économiques Spéciales, tournées vers les investisseurs étrangers, a transformé tout le réseau de communication, les grandes infrastructures, tandis que l'hyper-centre devenait une vitrine à l'interface des deux mondes, occidental et chinois, rutilant de bureaux high-tech. Des projets spectaculaires ont marqué le tournant du millénaire, puis les Jeux olympiques d'été de 2008 et l’Exposition universelle de 2010 réalisés par de très grandes agences étrangères et des Instituts chinois.
Depuis 2010-2015 de nombreux projets moins spectaculaires, mais fonctionnels voient le jour, et de grands architectes chinois sont contactés par les autorités pour les réaliser.
La reconstruction des campagnes est aussi à l'ordre du jour en 2018-19, coïncidant avec des préoccupations environnementales affichées. Le but restant, toutefois, de légitimer des regroupements villageois, et ainsi de récupérer le maximum de terres arables tout en favorisant le remembrement pour industrialiser l'agriculture. Dans ces villages nouveaux, l'implication des populations concernées a été parfois mise en valeur, et pourrait servir de modèle à l'avenir. L'écologie apparaît au cours de ces dernières années, avec un impact sur les expérimentations en architecture rurale.
Le projet de nouvelle route de la soie, lancé en 2013, a conduit à de très gros chantiers, certains sur le territoire de la RPC.
En 2021, le secteur de l'immobilier, qui est à l'origine d'un quart de la croissance du pays, est violemment touché par la quasi-faillite d'Evergrande, le numéro deux du secteur. Cette crise est en partie due à un encadrement plus strict des promoteurs qui, désormais, ne peuvent plus vendre un bien immobilier avant de l’avoir construit.

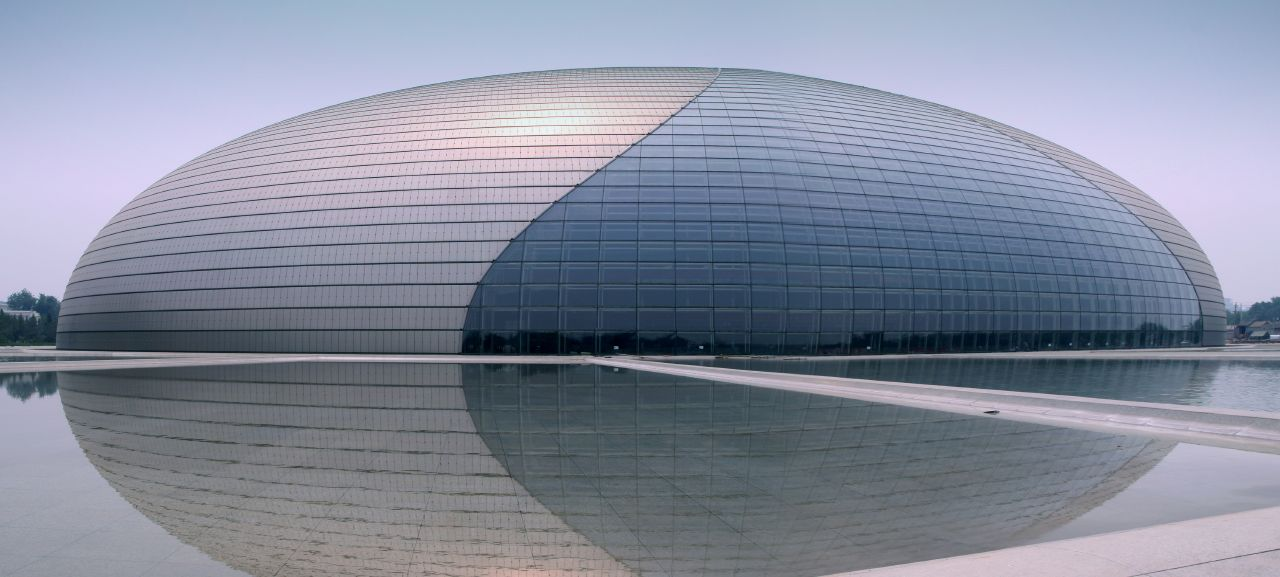
Grand Théâtre National (l'Œuf), isolé par une étendue d'eau[N 1]. Paul Andreu, 2001-2007. Pékin.
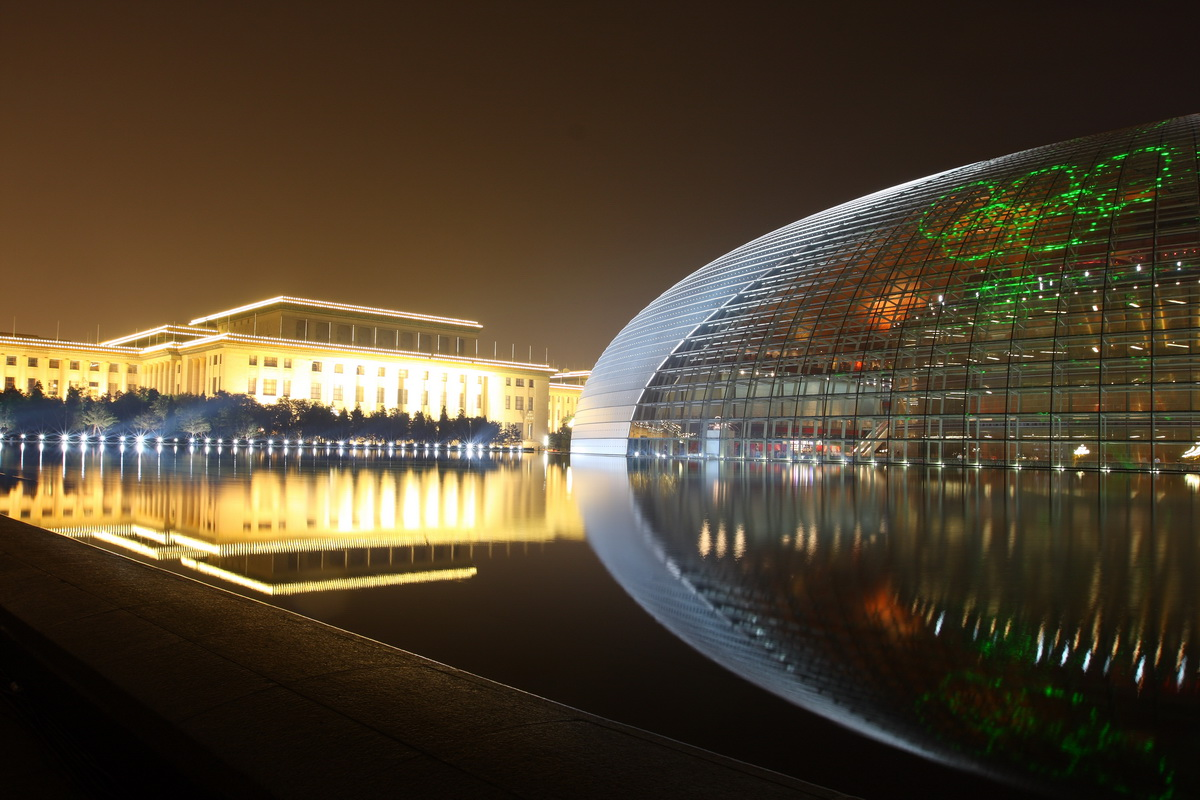
Grand Théâtre National de Pékin faisant face au Palais de l'Assemblée du Peuple, devant la Place Tian'anmen.
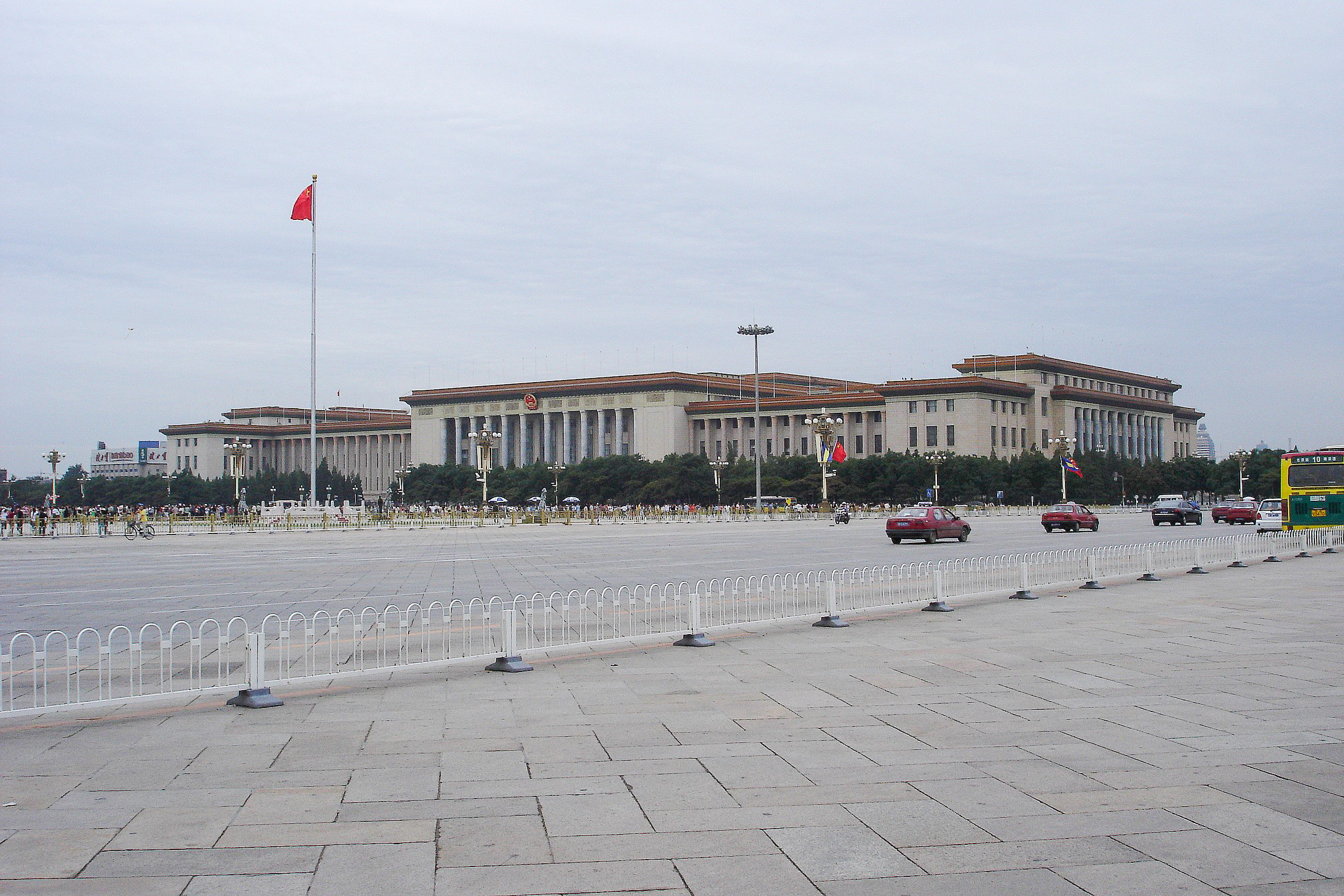
Palais de l'Assemblée du Peuple. Pékin. Zhang Bo, architecte, 1959.
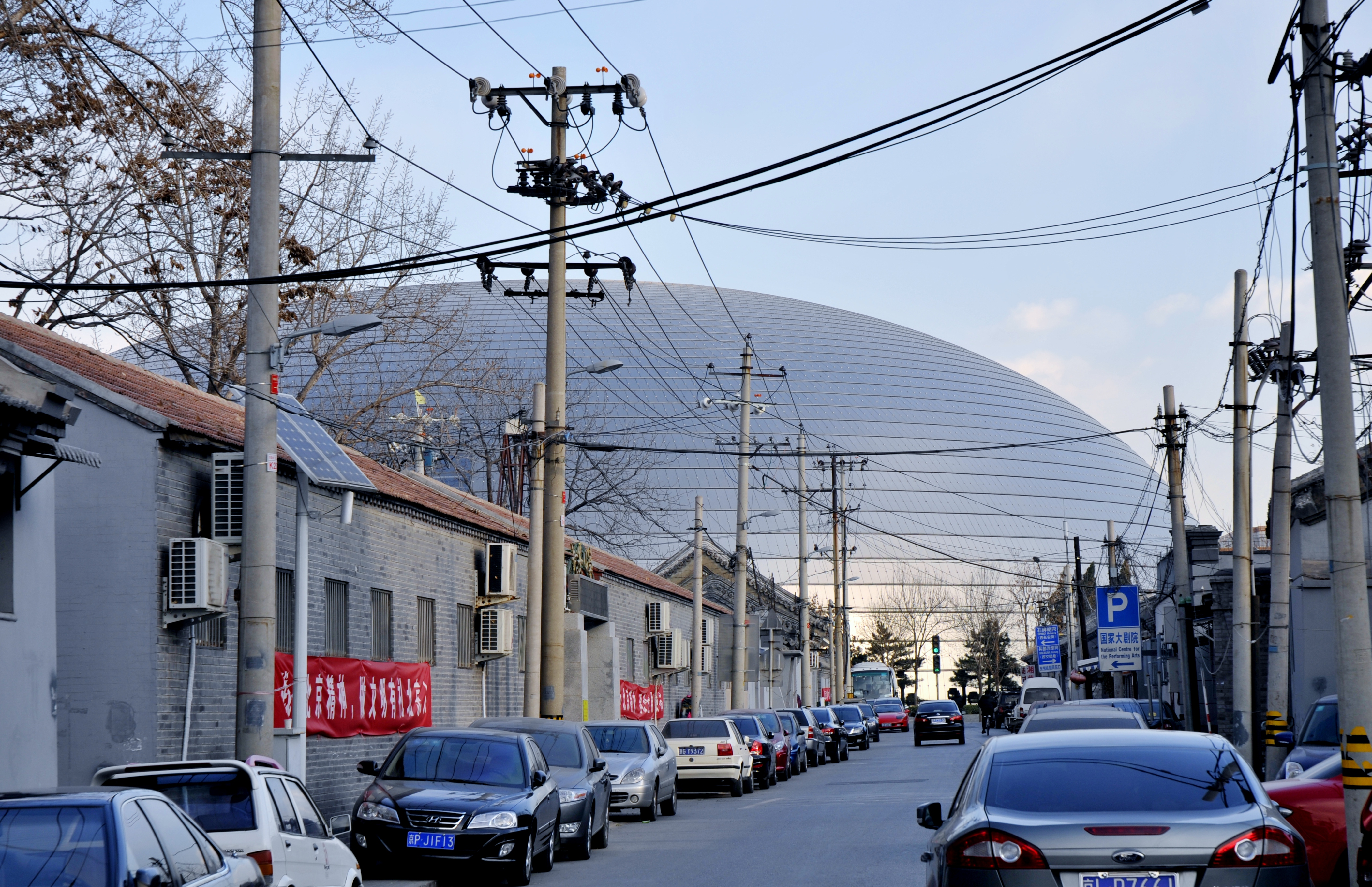
Vers l'Est et le Grand Théâtre National depuis le hutong Dongrongxian. Projets de rénovations en cours en 2019[N 2].

## Aperçu sur l'architecture moderne en Chine avant 1978

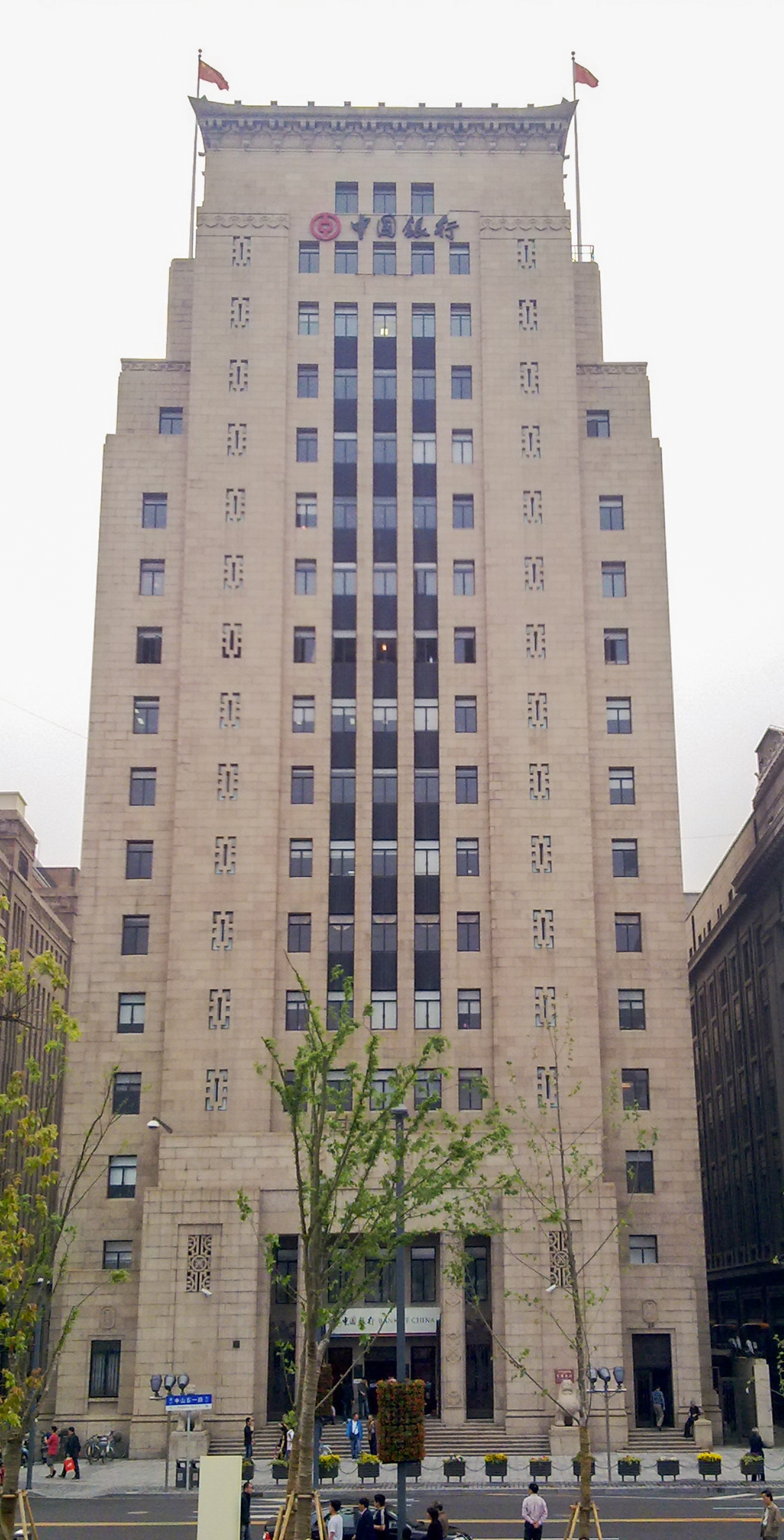
Banque de la Chine, 1936. Shanghai. Architectes Turner & Palmer et Lu Qianshou.

Avant l'arrivée des occidentaux, les chinois bougent peu. L'architecture chinoise et la ville restent stables. En 1842, le traité de Nankin détruit cet ordre.
Mais il fallut attendre le début du XXe siècle pour que l’architecture puisse être envisagée, par les Chinois, comme une pratique nécessairement réservée à un corps de métier spécialisé (formé à l’étranger au début du XXe siècle). Ces premiers architectes réalisèrent des constructions d’un type non-chinois, l’architecture moderne en béton, acier et verre. D'autre part, l’Université Tongji, ouverte en 1907 avec des médecins allemands, a pu dispenser une formation en génie civil dès 1912.
L’architecture nouvelle est apparue depuis le point de vue occidental, celui du « style Beaux-Arts » (tel qu'enseigné à l'École des Beaux-Arts de Paris) en vogue jusqu'au mouvement Art Déco (1910-30), avec des ornements de style chinois et exotique. L'ensemble conservé du Bund de Shanghai témoigne de cette époque. Le mouvement moderne, des années 1920, pénètre en Chine après 1930. Certains architectes, les premiers historiens chinois de l'architecture, se sont penchés avec intérêt sur leur propre patrimoine dès les années 1930, dans un mouvement culturel similaire à l'École de Lingnan en peinture, et ont pu témoigner des monuments disparus pendant la guerre en enseignant eux-mêmes l’architecture ensuite. Ce fut le cas de Liang Sicheng et de son épouse, Lin Huiyin dont les travaux et l'enseignement ont eu un écho jusqu'à aujourd'hui.
En effet, si l'introduction de matériaux et de procédés nouveaux a eu un impact sur la construction à grande échelle, la permanence de formes héritées qui signalent un bâtiment chinois aura très souvent compté dans la création architecturale chinoise au XXe siècle. Mais la volonté de s'arracher à l'humiliation imposée par les Occidentaux va conduire à prendre les mêmes références « modernes », « civilisées ». Il y a donc eu des architectes chinois pour utiliser des éléments du vocabulaire du classicisme ou des éclectismes « Beaux Arts » jusqu'au style stalinien. De même plusieurs vont pratiquer le style Art déco. Mais très peu d'entre eux se placeront dans la voie du mouvement moderne du Bauhaus.
Par ailleurs quelques exemples sortent de l'ordinaire. Comme lorsque des architectes des années 1960 se tournent vers les pratiques populaires traditionnelles pour gagner en efficacité. Il s'agissait de bâtir dans l'urgence des villages d'ouvriers sur des champs pétrolifères. On a fait dire aux architectes concernés en 1966 : « l'architecte doit parfaitement connaître le site et utiliser des matériaux locaux […] Il faut collecter des informations de première main afin de pouvoir adapter les savoirs locaux tout en les enrichissant ». Ce discours caractéristique des années maoïstes est néanmoins bien ancré dans une certaine tradition de comportement exemplaire en Chine, jusqu'à aujourd'hui.

## Rénovations de quartiers anciens, années 1980-90. Patrimoine

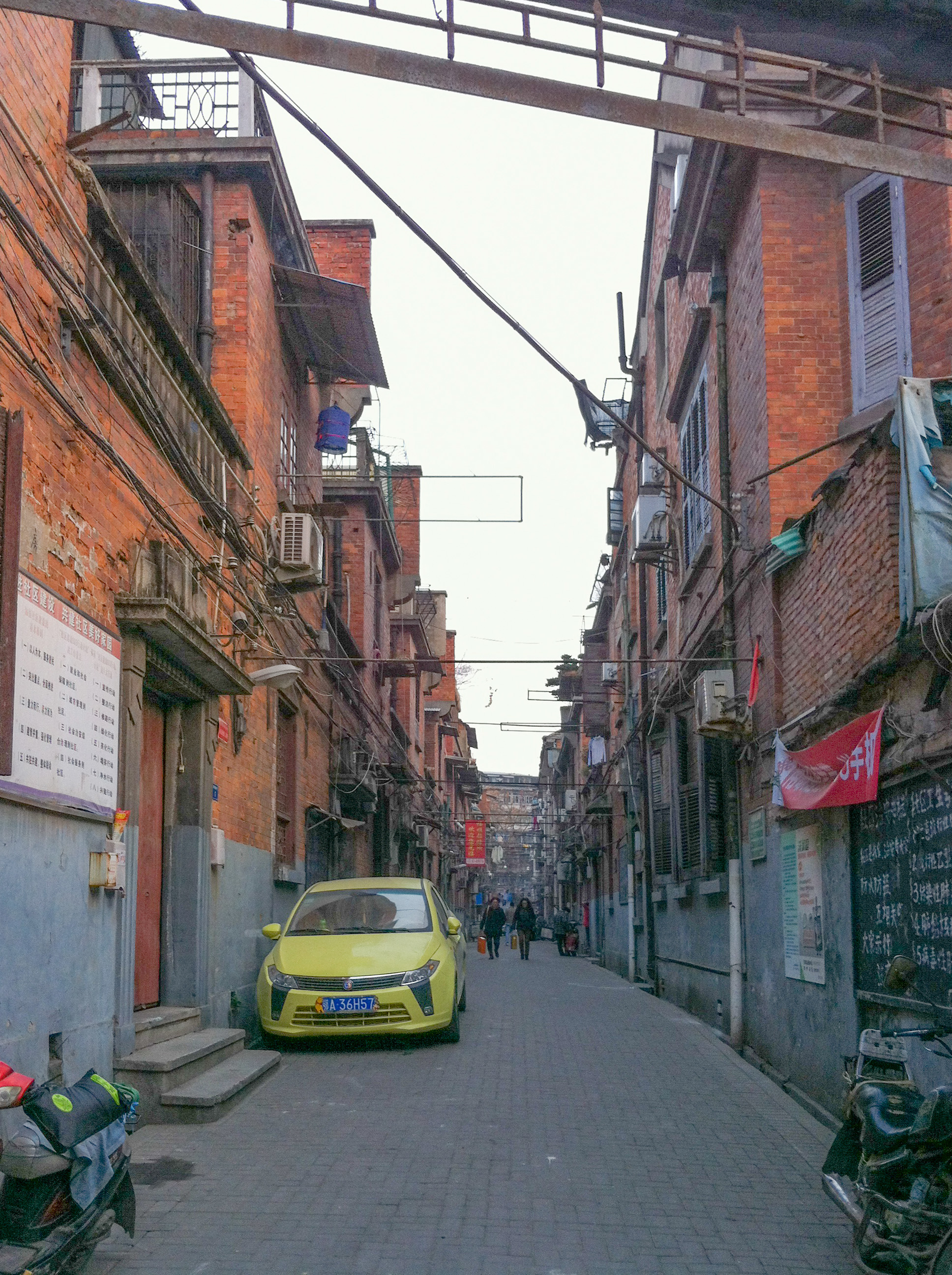
Rue de type lilong: à Dongting, rue Poyang, Hankou, Wuhan, 2012.
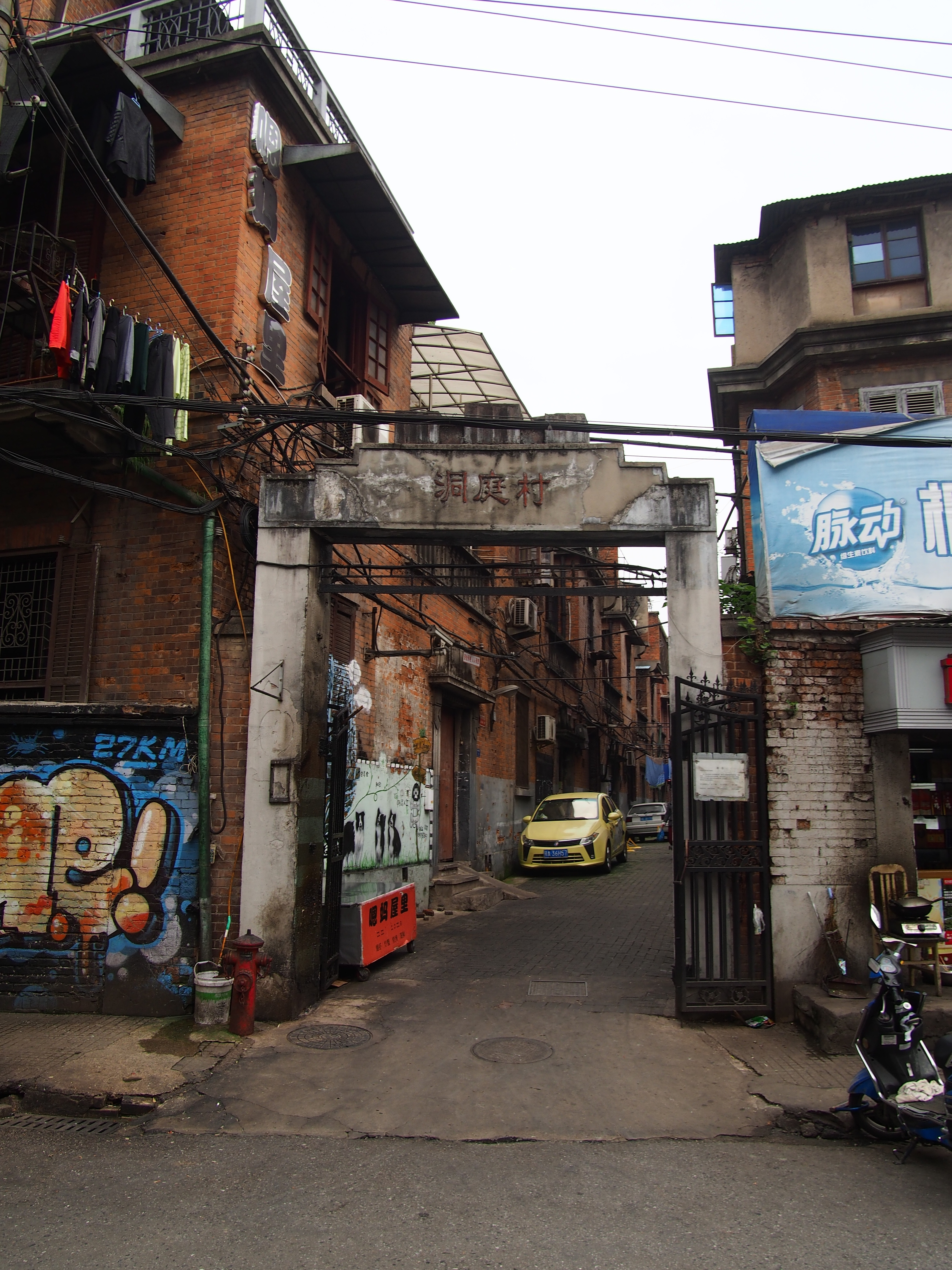
Ruelle fermée type lilong, Dongting village, district de Wuchang, Wuhan, 2016.
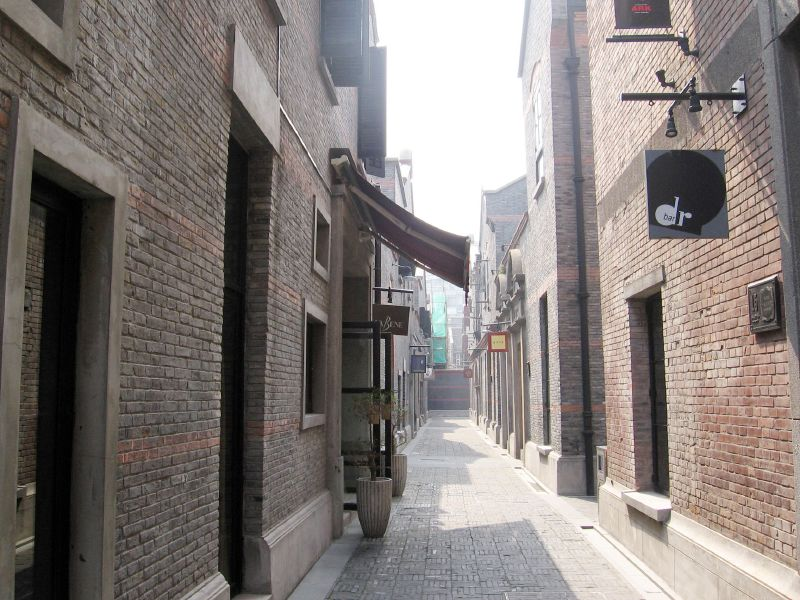
Un lilong refait à neuf, quartier Xintiandi, Shanghai 2006.

Comme le signale Michèle Pirazzoli-T'Serstevens « Les chinois n'ont jamais placé leur passion d'éternel dans le monument lui-même mais dans les idées qui ont présidé à son ordonnancement ». Ainsi la plus grande partie du bâti ancien a disparu depuis les années 1980 et plus encore depuis les années 2000. Quant aux lilong préservés ou reconstruits, il ne faut pas oublier que ce sont des constructions réalisées dans les concessions, en général depuis le début du XXe siècle jusqu'en 1949, et imprégnées de procédés et concepts occidentaux, ce qui n'est pas le cas des hutong, de conception traditionnelle chinoise.
La rénovation des anciens quartiers, en Chine, reste très limitée, mais, après la décision de 1987 et dans les années qui ont suivi, certains projets ont été réalisés, en particulier à Pékin, dans la ville chinoise. La reconstruction ne s'y fait pas nécessairement à l'identique. Des hutong, avec leurs cours traditionnelles ont été ainsi reconstruits avec des variantes par rapport aux originaux, à proximité de l'"Opéra" (le Centre national des arts du spectacle (Pékin)), et du Parlement. L'expérience du ju'er hutong (architecte Wu Liangyong) recomposait le hutong en le modernisant, sur 1 à 3 étages sur cour et toits en pente de différentes hauteurs. On y a adopté le gris pour les murs, et conservé, parfois, quelques signes comme le toit incurvé, la couleur rouge pour les fenêtres et les balustrades.
Les habitants des anciens hutong, pauvres, aspiraient au minimum à l'eau courante, une cuisine privée et surtout des toilettes. Ils y résidaient depuis longtemps, voire depuis plusieurs générations et étaient employés à proximité. Les hutong anciens étaient, alors, très largement sur-occupés. Le coût très élevé des restaurations (en particulier les ju'er hutong) fait que 80% des anciens habitants ont été dans l'incapacité d'acheter les nouveaux appartements. On y passait de 5,2 m2 par habitant à 12,4 m2. La relocalisation massive des autres posa alors de très nombreux problèmes.
Quelques vieux quartiers restent en déshérence en 2020, dans des villes qui présentent, par ailleurs, des aspects florissants où d'anciens quartiers de l'époque des concessions ont été soigneusement restaurés, comme à Wuhan. Les anciens villages, englobés par l'extension des villes, se sont vu autorisés à augmenter la taille des constructions de sept étages, ce qui a produit des espaces hyper-denses aux ruelles obscures (Tangxia, Tianhe District, Guangzhou, Guangdong). L'amélioration de l'existant devient un mot d'ordre pour certains architectes indépendants.
Le patrimoine : Les restaurations réalisées à la perfection pour la protection du patrimoine depuis 1982 restent rares au regard de l'étendue du territoire. Elles ont été obtenues de longue lutte contre l'ignorance et les profits immédiats. Cette protection du patrimoine arrive bien tard. Pendant une centaine d'années l'ennemi a été la tradition : de nombreuses villes ont été, ainsi, rasées pour être rebâties à neuf selon les critères du bien-être moderne. On en est venu, parfois, à devoir réinventer un patrimoine disparu, comme la rue Liulichang, la rue des antiquaires à Pékin, totalement refaite dans les années 1990, ou encore le centre-ville de Shanghai, rasé, puis reconstruit, pour faire « ville chinoise ».
Avec la modernisation des années 1990, c'est une vague de destruction massive qui s'est alors abattue sur tous les bâtiments anciens, dès lors qu'ils n'étaient pas exceptionnels.

## Planification urbaine, 1978-2010: les métropoles majeures du littoral

### Urbanisation

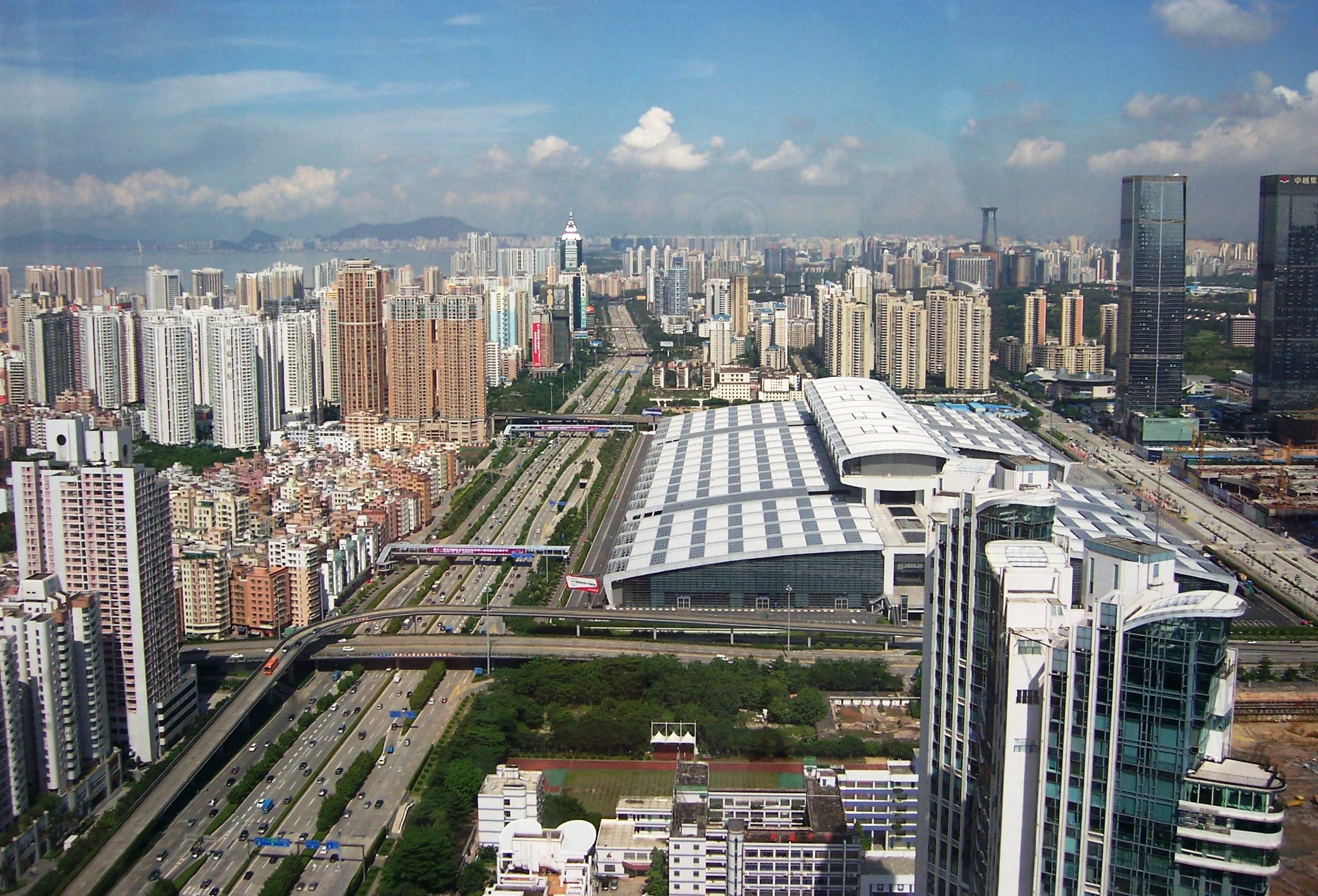
Shenzhen Convention and Exhibition Center (en), Shenzhen. Gerkan, Marg and Partners, (-2004) Point de vue, 2007.
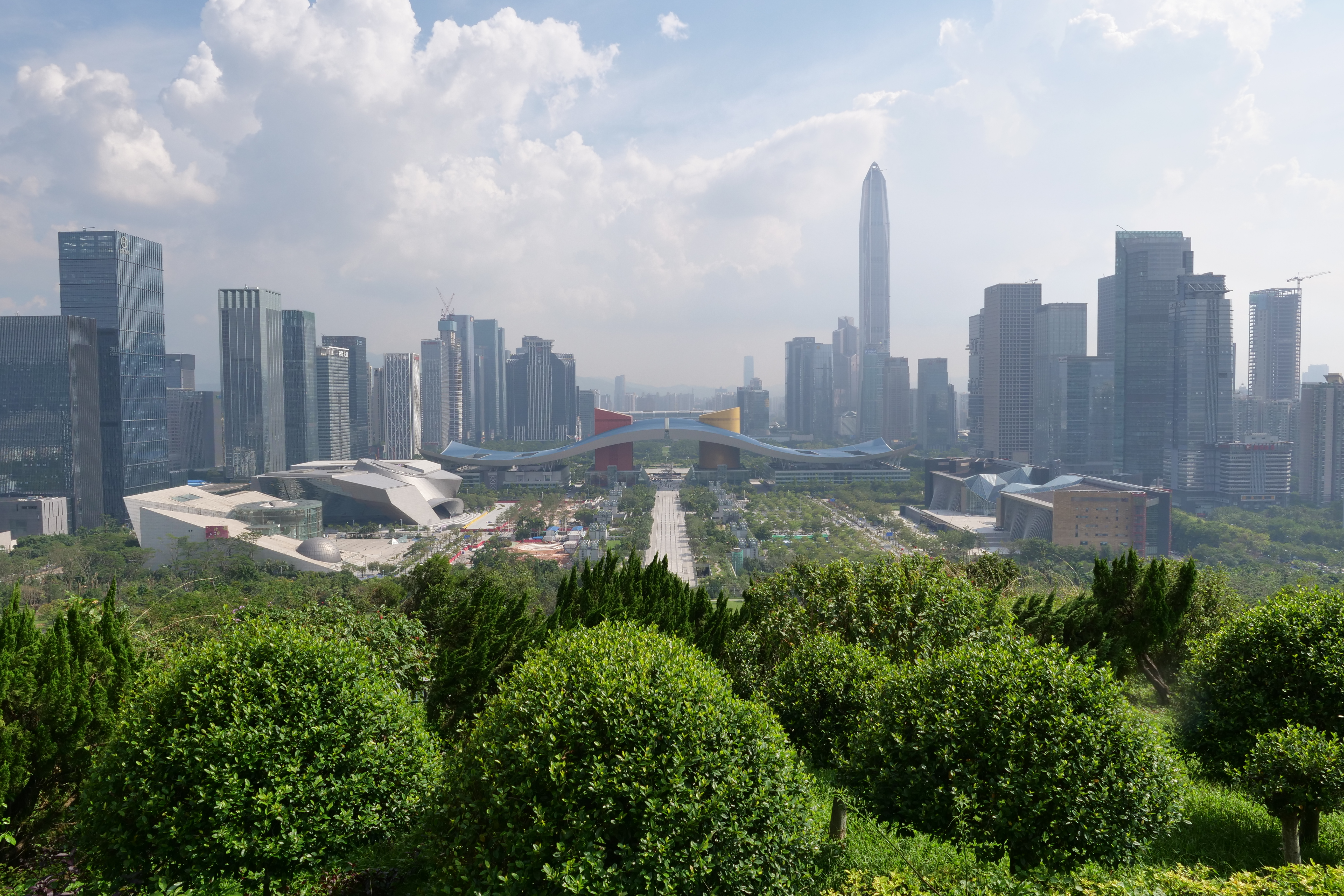
Civic Center (Shenzhen) (en) (la Vague bleue) John M.Y. Lee / Michael Timchula Architects, 1998-2004 Point de vue, 2018.
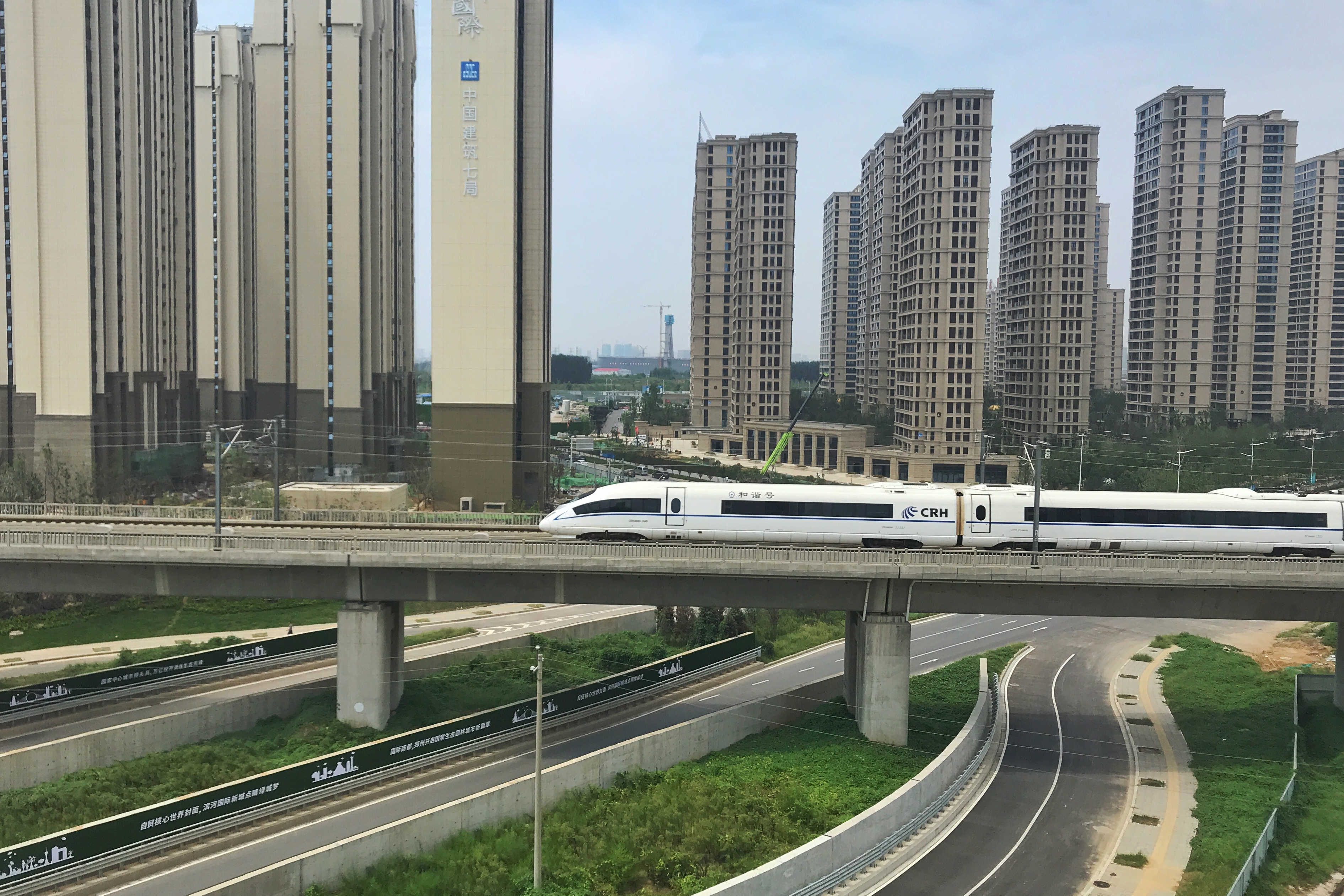
Urbanisation dense, architecture de grande hauteur (25-30 étages). Voies rapides. LGV Pékin - Canton, 2 298 km à 300 km/h, ici/ Zhengzhou, ligne ouverte en 01-2013.
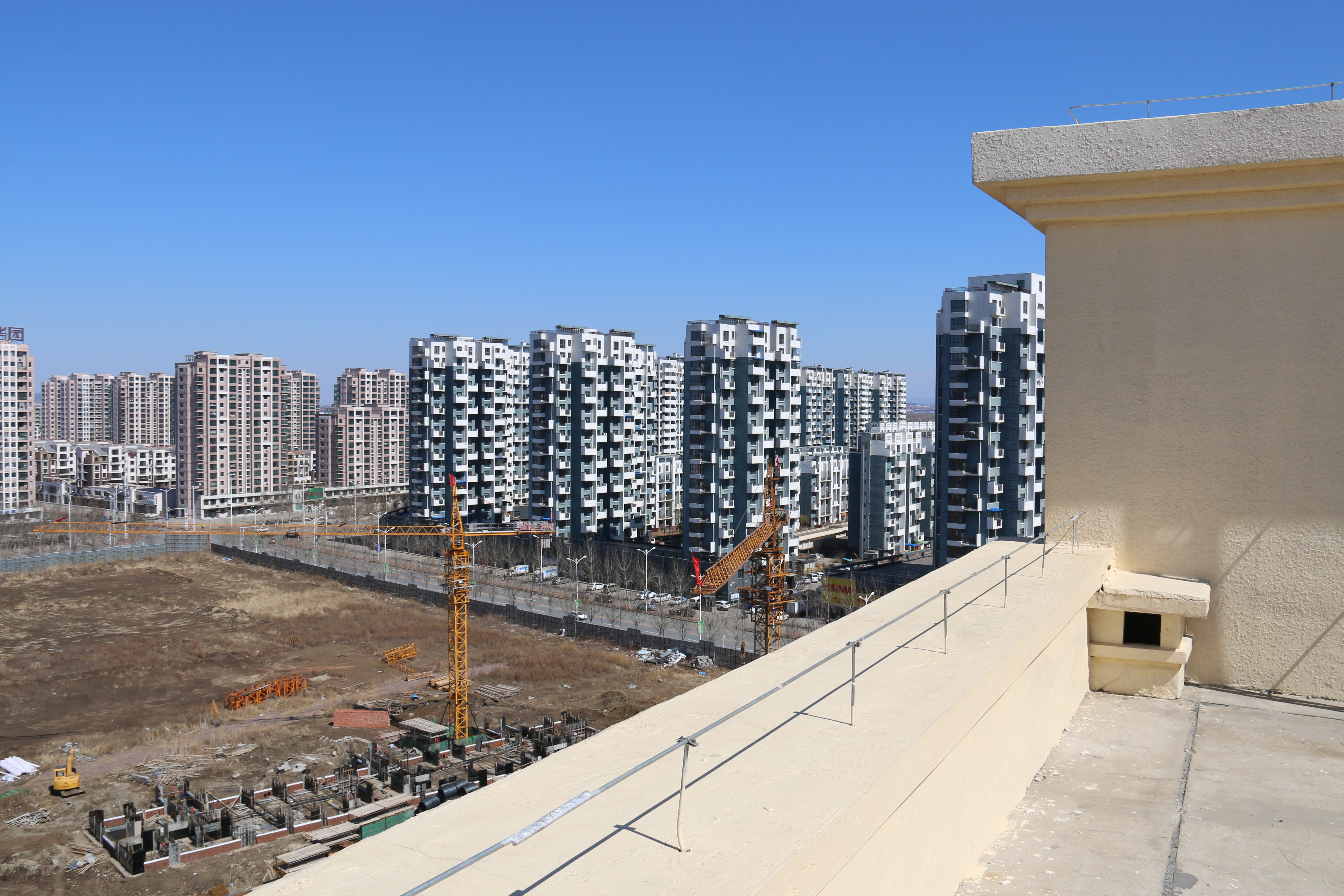
Urbanisation typique de zones résidentielles, des résidences verticalisées. Chine du nord-est en 2016.

#### Logements
Depuis un mouvement lancé en 1976, relayé dans les années 1980 par des traductions et des articles de réflexion sur le postmodernisme, mais au maximum de sa puissance au cours des années 1990, de nouvelles générations d'architectes prennent la relève (sur fond d’opposition aux pionniers des années 1950-70, au style grandiloquent) et participent à l’invention d’une méthode postmoderne d’architecture : moins un style architectural qu'une manière, chaque fois, de se distinguer, en façade, d'une opération immobilière voisine, par tel élément comme une bande colorée, des moulures ou une façade ondoyante. Ces éléments ornementaux ne peuvent être comparés à la composition subtile de bâtiments publics réalisés dans un esprit postmoderne, comme le musée de Shanghai (1992-1996).
La production de bâtiments d'habitation verticaux, car les plus économes de l'emprise au sol, doit se faire à très vive allure et à très grande échelle dans toutes les villes.
Ensuite, de 2001 à 2021, la Chine a presque quintuplé la superficie des espaces verts publics dans ses villes, selon les données du ministère chinois du logement et du développement urbain et rural.
Mais depuis 2021 la crise de l'immobilier en Chine a une répercussion sur l'ensemble de l'économie chinoise.

#### Architecture contemporaine: planification et investissements
Dans le cadre de l'ouverture de la Chine vers une « économie socialiste de marché », qui s'est mise peu à peu en place à partir de 1978 avec Deng Xiaoping, la planification a d'abord eu pour objectif la recherche de l'efficacité, afin de favoriser la croissance de celle qui va devenir l'« usine du monde », notamment par la valorisation du foncier. « À la fois instrument et ressource, le foncier est au centre de toutes les tensions, […] l'envers des réformes chinoises : mélange des genres, corruption et spéculation ». En octobre 1992 le ministre de la Construction fonde la croissance sur la vente des droits d'utilisation du sol, et cela bien que l'abolition de la propriété privée foncière ait été inscrite dans la constitution de la RPC en 1950. Aux multinationales on va quasiment offrir gratuitement leurs lieux d'implantation.
Le pouvoir mise alors sur les métropoles de la côte, futurs moteurs de croissance. La Chine centrale et occidentale, les zones rurales ne sont pas au programme - à ceci près que les masses rurales vont être appelées à fournir une main d'œuvre bon marché sur les nouveaux chantiers. Cet afflux de paysans-migrants, "population flottante", est motivé par la très grande différence entre le statut et le salaire de l'ouvrier des villes et celui des paysans. Le "coup d'envoi" est donné avec la création des ports de Shenzhen, Zhuhai, Shantou et Xiamen en « zones économiques spéciales » depuis 1980 avec la Conférence nationale sur la planification urbaine, et le Sixième plan quinquennal (1981–1985). La zone économique de Pudong est créée en 1990. C'est la première New Area (zone nouvelle) d'une longue liste de villes nouvelles chinoises au statut économique favorable et soutenues par le gouvernement central. C'est aussi alors que se développe l'axe Est-Ouest du fleuve Yang-Tsé, depuis Chengdu jusqu'à Shanghai. Dans les années 2000 c'est le tour de l'axe de communication terrestre qui relie Pékin-Tianjin à Zhengzhou et Xi'an, au début de la route (terrestre) de la soie.
Le développement dans la zone économique du delta de la Rivière des perles a grandement bénéficié de l'afflux de capitaux et de connaissances commerciales en provenance de Hong Kong. Mais les relations étroites et parfois les tensions entre Hong Kong, la région, et la Chine continentale en général, sont également devenues un sujet brûlant depuis 2008.
Au cours de l'ère Deng Xiaoping, les villes sont devenues des lieux de contestation. Les manifestations de la place Tian'anmen, en 1989, dénonçaient la corruption et demandaient des réformes politiques et démocratiques. Le pouvoir a opté pour plus de répression. Néanmoins il a, d'abord, orienté les investissements vers les villes et les transports entre les villes. Celles-ci disposent d'une plus grande part de leurs revenus : Shanghai versait en 1981 plus de 90% de ses revenus, en 1995 elle en conservait déjà 33%. Par ailleurs, tout est fait pour les investisseurs privés : l'échelle du nouveau parcellaire à urbaniser, en particulier.

## Nouvelle gestion des projets de construction urbaine
Entre 1979 et 1988 la superficie totale construite représente 1,24 milliard de m2. Ce processus, qui s'est poursuivit, aboutit au fait qu'en 2019, 700 millions de chinois vivent dans les villes, contre moins de 200 millions dans les années 1980. Ils seront plus d'un milliard dans 10 ans. Tout semble avoir été construit dans les trente dernières années. Les déménagements sont très fréquents, tous les dix ans pour beaucoup.

### Villes nouvelles: divers processus d’urbanisation
Avec l’émergence d’une mondialisation de la ville nouvelle, dans la seconde moitié du XXe siècle, un ensemble de phénomènes apparemment similaires apparait en Chine. Ils sont néanmoins bien différents.
En périphérie des anciennes agglomérations ou implantées ex nihilo, de nombreuses villes nouvelles de desserrement métropolitain, aménagées par les gouvernements locaux pour maîtriser la croissance des très grandes villes, surgissent de terre sur la période qui commence dans les années 1950 et jusqu'à aujourd'hui. Ce premier type de villes nouvelles se décline, selon Carine Henriot, en :
- cité ouvrière satellite (xincun), à partir des années 1950[28],
- ville satellite de déserrement industriel (weixincheng), années 1950-1990[29],
- ville nouvelle (xincheng[30]), depuis les années 1980[N 4],
- « nouveau bourg » (xinzhen), depuis le début des années 2000[31],
- ville durable (yongxu chengshi)[32],
- ville intelligente (zhihui chengshi)[33].

Dans le même temps, apparaissent des villes nouvelles pensées pour assurer une fonction principale unique, dont les cités universitaires, mais aussi celles relevant de politiques économiques, commerciales ou douanières, d’échelle nationale :
- les zones économiques spéciales (Special Economic Zone, SEZ) lancées à partir de 1979,
- les zones de développement économique et technologique (National Economic and Technological Development Zones (en), ETDZ), - comme celle de Tianjin, lancées en 1984,
- les zones de collaboration économiques frontalières (Border Economic Collaboration Area) lancées en 1992 - comme Wanding BECZ (en) ou Hekou BECZ (en))
- les zones de développement industriel destinées aux nouvelles technologies (High-Tech Industrial Development Zone, HTIDZ) - comme Lanzhou[34] - lancées en 1988,
- les différentes zones douanières qui se succèdent à partir de 1990[35].

Et sur la même période, d'autres formes de villes nouvelles voient le jour comme ces villes nouvelles qui relèvent des « nouveaux arrondissements » (xinqu ou new district), comme le district de Pudong, à Shanghai, ou le nouveau district de Binhai à Tianjin.
Enfin, quelques cas singuliers sont à noter : les villes durables et les  villes intelligentes, planifiées dans le cadre d’une politique nationale, et non locale, et alimentées par des coopérations bilatérales - l’éco-cité sino-singapourienne de Tianjin ou l’éco-cité sino-française de Caidian (39 km2) à Wuhan.

#### Villes nouvelles de desserrement métropolitain
En ce qui concerne les villes nouvelles de desserrement métropolitain, l’arrivée des opérateurs internationaux, dans les années 1990, a entraîné, entre autres ajustements, de nouvelles formes de planification : dominées par la logique de projet, notamment dans les grands équipements, les services et les réseaux urbains. Comparées aux unités de travail des années 50-70, qui associaient sur un même lot l’usine, les logements du personnel et l’ensemble des commerces et services destinés aux habitants, dans ces villes nouvelles des années 1990 et suivantes, la différenciation des espaces et leur spécialisation fonctionnelle induisent des déplacements et des mobilités croissantes, ce qui nécessite, dès lors, de prendre en compte, justement, ces grands équipements, ces services et ces réseaux urbains. Ainsi les planifications urbaines, foncières et la planification des transports fusionnent dès 2009 à Shanghai, et au milieu des années 2010 à Wuhan. Les réseaux de transports font la part belle à la voiture ; les villes nouvelles étant aussi reliées à leur métropole par un réseau de type RER, parfois avec le tram.
Ces villes nouvelles, autour des métropoles, sont constituées, tout d'abord, de vastes secteurs résidentiels - orientés vers les classes moyennes émergentes et composés de grandes tours en habitat collectif, de petits bâtiments collectifs en bande et des ensembles pavillonnaires individuels ; avec ces secteurs résidentiels on rencontre aussi des bâtiments universitaires en éléments dispersés, des parcs d’agrément, des centres commerciaux, et des zones industrielles et commerciales.
Ces villes nouvelles sont réalisées par de nouveaux acteurs, les « sociétés de développement » (chengshi touzi kaifa gongsi) qui œuvrent dans l’intérêt du gouvernement d’arrondissement. Ces opérations s'avèrent très lucratives.

### Aménagement urbain

#### Réseaux

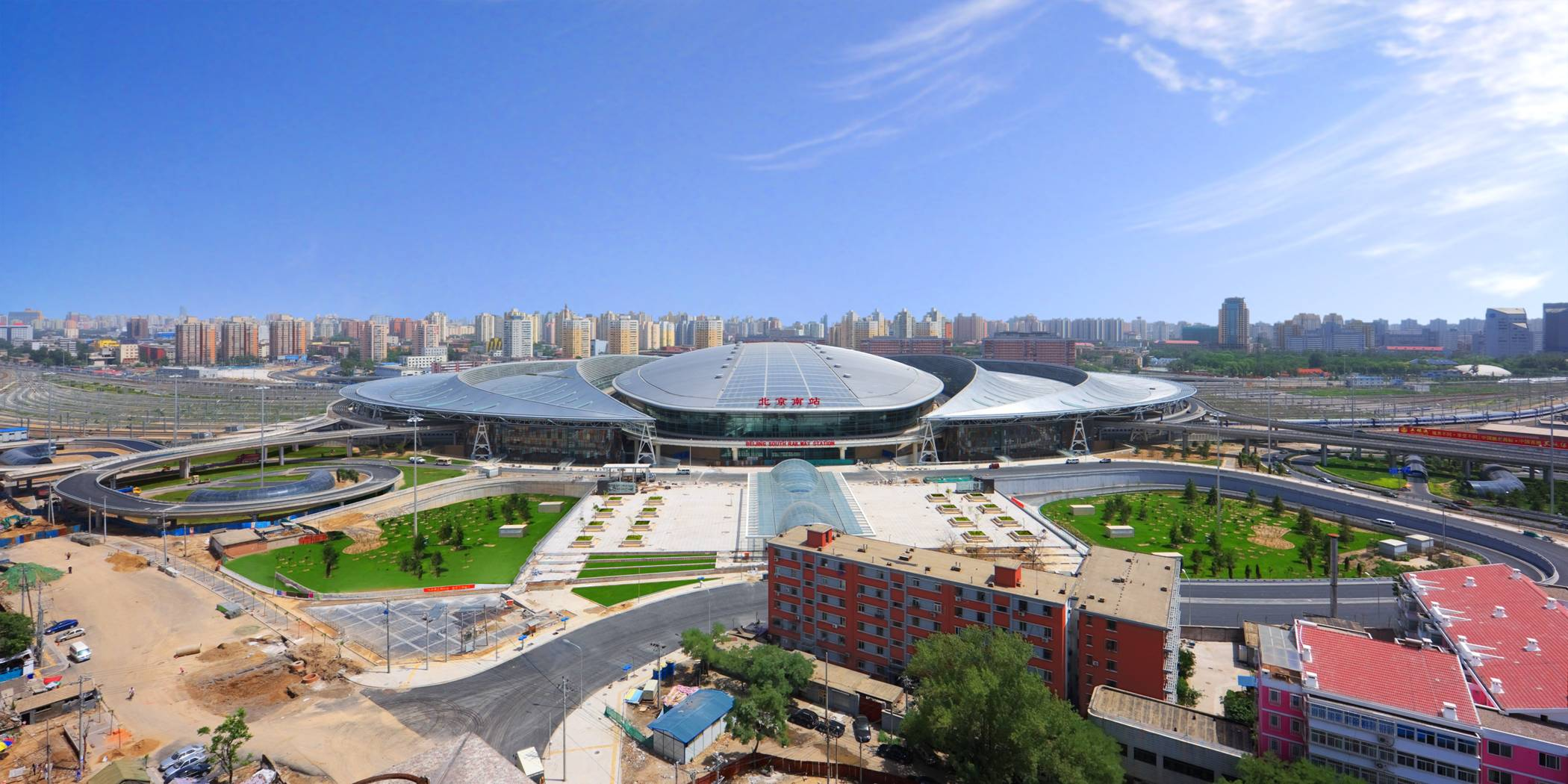
Gare de Beijing nan (Pékin Sud) pour TGV. Mise en service 2008.

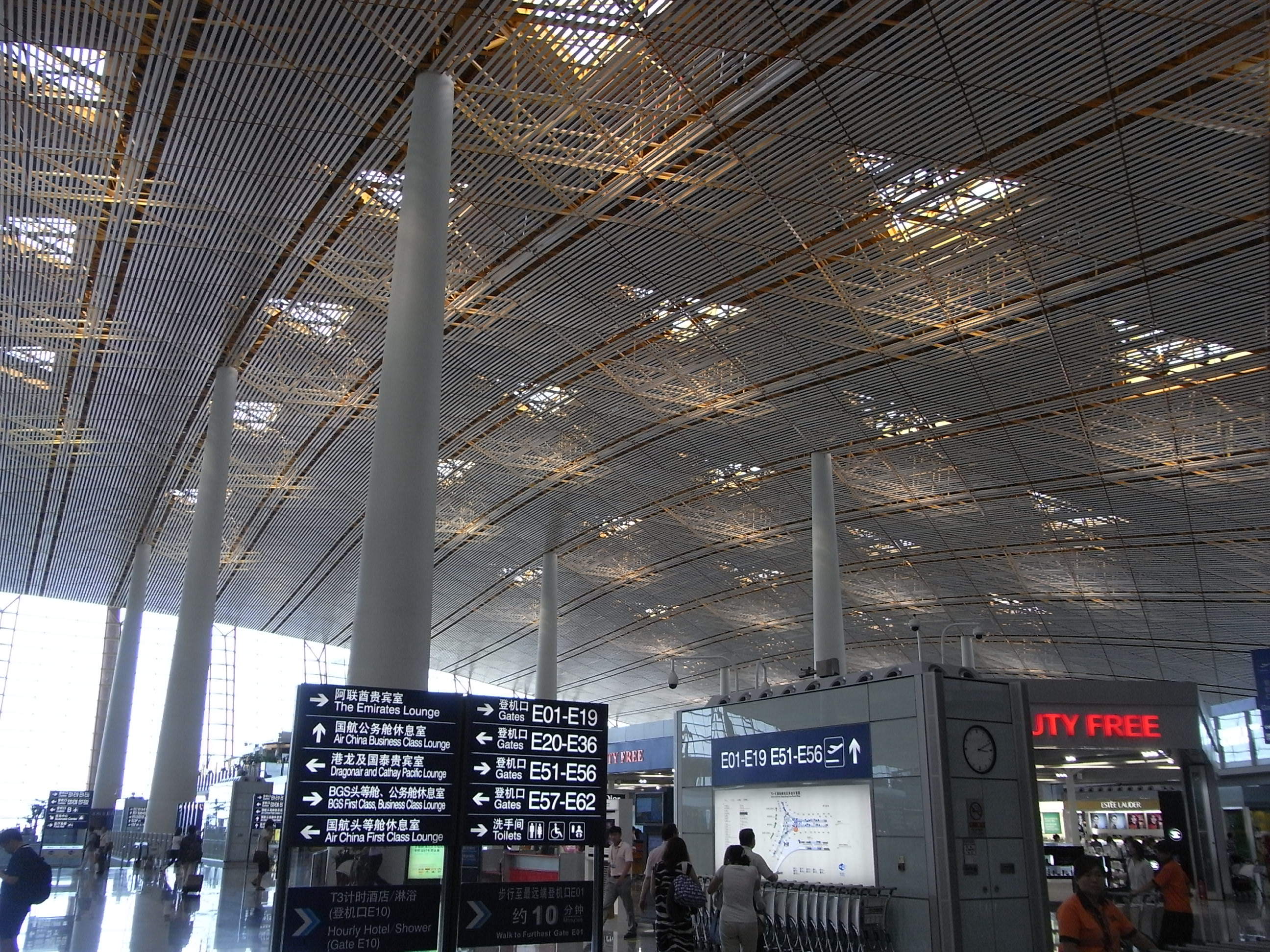
Troisième terminal, aéroport de Pékin. Foster & Partners. 2004-2008.

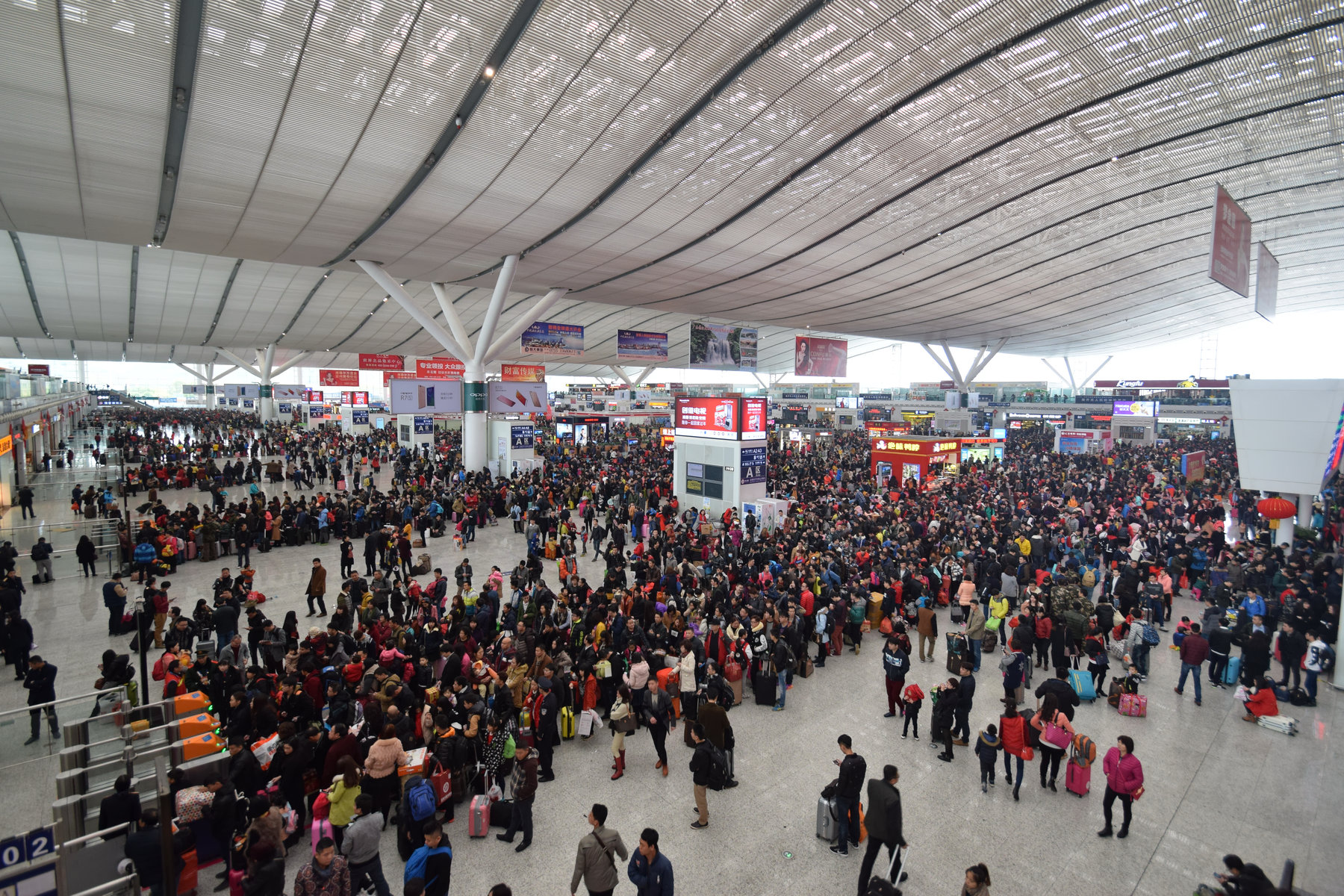
La foule en période de Chunyun, à la gare de Shenzhen-Nord (2007-2011).

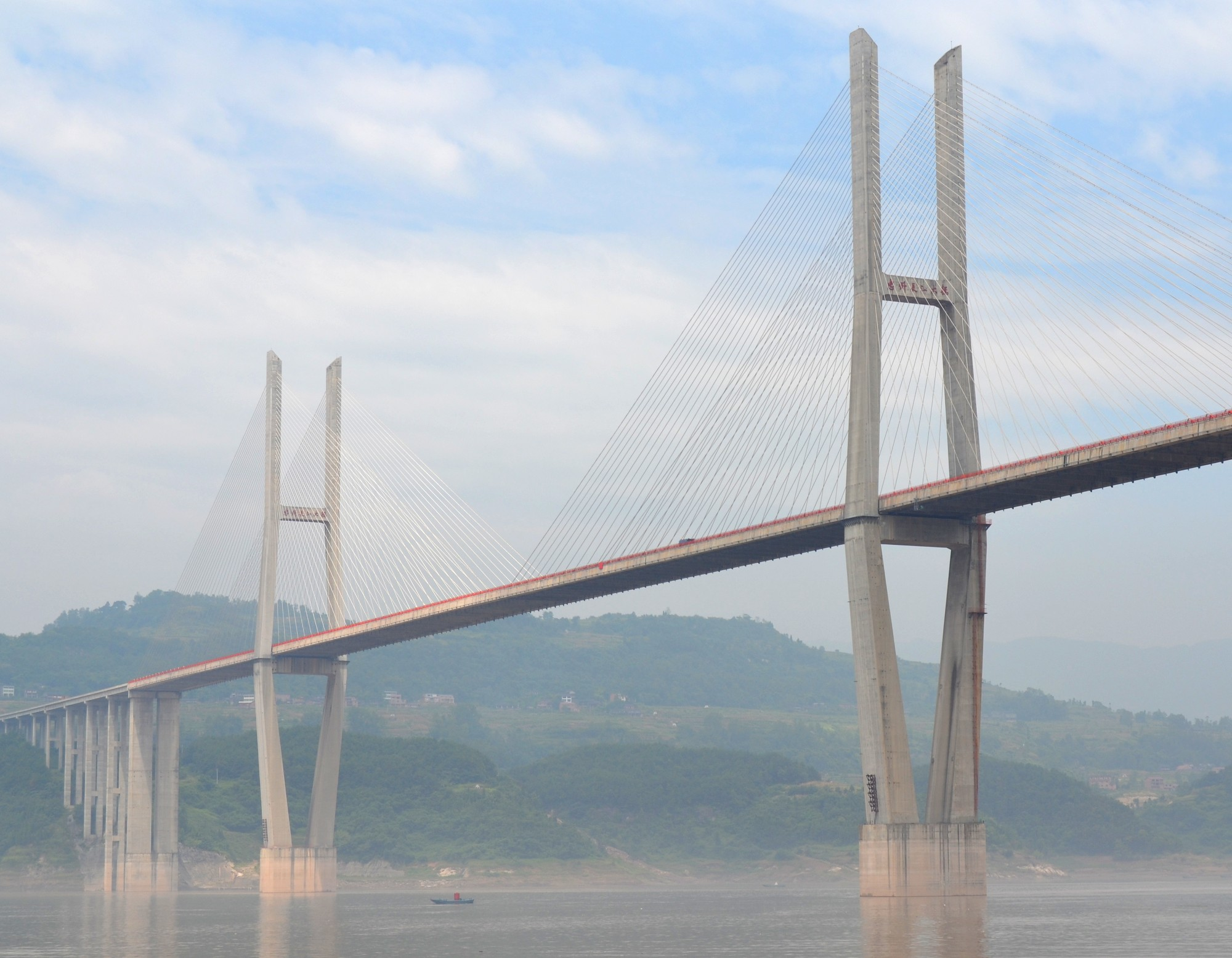
Pont suspendu de Zhongxian Changjiang, sur le Yangtze. Chongqing. H 134 m. Envergure 460 m. 2012.

Au cours des années 90 il y a donc eu diffusion du développement, à travers la création des Zones économiques spéciales, du type Pudong, qui essaiment alors autour des grands centres de la côte. On compte aussi des délocalisations le long des grands axes que l'on met en place. Et dans le même temps, se généralise dans les villes une très grande violence à l'égard de ceux qui sont destitués de leurs entreprises publiques, abandonnés du pouvoir, non rentables. Les chinois bougent, alors, énormément.
Les grands projets urbains depuis les années 2000 produisent l'effet d'une véritable révolution urbaine et le prélèvement des impôts et des taxes diverses sur l'immobilier, les produits de la vente des terrains permettent de financer le développement des réseaux, à grande échelle et très rapidement. Le long de ces grands axes, les projets de logements et de bureaux, de centres commerciaux et d'usines donnent l’occasion aux agences des architectes d'État de créer une architecture efficace. Les grands travaux de génie-civil accompagnent le travail des architectes dans le développement des réseaux : les réseaux de transport, les ponts, les tunnels et les gares éblouissantes dans leurs surfaces parfaitement lisses, le réseau électrique, les centrales et les barrages - le barrage des Trois-Gorges (1994-mise en service 2006-2009) en particulier - les réseaux d’adduction d’eau et d’assainissement, les ports, dont celui de Shanghai, le plus grand port du monde, et les aéroports, comme le terminal III de l’aéroport international de Pékin (mise en service 2008), le réseau de télécommunications…

#### Bureaux et parcs industriels

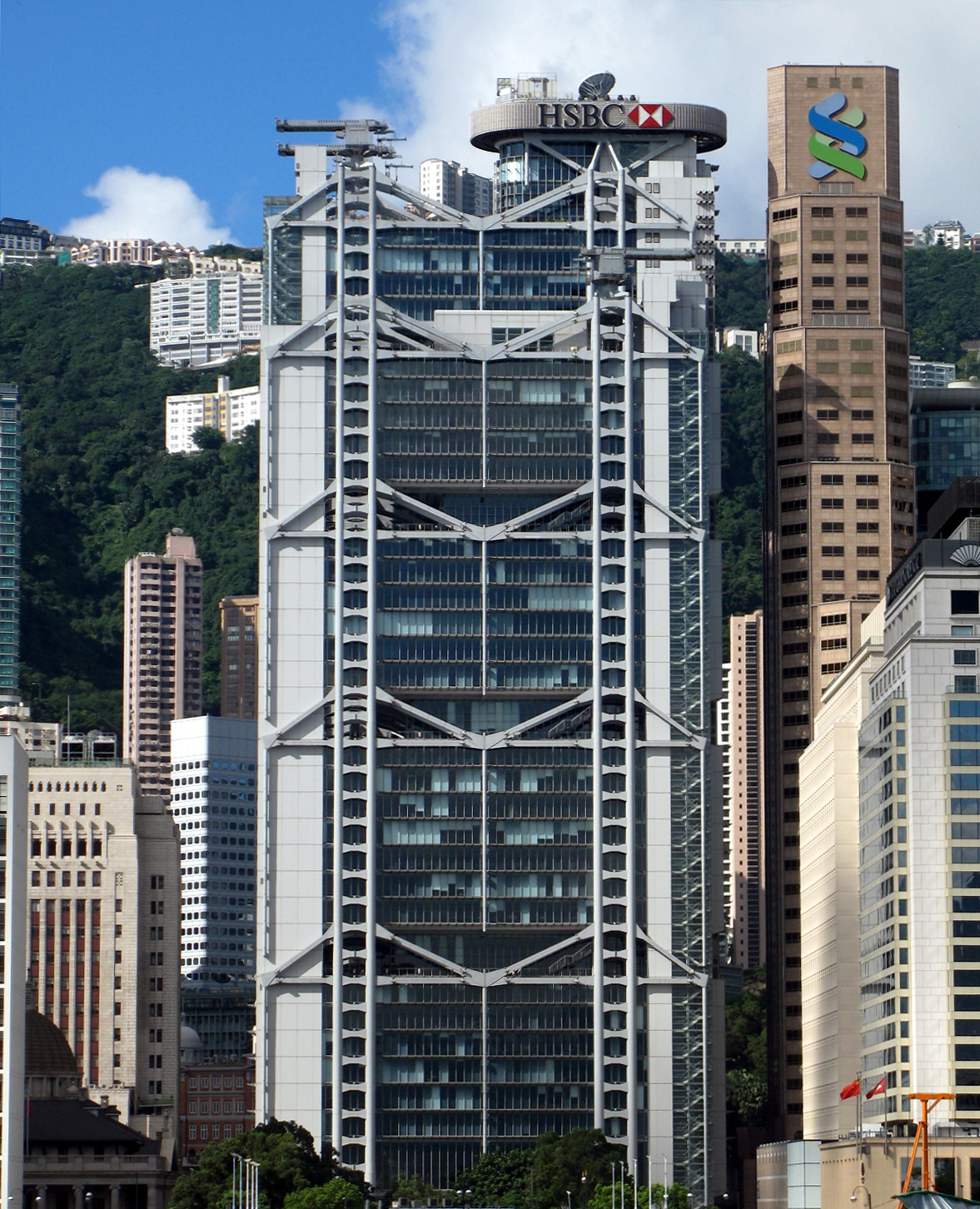
HSBC Main Building, siège de The Hongkong and Shanghai Banking Corporation Limited. Norman Foster, 1983-1985. Hong Kong.
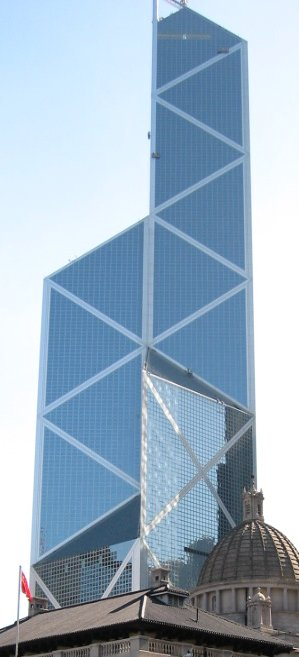
Tour de la Bank of China. Ieoh Ming Pei, 1989. Hong Kong.
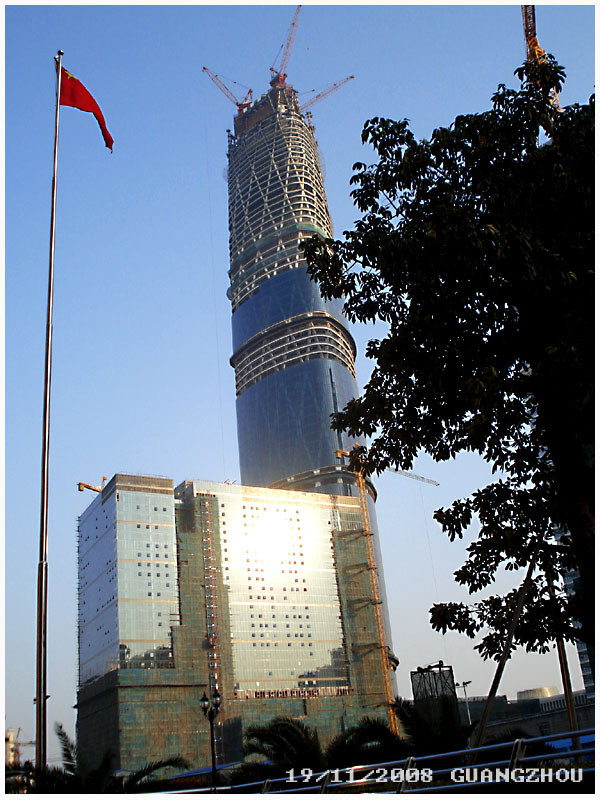
Érection du Guangzhou International Finance Center, Wilkinson Eyre (2005-2010). Chantier en 2008, proche Rivière des Perles. 438 m.
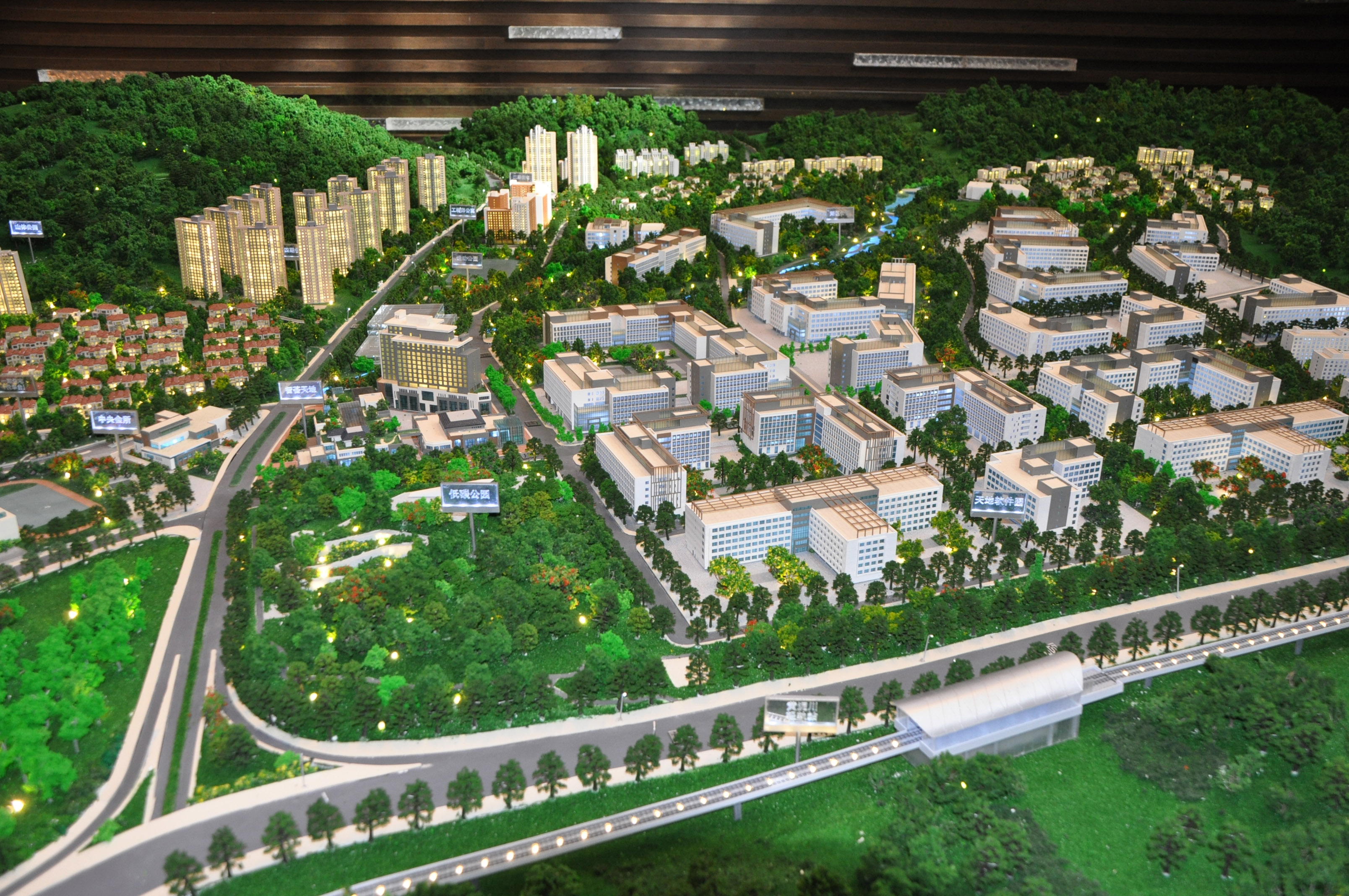
Maquette d'un projet pour un quartier du parc informatique de Dalian, Liaoning et zone résidentielle, 2011.

Le nouveau district de Pudong (Shanghai) reste peut-être, en 2020, « La » cité hypermoderne de Chine avec sa colossale accumulation de tours - Shenzhen (Mégalopole du delta de la Rivière des Perles) ayant été la première touchée par ce type d'accumulation. La liste des plus hauts immeubles de Shenzhen ne cesse de s'allonger : avec un très grand nombre de bureaux, et des appartements de luxe. Cela donne aux centres-villes des mégapoles des airs de science-fiction, une "super-modernité" héroïque, hors-sol. Avec cela, la différenciation radicale des espaces se met en place, une « hétérotopie » violente où ces tours de bureaux constituent un monde à part, aspiré dans les hauteurs par leurs batteries d'ascenseurs.
Le déplacement des usines et des centrales électriques, au charbon, hors des villes, trouve sa contre-partie avec l'implantation de parcs industriels non polluants dans les périphéries. Bien desservies par les moyens de communication et, pour celles qui sont choyées, comme l'informatique, on leur trouve une place dans des zones arborées avec des bâtiments de taille modeste. C'est le cas du parc informatique de Dalian. Cependant ces entreprises sont amenées, elles aussi, à se déplacer.

#### Musées, hôtels de prestige

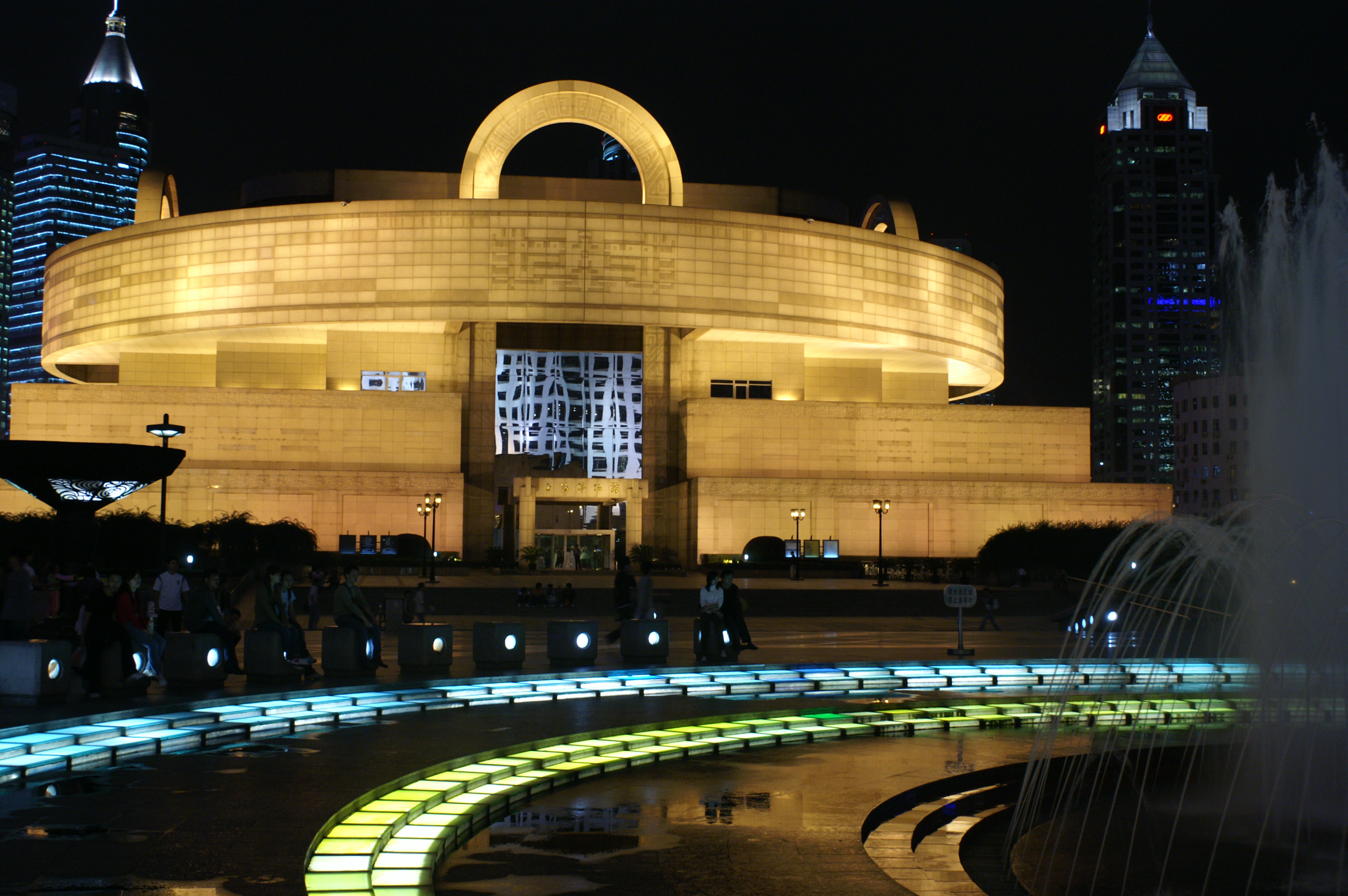
Musée de Shanghai. Xing Tonghe, de l'institut Xiandai Architectural Design Group, Shanghai. 1992-1996.
Mise en lumière, 2006.

Des ouvrages de prestige ornent les grandes villes, dans ces années 1980-2010 : Pour l'Exposition universelle de 2010 la Chine venait de construire 150 nouveaux musées. Les musées et leurs annexes ont été, alors, l'occasion d'une mise à distance des solutions architecturales conventionnelles. En effet la vague de traductions concernant le postmodernisme (Charles Jencks, Robert Venturi, Paul Goldberger), à partir de 1980, a pu alimenter la recherche d'une nouvelle forme nationale, distincte de la formule hégémonique qui attachait l'architecture à la politique, avec des plans conventionnels. Le musée du Shaanxi (1991), de Zhang Jinqiu, est une parfaite illustration de l'ancienne tendance qui dérivait de la forme nationale. Par contre, le célèbre musée de Shanghai inauguré en 1996, est clairement postmoderne. Il introduit une rationalité on ne peut plus moderne, avec un hall central - puits de lumière - autour duquel sont organisés les espaces d'exposition, tout en faisant référence à une forme antique symbole de souveraineté : le tripode ding. Quant à Ieoh Ming Pei, il s'inspire, pour l'Hôtel des Monts Parfumés (1978-1982), de la maison à cour, siheyuan et du jardin chinois traditionnels. Le bâtiment, dont le hall est couvert par une structure triangulée métallique, pratique l'hybridation d'un plan étranger et de l'architecture traditionnelle. Pour le musée de Suzhou (2002-2008), une composition classique faite de multiples espaces centrés sur des jardins et des cours, il fait à nouveau appel à la structure triangulée métallique qui lui permet d'offrir des éclairages zénithaux ponctuels, à l'intérieur du musée, et d'associer la pente des toits et les murs blancs de l'architecture vernaculaire à la technologie moderne.

#### Évènements
Des appels d'offres pour de grands monuments architecturaux vont faire appel, pour l'entrée dans le nouveau millénaire, à des cabinets d'architecture de renom mondial, afin d'accompagner la nouvelle image que veut se donner la Chine de Jiang Zemin (1993-2003), puis Hu Jintao (2003-2013). Les Jeux olympiques de 2008, puis l'exposition universelle de 2010 devant montrer, avec éclat, le nouveau statut de la Chine sur le plan international. De grands architectes chinois sortent du rang à cette occasion, c'est la nouvelle avant-garde "expérimentatrice" (The "experimental" set).

##### Objectifs: Jeux olympiques d'été de 2008, et au-delà
Les grands projets de ces années là, avec l'objectif des Jeux olympiques d'été de 2008, qui se veulent des emblèmes de la modernité, dans toutes les grandes villes de Chine, sont réalisés par le biais de concours internationaux. Tous ces édifices emblématiques ont été construits par une agence étrangère associée à un institut de projets chinois, à l’issue de concours internationaux. Par contre, le centre de gestion des informations des JO, « Digital Beijing », dont le programme ne pouvait être confié à un prestataire étranger, a été réalisé par l'une des premières agences indépendantes. Cet architecte, Zhu Pei, né et diplômé à Pékin, a obtenu un master à Berkeley en Californie en 1997, a travaillé dans de grandes agences américaines avant de retourner s’installer en Chine lorsque les agences privées étaient redevenues licites. Outre la forme générale qui évoque des disques durs et des circuits imprimés, l'intérieur se distingue par des sols revêtus d'un plastique translucide renforcé de fibres (FRP), un nouveau substitut au jade pour le décor intérieur. Les images peuvent être et sont projetées sur le dessous des passages piétonniers intérieurs.
Le sens de la prouesse va dominer longtemps sur les autres critères de sélection. L'effet sensationnel, « jamais vu », sur l'échelle, sur l'enveloppe ou sur la composition frappe l'œil instantanément dans tous les cas. Les effets d'éclairage nocturne, spectaculaires, incitent à la vie nocturne, signe de « modernité », de « dépense », de luxe. Les monuments architecturaux non-standards, des années 2009-2014 vont poursuivre l'idéal de cette première génération de bâtiments d'exception. En 2016, le Chengdu Museum New Building, de l'agence Sutherland Hussey Harris, en 2017, la bibliothèque de Tianjin Binhai (MRVD), et en 2019, le Tianjin CTF Finance Centre (Skidmore, Owings and Merrill), de 530 m. de haut, continuent la série.

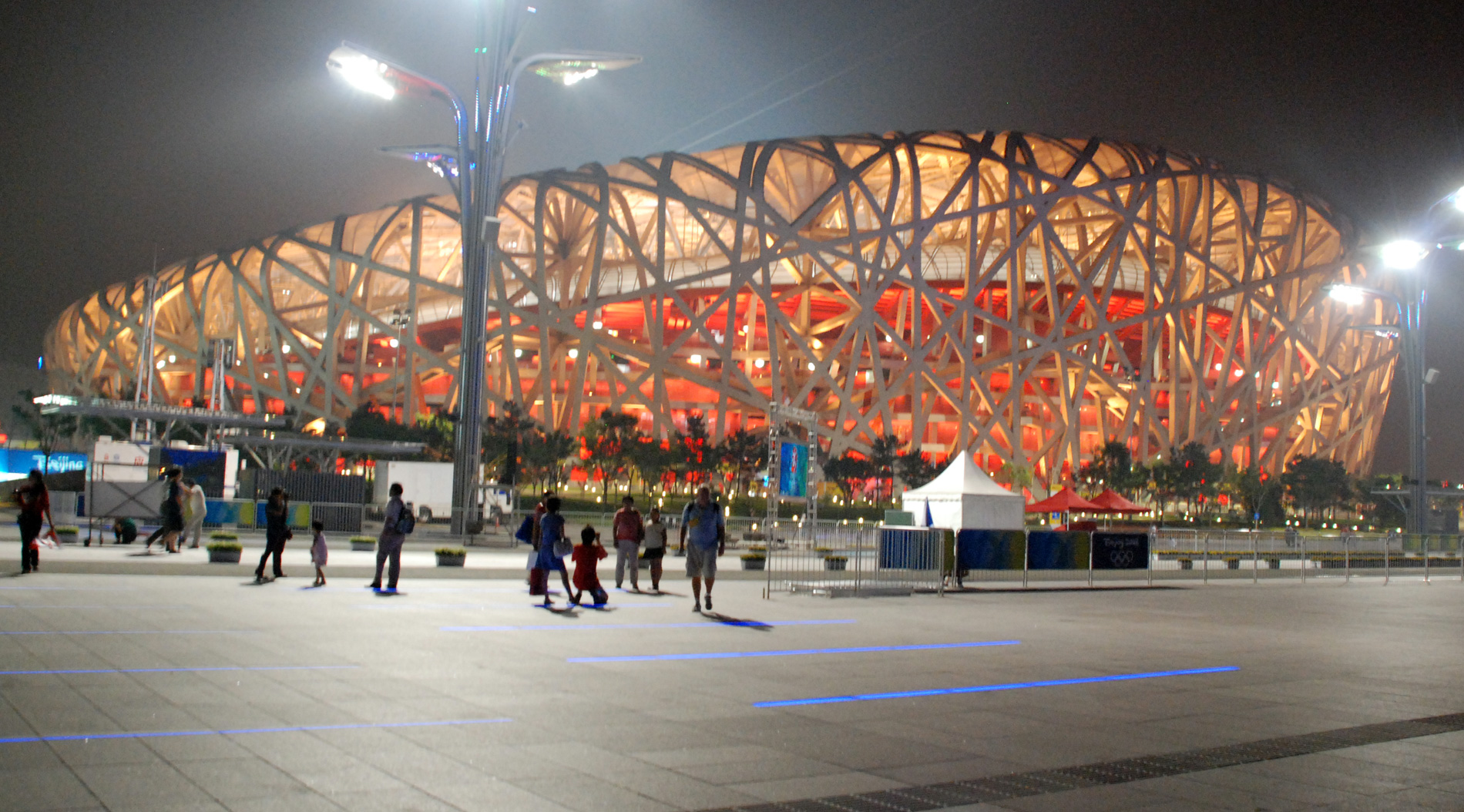
Stade National de Pékin; "le nid d'oiseau" de nuit. Herzog & de Meuron, institut China Architecture Design & Research Group[51], 2003. Artiste consultant : Ai Weiwei.
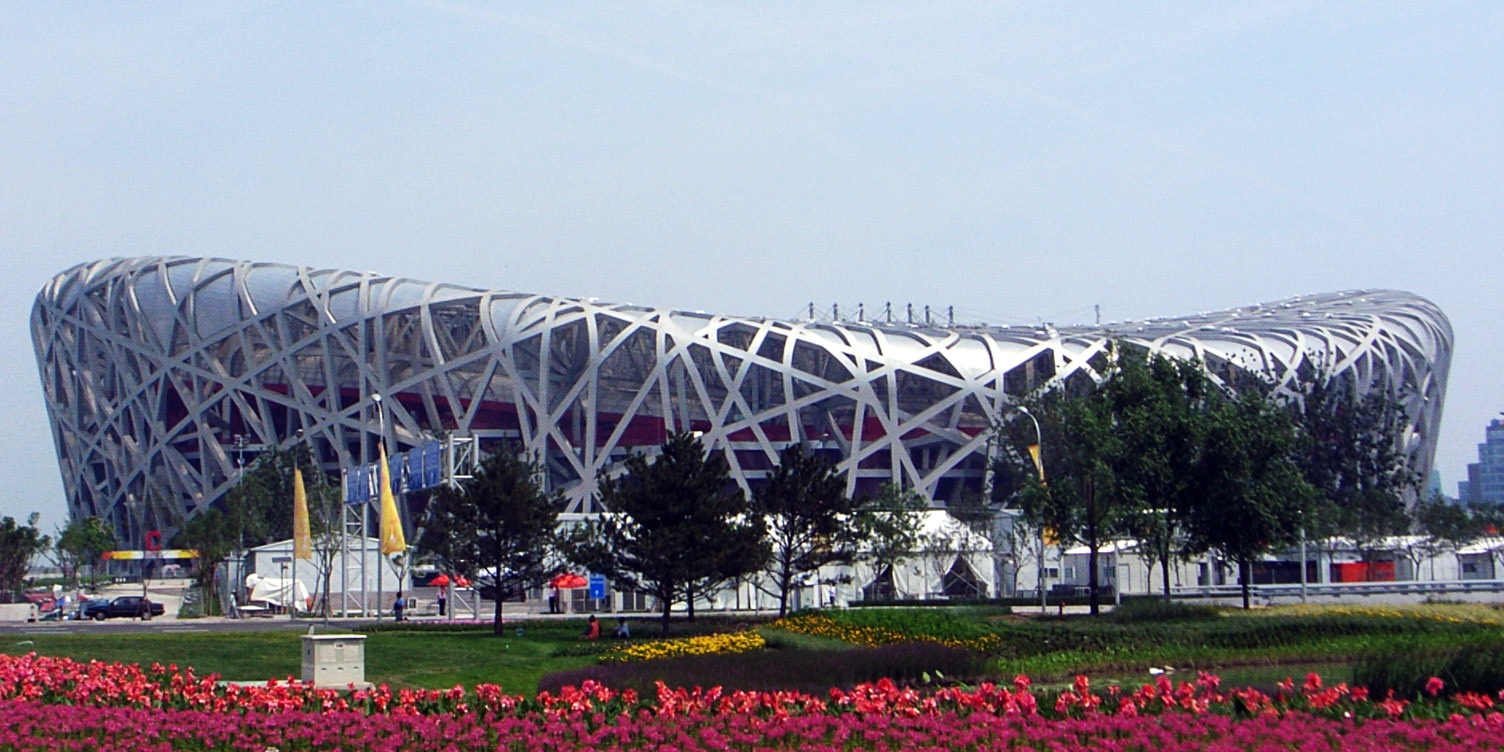
Stade National de Pékin ; « le nid d'oiseau » de jour.
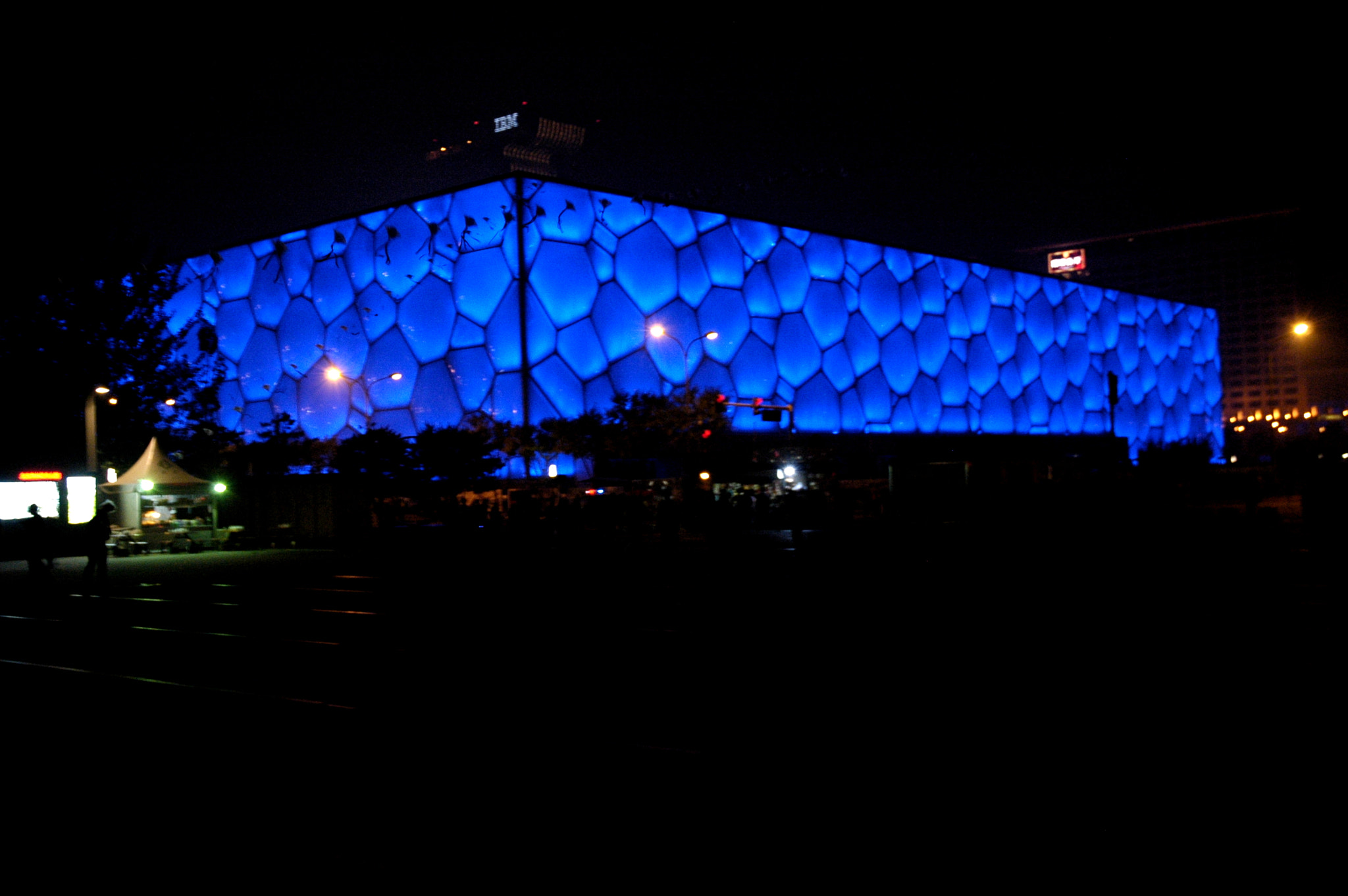
Centre national de natation de Pékin en nocturne. PTW Architects, 2007. Paroi en ETFE[52].
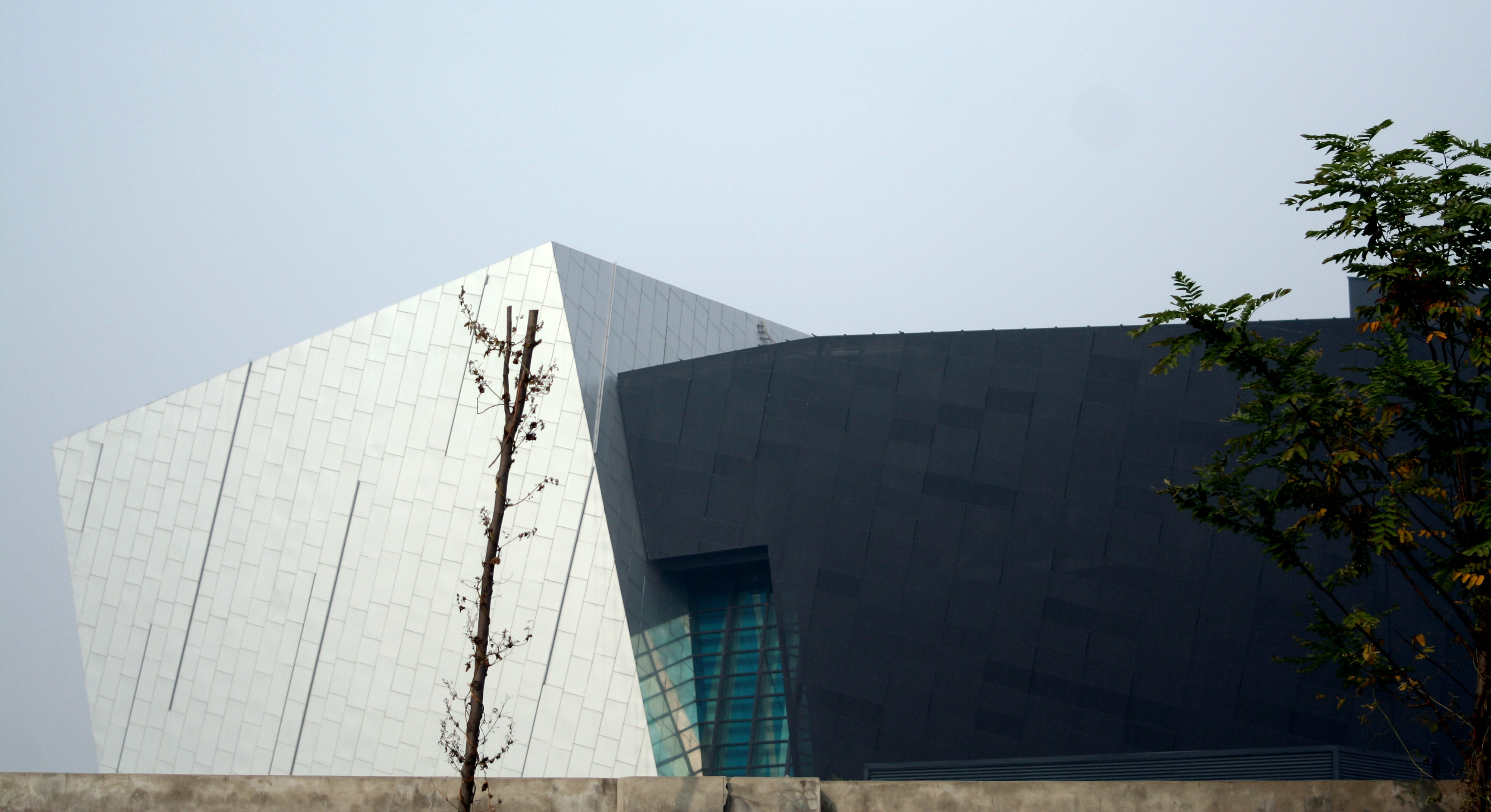
Musée national du film de Chine. RTKL International Ltd en coopération avec l'Institut de Design Architectural de Pékin, 2005. Pékin.
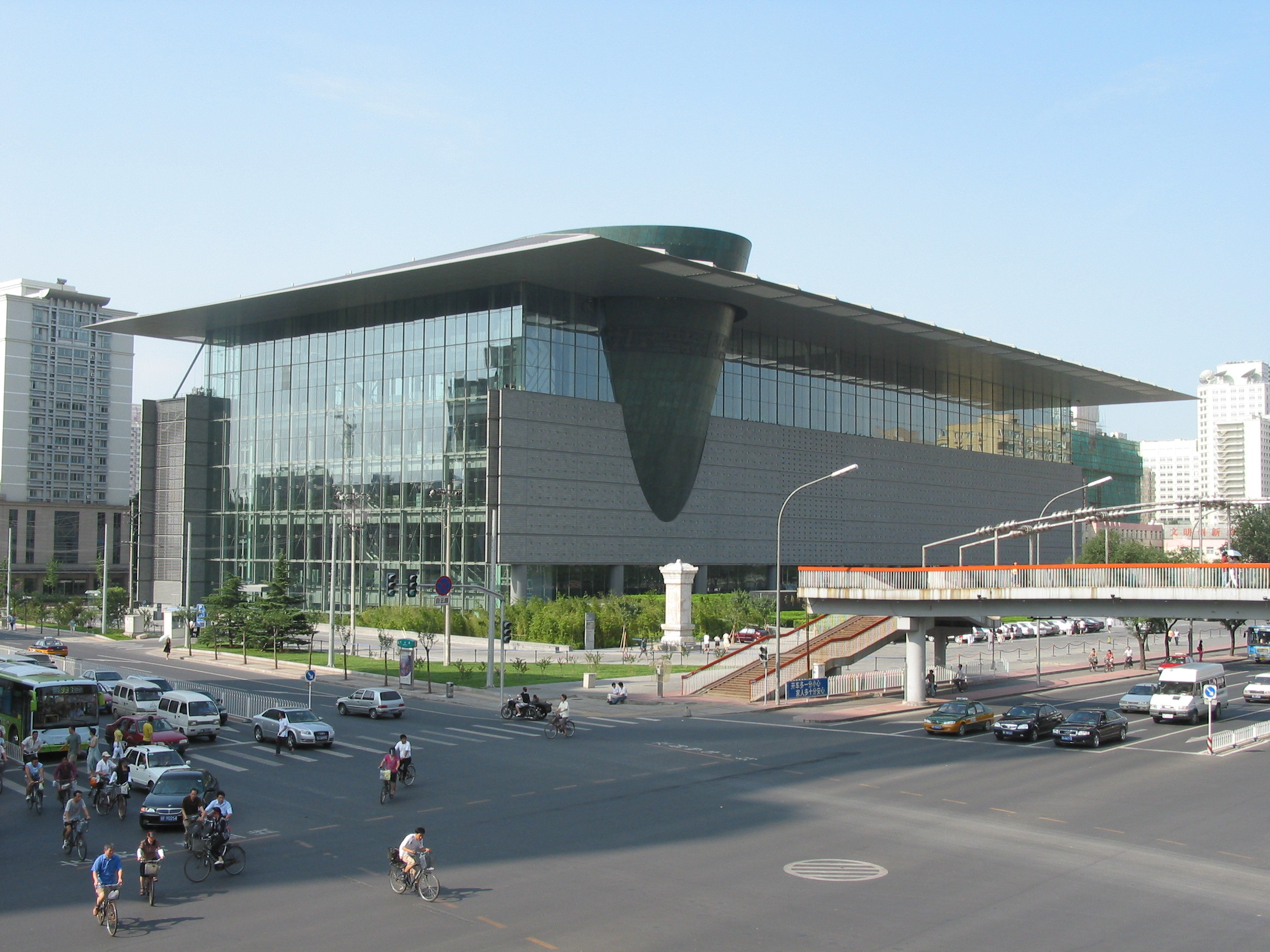
Musée de la capitale, Pékin. Jean-Marie Duthilleul et Kai Cui[53], 2005. Avec une superficie de 63 000 m2, il était en 2009 le plus grand musée du pays[54].
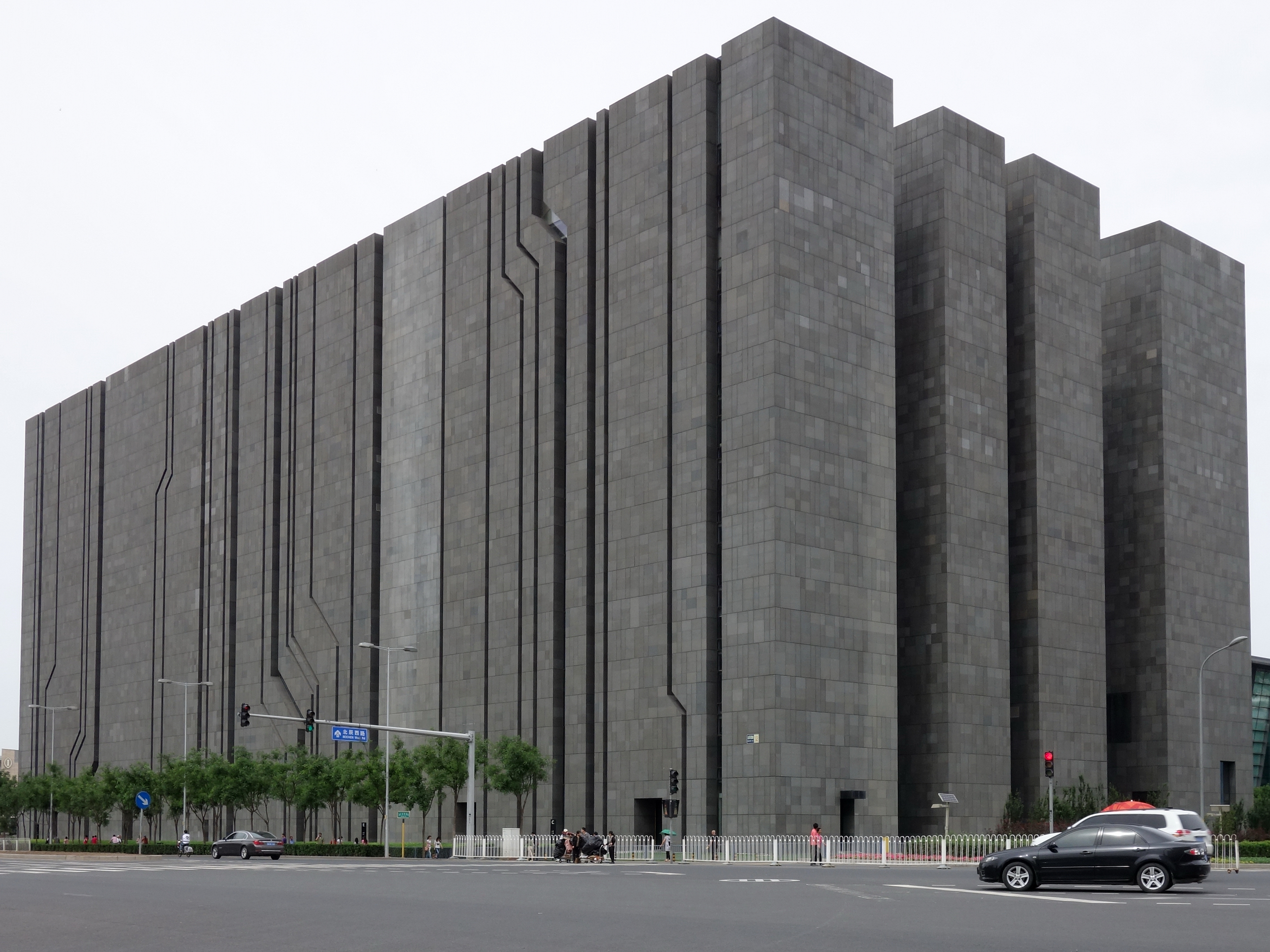
Digital Beijing Building. Agence Zhu-PEI 2004 (concours)-2007[55].

#### Projets atypiques des années 2000-2008. Patrimoine

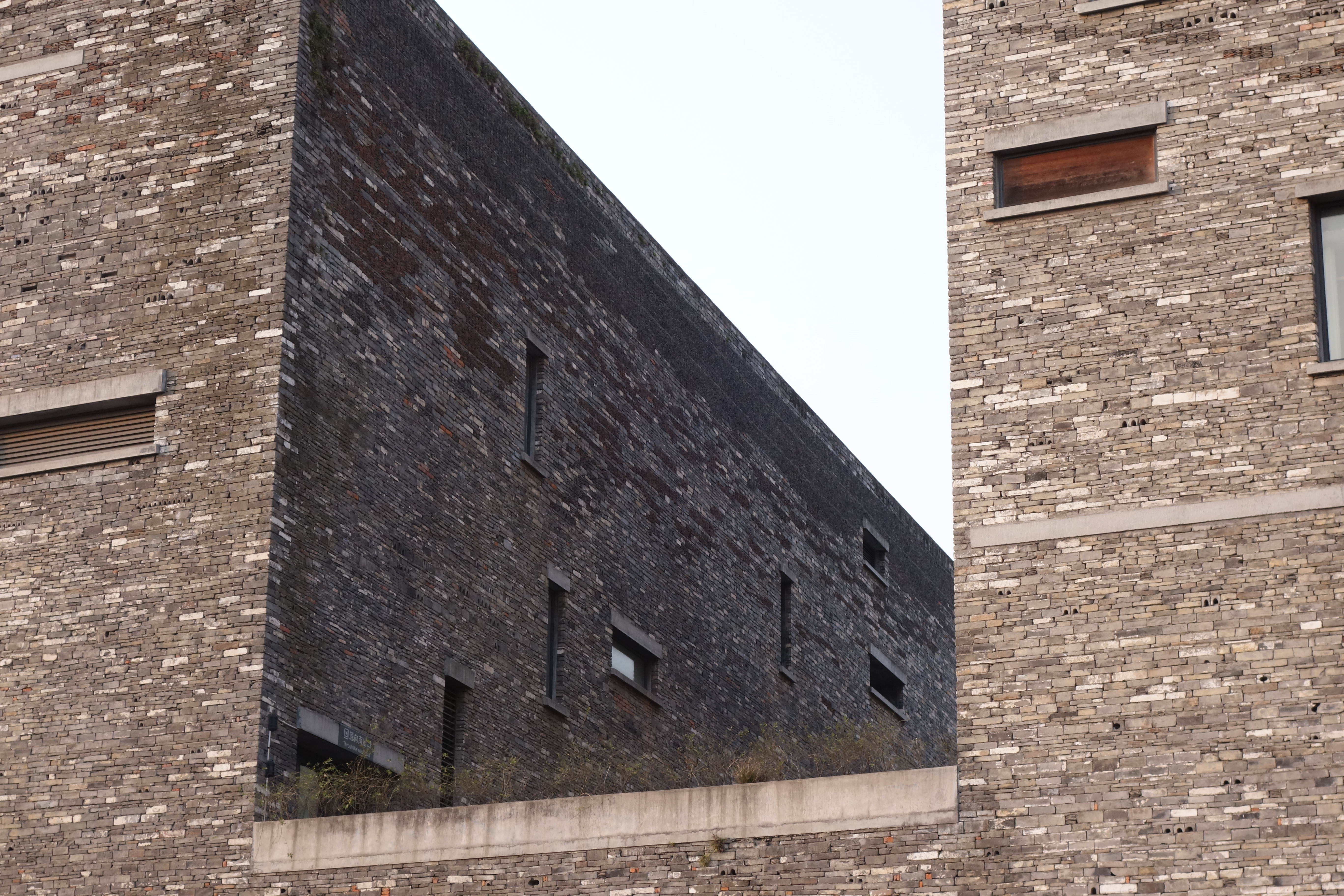
Musée d'histoire de Ningbo. Wang Shu et LU Wenyu. 2008. Détail : en parement, remploi de matériaux de démolition du site.

À côté de l'architecture produite massivement quelques projets issus de cabinets indépendants conduisent à une architecture raffinée, parfois ‘’vernaculaire moderne’’, parfois d’un ‘’purisme critique’’ clair et efficace, celle de Wang Shu, Liu Jiakun, Zhang Lei et Urbanus. Wang Shu appartient à une tendance qui progresse parmi les jeunes générations d'architectes chinois et qui consiste en un engagement, tant à respecter les populations que l'histoire du lieu, le contexte architectural et naturel du lieu d'intervention, mais aussi les matériaux et les dispositifs constructifs locaux. C'est cette démarche et la qualité du résultat qui lui ont valu le Pritzker Prize en 2012.
Au sein des universités, des centres de recherche se sont mis alors en place, sur les quartiers anciens, comme à l'université Tongji, avec les professeurs Ruan Yisan, Zhou Jian, Shao Yong, Zhang Kai au travers des studios et des équipes qu’ils animent.
Quelques bâtiments d’exception (voir la galerie ci-dessus) ont été commandités sur concours à des bureaux d’architecture de renom international à l’occasion du passage au deuxième millénaire et des Jeux olympiques de 2008. Les centres-villes rivalisent ainsi pour offrir une image désirable à l'implantation de grandes compagnies internationales et aux nouveaux cerveaux produits par les grandes écoles chinoises et mondiales.

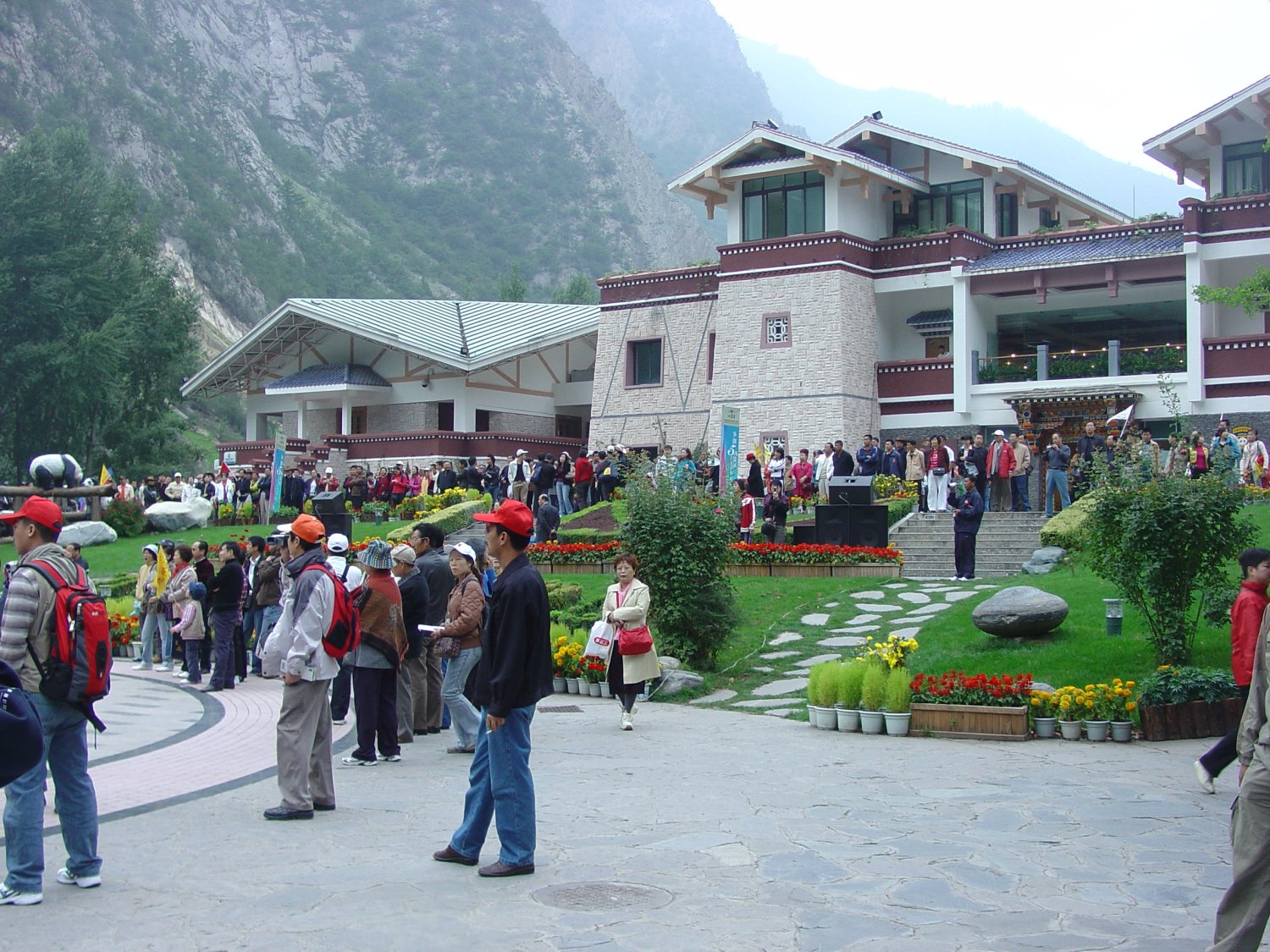
L'accueil du parc de la vallée de Jiuzhaigou intègre quelques motifs de la région, d'architecture tibétaine. 2006.

Avec cette nouvelle image d’une Chine résolument moderne, les Chinois se transforment en touristes, dans la déferlante touristique mondiale. Il se montrent passionnés (et consommateurs) de leur propre pays. Pour eux, certaines villes à haute valeur attractive sur le plan touristique, ont été préservées, et aujourd'hui cette mise en valeur du patrimoine se poursuit. On n'y ménage pas les reconstructions à neuf, les imitations, et la couleur. Le village de Shuzheng dans la vallée de Jiuzhaigou est caractéristique, de ce point de vue, et un objet de réflexion certain.
Les quelques reconstructions dans un style pseudo-ancien et les musées flambant neufs accompagnent cette industrie du tourisme en pleine expansion. Pour l'accueil de ces foules de touristes partis à la découverte des paysages millénaires ou des activités ludiques et sportives dans des parcs à thème rutilants, des reconstitutions les plus diverses, l’architecture tient une place importante avec un effet pour le moins complexe sur l'imaginaire du visiteur.

#### Ville et paysage

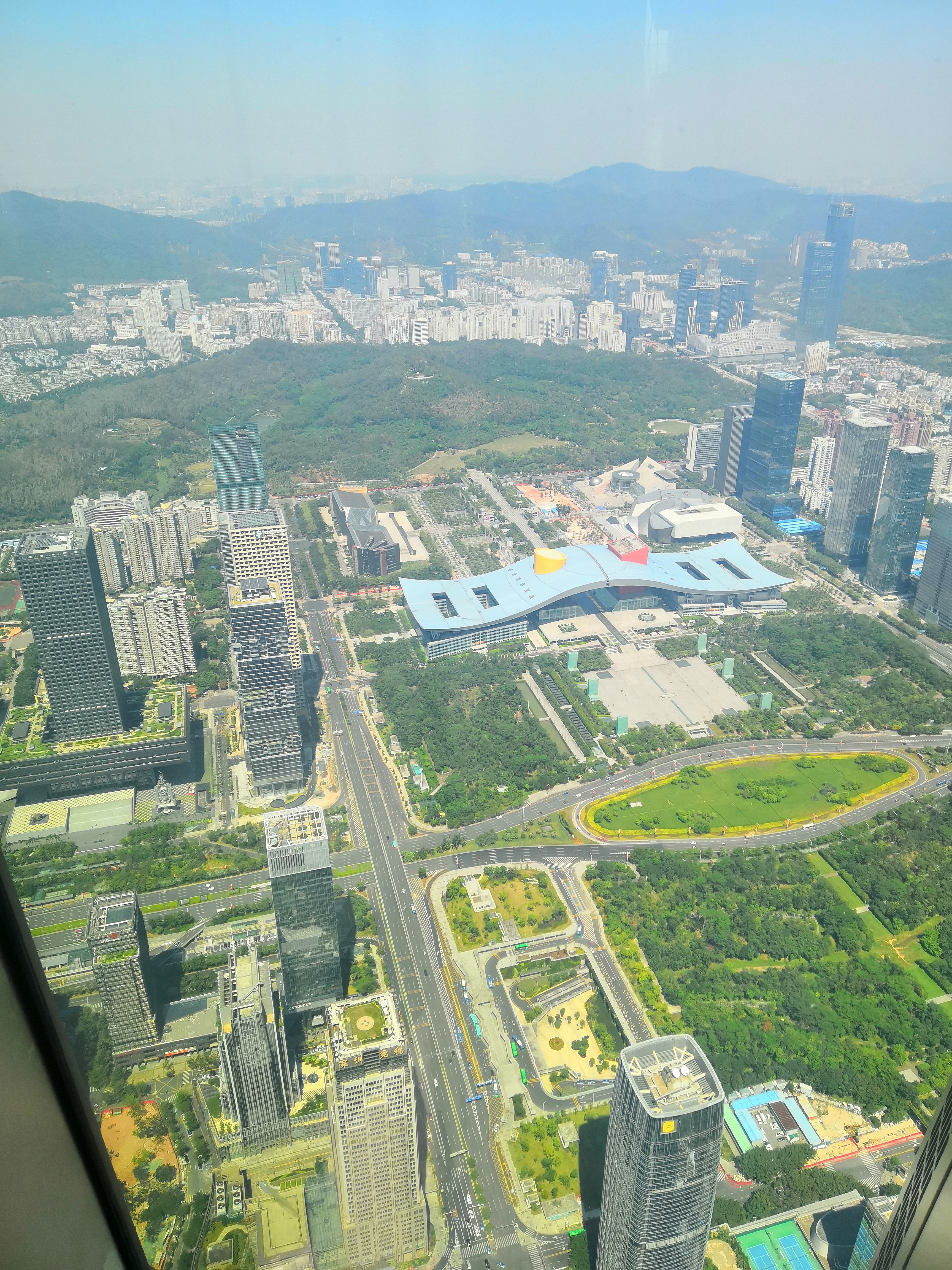
Face Nord dans le Pingan International Finance Center avec vue sur le Civic center. Shenzhen. 2017.

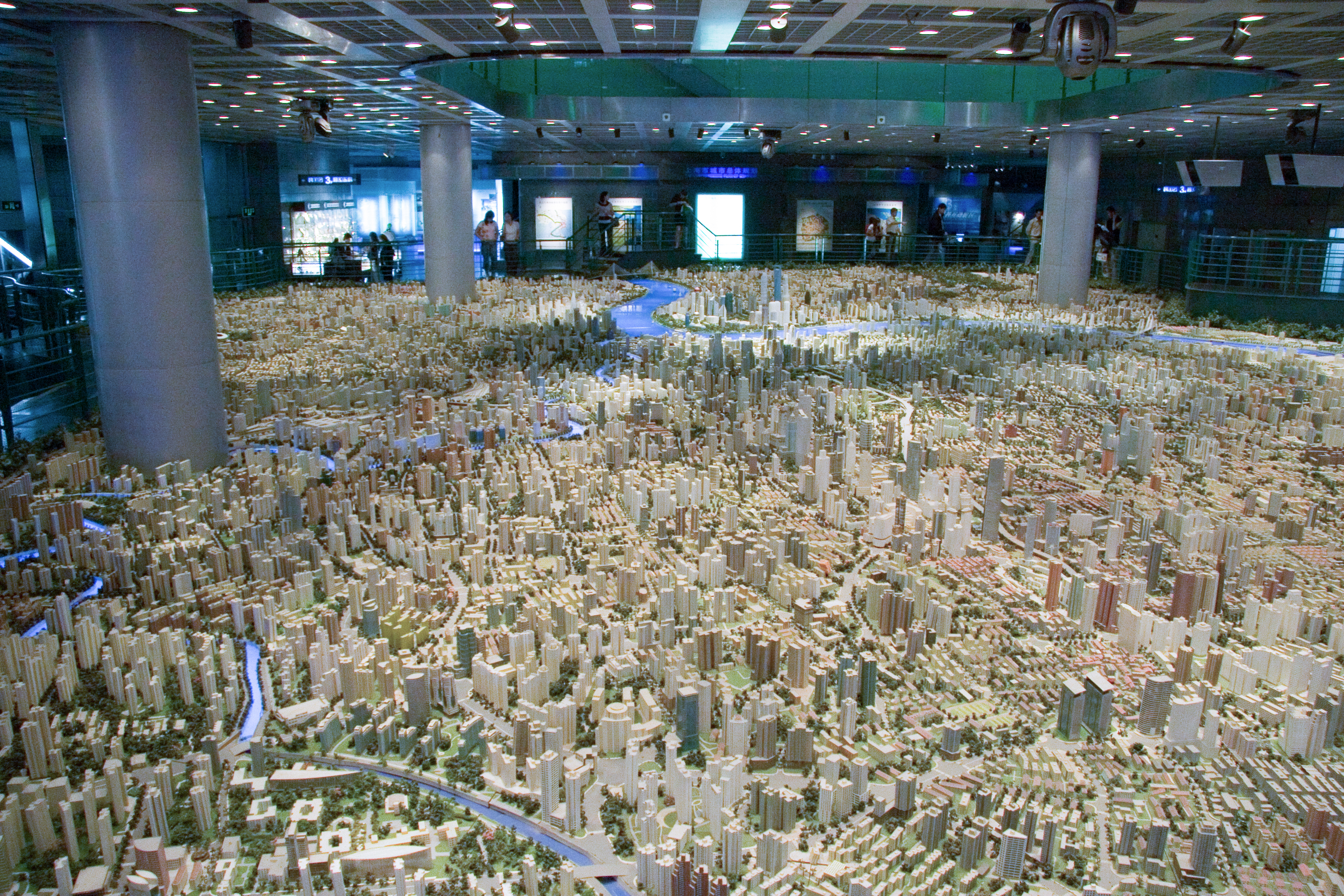
Shanghai Urban Planning Museum.

L'exemple de Shenzhen et de son Civic center, dont la place est couverte de verdure plantée sur la dalle qui couvre le centre commercial, est emblématique du désir de nature au cœur même de la ville. Toute une scénographie a été mise en placeafin de privilégier certains points-de-vue qui donnent l'illusion sécurisante d'un paysage naturel en plein centre-ville. Une vaste perspective a été dégagée en fonction d'une faible colline arborée (Lianhuashan Park) qui fait écran au reste de la ville. Derrière cette colline, deux sommets verdoyants (les Mission Hills) viennent clore la perspective encadrant la vallée qui les sépare à l'horizon - en fait à 25 km, mais l'urbanisation est partout, autour et au-delà (Dongguan). L'ensemble se révèle, soit depuis la place centrale vers la colline, soit depuis Lianhuashan Park, avec vue dans l'autre sens qui procède d'un effet similaire en direction du parc zoologique de Hong-Kong, soit, enfin, du haut de la tour du Pingan International Finance Center (2017) à, environ, 590 mètres. Il va sans dire que le reste de la ville dispose de beaucoup moins d'espaces vert, voire d'aucun, un signe d'inégalités caractérisé. En 2020, Shenzhen est dotée de 942 parcs avec un taux de couverture végétale des zones bâties qui dépasse les 40%.
Un paysage purement architectural sort aussi de terre, sur cette période, c'est le paysage futuriste qu'offre, par exemple le quartier Lujiazui, à Pudong, face au Bund, pour les touristes en bateau sur le fleuve. Toutes les grandes villes de la côte se payent le luxe de tels panoramas.
Par ailleurs, une nouvelle conscience d'appartenir à une élite internationale se manifeste dans des réalisations prestigieuses, reflets de l’économie de marché et du libéralisme. La multiplication, dans le centre des grandes villes, de points de vue offrant un panorama sur des bâtiments hors normes, blobs, volumes déconstruits, "vaisseaux spatiaux" posés dans un décor végétalisé et entouré de tours cristallines, tout cela correspond à l'image d'une Chine idéale et centre du monde. D'ailleurs, la nuit cet univers architectural illuminé se transforme en épure d'image numérique hors du temps, quasi irréelle. Image de fête foraine, lieu idéal pour un selfie.

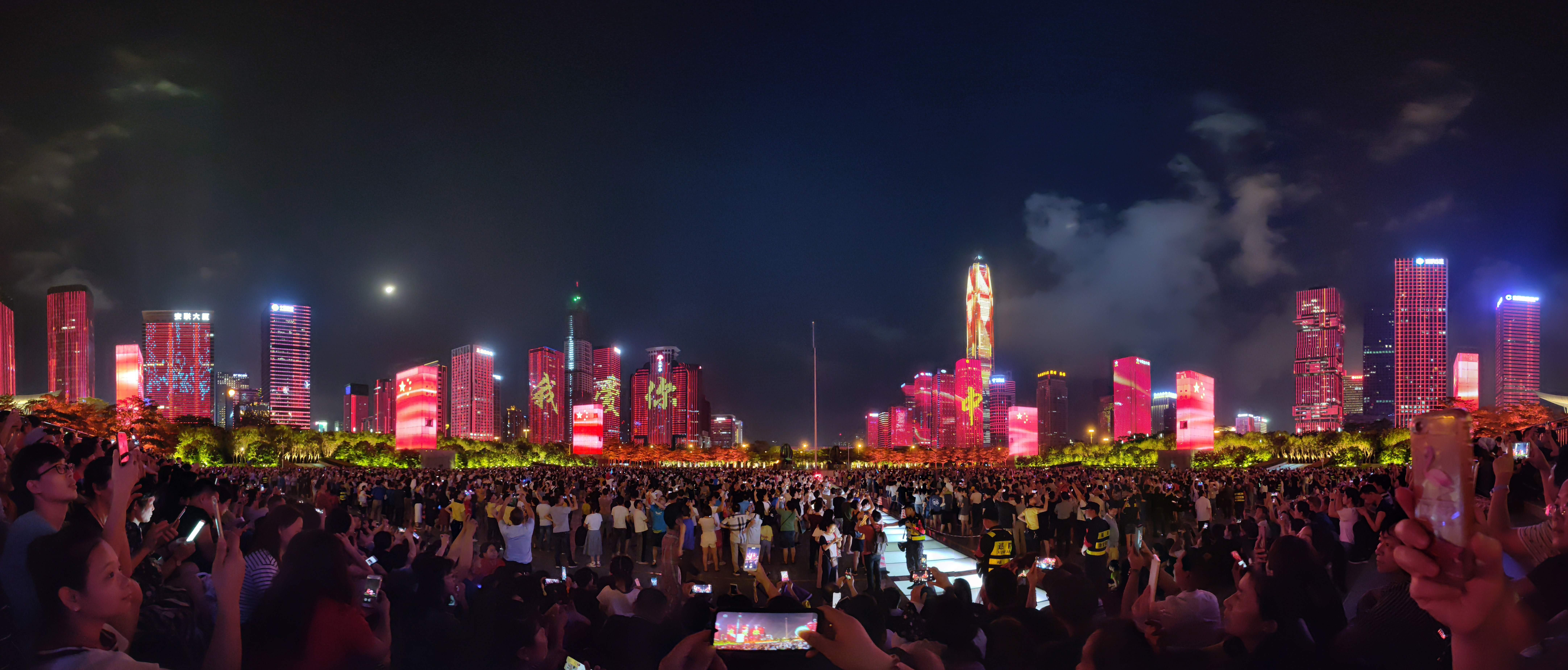
Spectacle de lumière au centre de Shenzhen. Mai 2019.

## Architectes

### Formations
Les grandes écoles d'État d'architecture sont, encore en 2019 : le Harbin Institute of Technology -- School of Architecture et la Xi'an University of Architecture & Technology (XAUAT). Il y a encore six autres écoles de ce type.
L'université Tongji dispense un enseignement en architecture et urbanisme ainsi qu'en ingénierie des plus réputés. En 1999, l'IFCIM (Institut franco-chinois d’ingénierie et de management<ref) a été créé par l'École nationale des ponts et chaussées, l'université Tongji et Paris Tech.
La première école privée a été fondée en 1993-94 : l'Atelier FCJZ, un atelier de pratique architecturale.

### Instituts de projet
Depuis les années 1950 et jusqu'aux années 90, le système de production de l'habitat, des écoles, des bâtiments publics en général, réalisés par les Instituts de projet, créés dans les régions, les villes ou auprès d’un ministère, ne permettait pas l'implication des architectes et ingénieurs dans une vision globale du projet sur lequel ils travaillaient. En rendant leur participation anonyme ils ne les responsabilisaient pas : « l’élaboration d’un projet pouvait faire l’objet de concours d’idées à l’intérieur d’un institut. En général, le projet retenu était un compromis, une « synthèse » des idées de plusieurs architectes, et devenait le projet final à réaliser. ». Les universités intégrèrent des instituts de projets, associant dans un même lieu enseignement, recherche et pratique professionnelle. Ce n'est qu'à la fin des années 90 qu'un concours national permet de distinguer certains professionnels ayant quelques années d'expérience par le titre d’architecte ou urbaniste en chef ou de rang 1, qui les autorise à signer un plan.
Dans ce contexte, les grands architectes dirigeants de ces Instituts n'ont pas échappés aux débats sur l'architecture post-moderne dans les années 90. Xing Tonghe - au sein du Shanghai Xian Dai Architectural Design (Group) - et son musée de Shanghai en est un exemple. Bu Zhengwei (1939-), architecte en chef du China National Real Estate Development Group Corporation défend alors l'idée que c'est la culture de l'architecte qui fait la bonne architecture. Recourir à des critères expressifs comme le « romantisme », l'« élégance », la « simplicité » ou l'« expression sauvage » vont, selon ce grand dirigeant, dans le sens d'une expression personnelle de l'architecte. Il a réalisé en 1994 une Maison d'activités culturelles dans le parc de Rendinghu, à Beijing. Son Institut fondé en 1981, a produit, entre 1986 et 1995, une moyenne de 12 millions de m2/an, et parfois jusqu'à 21 millions m2/an.

### Fin des années 90, la diversité s'installe
« Qui construit les nouvelles mégapoles aujourd’hui en Chine ? Les architectes « commerciaux »? Les instituts de design officiels, employant souvent plusieurs centaines d’architectes ? Les grandes agences étrangères (en) ? […] Mais certainement pas les architectes expérimentaux, » qui ne peuvent y intervenir qu’à la marge.
Entre les très grosses agences, du type Instituts et les architectes qui travaillent autour d'une toute petite équipe, il existe en effet de telles différences que l'on peut en distinguer cinq types. Les instituts d'architecture et d'urbanisme (de quelques centaines à plusieurs milliers d’employés, ils sont pour la plupart d’origine publique : autorités locales et universités. À Pékin : le Beijing Institute of Architectural Design (BIAD), qui peut, éventuellement, s'adjoindre la collaboration de Paul Andreu, et le China Architectural Design and Research Group (CADREG)) ; les agences internationales, dites Corporates (SOM, KPF, RTKL… avec d’une trentaine à une centaine d'employés et une forte proportion d’architectes étrangers) ; les grandes stars de l'architecture contemporaine internationale (Zaha Hadid, Rem Koolhaas, Jean Nouvel…) ; les architectes chinois reconnus à l'étranger (ils interviennent le plus souvent pour des commandes publiques, faute de mieux) ; enfin les petites agences privées chinoises ou étrangères (très nombreuses, avec 10 à 50 employés, elles prennent souvent le risque d'avoir fourni un travail qui ne sera finalement pas rémunéré, le promoteur ayant fait appel à 5 ou 6 agences dans cet unique but). Dans les deux dernières catégories on rencontre de nombreux enseignants dans les universités, qui obtiennent la reconnaissance par ce biais.

### Agences: de nouvelles générations
Dès le 18 mai 1996, des critiques, des architectes et des écrivains, réunis à Guangzhou, soulignent la situation chaotique des grandes villes, la confusion des valeurs, tout ce qui fait perdre leurs repères aux habitants. Cette réunion va donner lieu à des essais, de la part de cette nouvelle génération expérimentale, pour chercher des solutions. C'est aussi en 1996-97 que l'agence de Rem Koolhaas, OMA, et l'Université d'Harvard étudient l'ensemble des problèmes posés par le développement du delta de la Rivière des perles.
En 2002, la Biennale de Venise prime un ensemble baptisé « la Commune », au pied de la Grande Muraille au nord de Pékin. Cet ensemble a été créé par des promoteurs devenus célèbres, Pan Shiyi et sa femme Zhang Xin, à la tête du groupe Soho. Pour ce premier projet ils avaient fait appel à dix architectes asiatiques. L'un des deux architectes chinois était Yung Ho Chang, qui construisit la « Split House », forme moderne d’une maison à cour. L'autre est Cui Kai, de l’institut de projet lié auparavant au ministère de la Construction et qui s’appelle désormais China Architecture Design & Research Group. Cui Kai a systématiquement mis en valeur de jeunes architectes auxquels il a su laisser des programmes importants. Dans le même temps, un urbaniste, Sun Jiwei, maire adjoint à Qingpu (Shanghai), a confié plusieurs projets à des agences privées au début des années 2000. Enfin la création, en 2005, de la biennale d'architecture de Shenzhen valorise la création des architectes contemporains.
Parmi les architectes expérimentaux chinois reconnus à l'étranger, l’exposition « Alors, la Chine ? », de 2003, retenait des architectes qui ont continué une carrière prestigieuse, souvent à l'étranger. Ils ne trouvent que trop peu d’écho en Chine auprès des promoteurs et des autres maîtres d’ouvrages :
- Amateur Architecture Studio : Wang Shu (de Hangzhou )[78]. Wang Shu et Lu Wenyu ont fondé l'agence en 1997 ;
- Atelier FCJZ, Zhang Yonghe[79] ;
- Agence Feichang Jianzhu, fondé à Pékin par Chang Yung Ho et Zhu Cai (de Beijing)[80] ;
- Agence Deshaus : Liu Yichun, Zhuang Shen, Chen Yifeng[81] ;
- Agence AZL Architects : Zhang Lei[82] ;
- Agence Urbanus : Liu Xiaodu, Meng Yan, Zhu Pei, Wang Hui[83];
- DONG Yugan[84], professeur au Peking University's Architecture Research Center ;
- Agence MADA s.p.a.m. : Ma Qingyun[85] (de Shanghai) ;
- Agence jiakun architects : Liu Jiakun (basé à Chengdu) (en collaboration avec Qing Lirong, ou Fan Xiaodong et Zhang Ziqiang, ou Wang Lun)[86] ;
- Agence MAD : Ma Yansong, Yosuke Hayano et Dang Qun[87]…

L'artiste et architecte Ai Weiwei a réalisé de nombreuses actions avec ces jeunes architectes. Ils bénéficièrent du soutien des agences étrangères, comme Herzog & de Meuron en 2004-2006. Selon Xiaoli Wei, ils souhaitent revenir à une architecture « formée d'après une logique fonctionnelle et constructive », dans l'esprit de l'architecture occidentale.

### Se faire connaître
Si plusieurs architectes chinois contemporains ont une visibilité internationale, avec des expositions nombreuses, la plupart d'entre eux ne considèrent pas indispensable d'avoir un site Internet. C'est le cas de Wang Shu, premier citoyen chinois, et l'un des plus jeunes architectes au monde à recevoir le Pritzker Prize, en 2012. Les commandes n'arrivent, d'après lui, qu'en fonction de la réputation, si l'on est accepté ou non en Chine, et de son réseau. En conséquence, beaucoup se retrouvent souvent otages des caprices du gouvernement, d'objectifs politiques ou d'"incitations". À cet égard, l'idée de se promouvoir sur le marché libre n'est souvent possible que pour ceux qui ont d'autres formes de revenus. Par exemple, en Chine, les architectes expérimentaux sont également professeurs dans les universités locales et tiennent leur promotion à des revues académiques comme Time + Architecture.
La réactivité est, ici, indispensable. « Tout doit se faire instantanément et la planification à long terme n'existe pratiquement pas. Quand un client contacte un architecte, il exige souvent une réponse sous quarante-huit heures, avec les premières ébauches du projet. »
Une tout autre démarche consiste, en indépendant, à initier soi-même un projet, puis à chercher et trouver le financement. Li Xiaodong s'appuie sur une donation privée pour son école du pont (2009). Il ne participe pas, d'ailleurs, aux concours.

## Tendances urbaines 2009-2014

### Monuments architecturaux non-standards, 2009-2014
Ces objets architecturaux hors du commun peuvent relever de l'"architecture non standard" telle qu'elle était présentée à l'exposition de 2003-2004. Dans ces projets « l'architecture organique » domine, mais elle est accompagnée d'autres solutions fondées sur le calcul que permettent les ordinateurs actuels. Ces formes se détachent de leur contexte, la ville chinoise banale, et semblent sorties des visions d'une "science-fiction". Elles évoquent un univers issu du monde de la "modélisation tridimensionnelle" architecturale, les maquettes numériques et la simulation dans son environnement, qui se fond dans l'imaginaire collectif avec le monde des films de la SF hollywoodienne, de Tron en 1982 à Avatar en 2009. La mise en lumière de ces édifices en renforce le caractère d'épure. L'effet de « rendu au trait », propre aux maquettes 3D, étant surligné par des éclairages linéaires ou ponctuels, la nuit. Mais c'est déjà un monde imaginaire qui semble moins au programme, dans la Chine des années 2020.
Ces travaux prestigieux ont nécessité des investissements considérables qui posent problème dix ans plus tard.

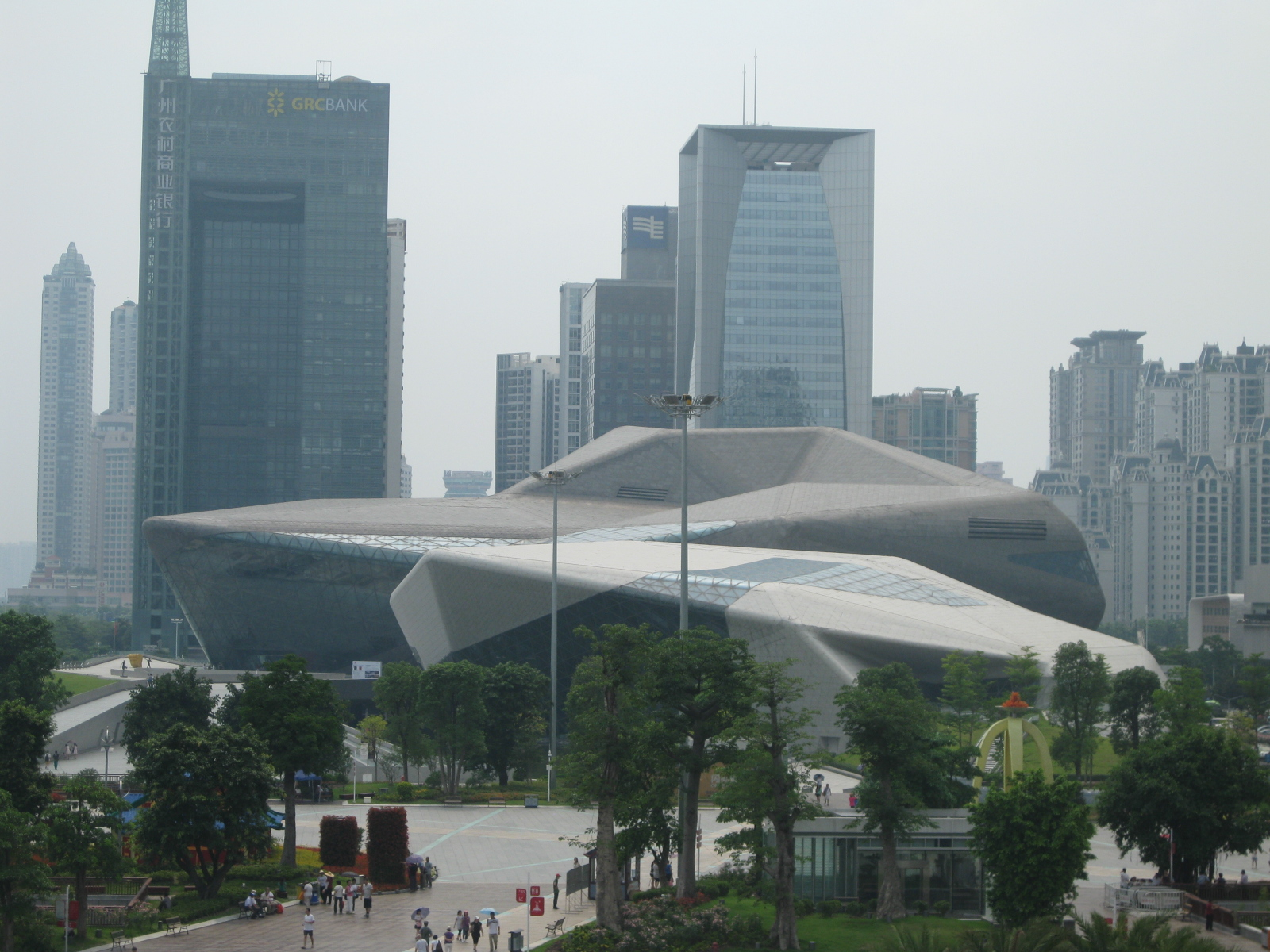
L'Opéra de Guangzhou. Zaha Hadid, 2002-2010.
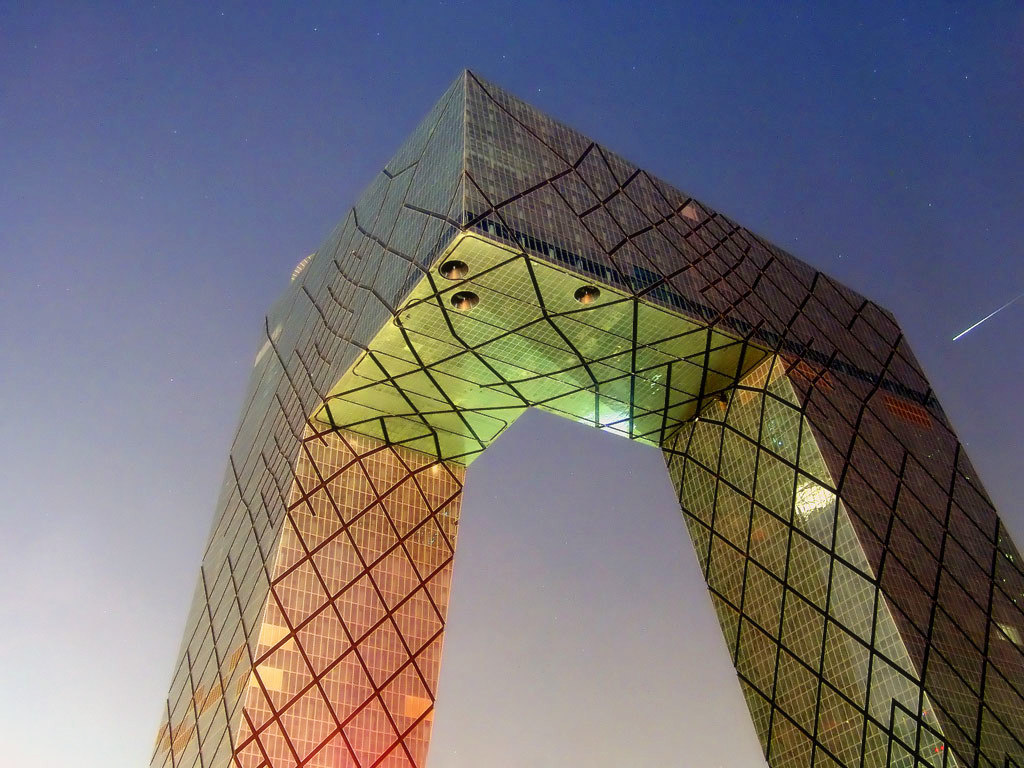
Siège de la télévision centrale chinoise, CCTV (actu: CGTN). Rem Koolhaas, 2004-2009. Pékin.
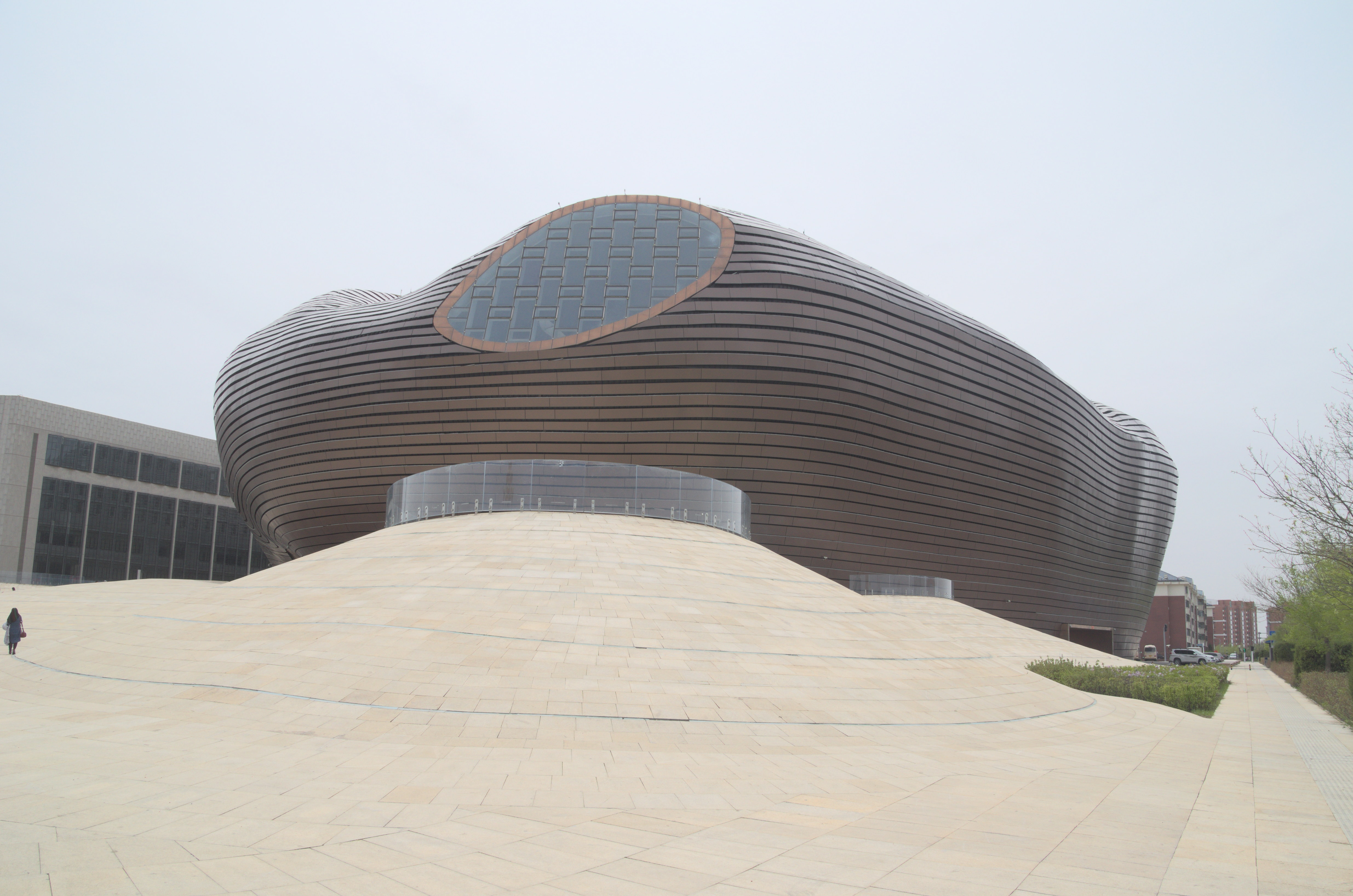
Musée d'Ordos. MAD Architects : Ma Yansong, Yosuke Hayano, Dang Qun. 2005-2011[96].
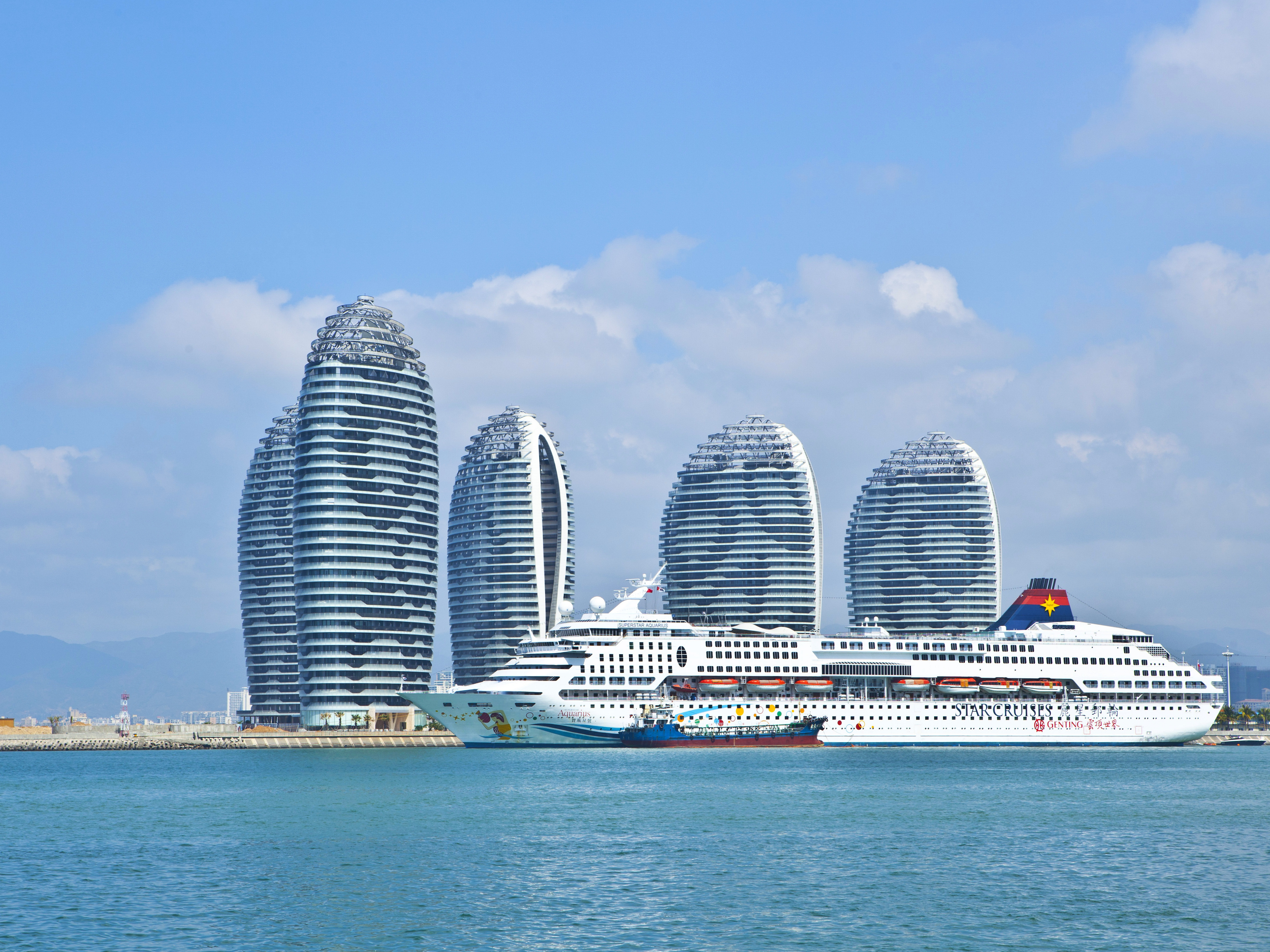
Île Phénix, Sanya Bay, Hainan. MAD Architects, 2007-2014.
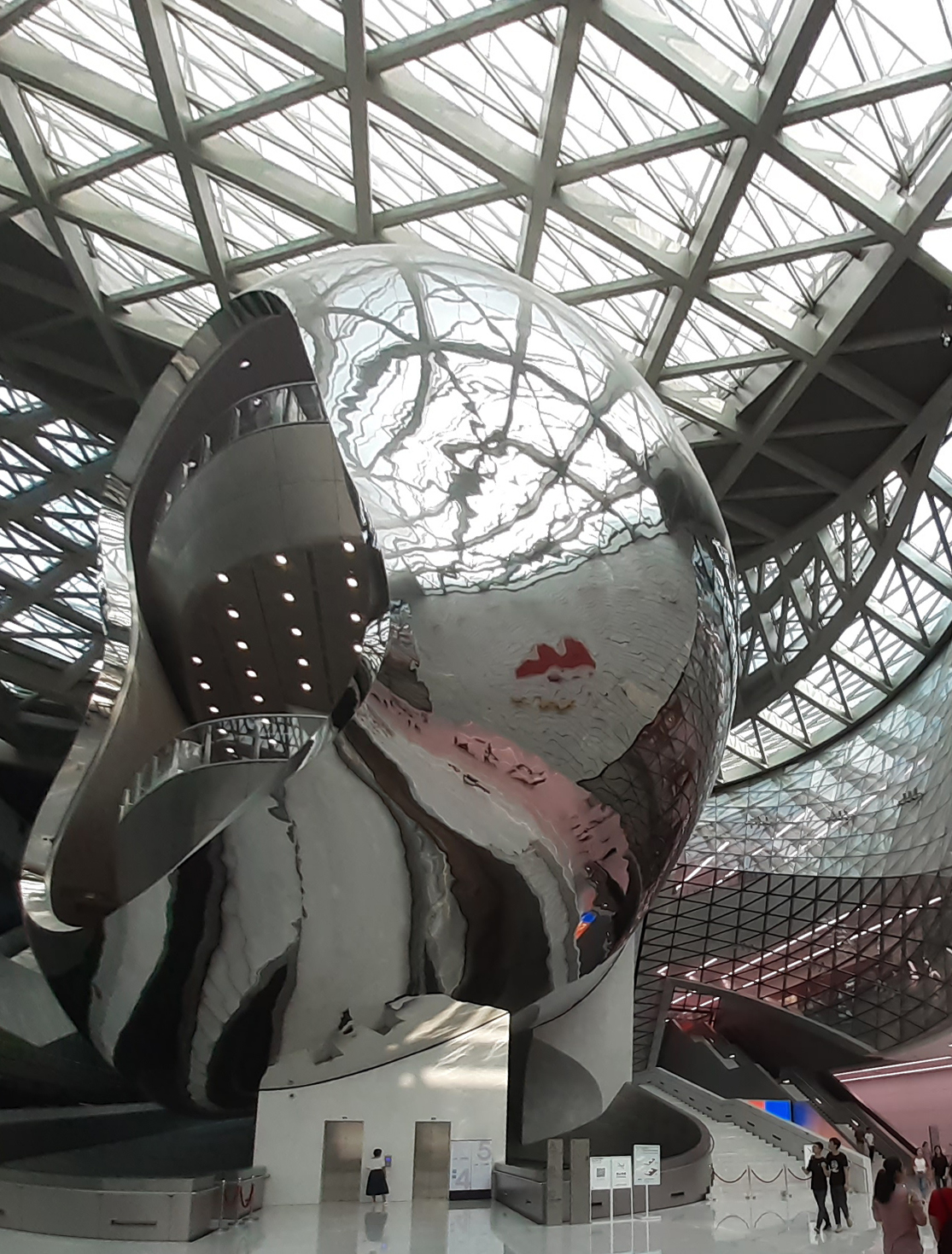
Blob du MOCAPE[97]. Shenzhen. Coop Himmelb(l)au, 2007-2016.
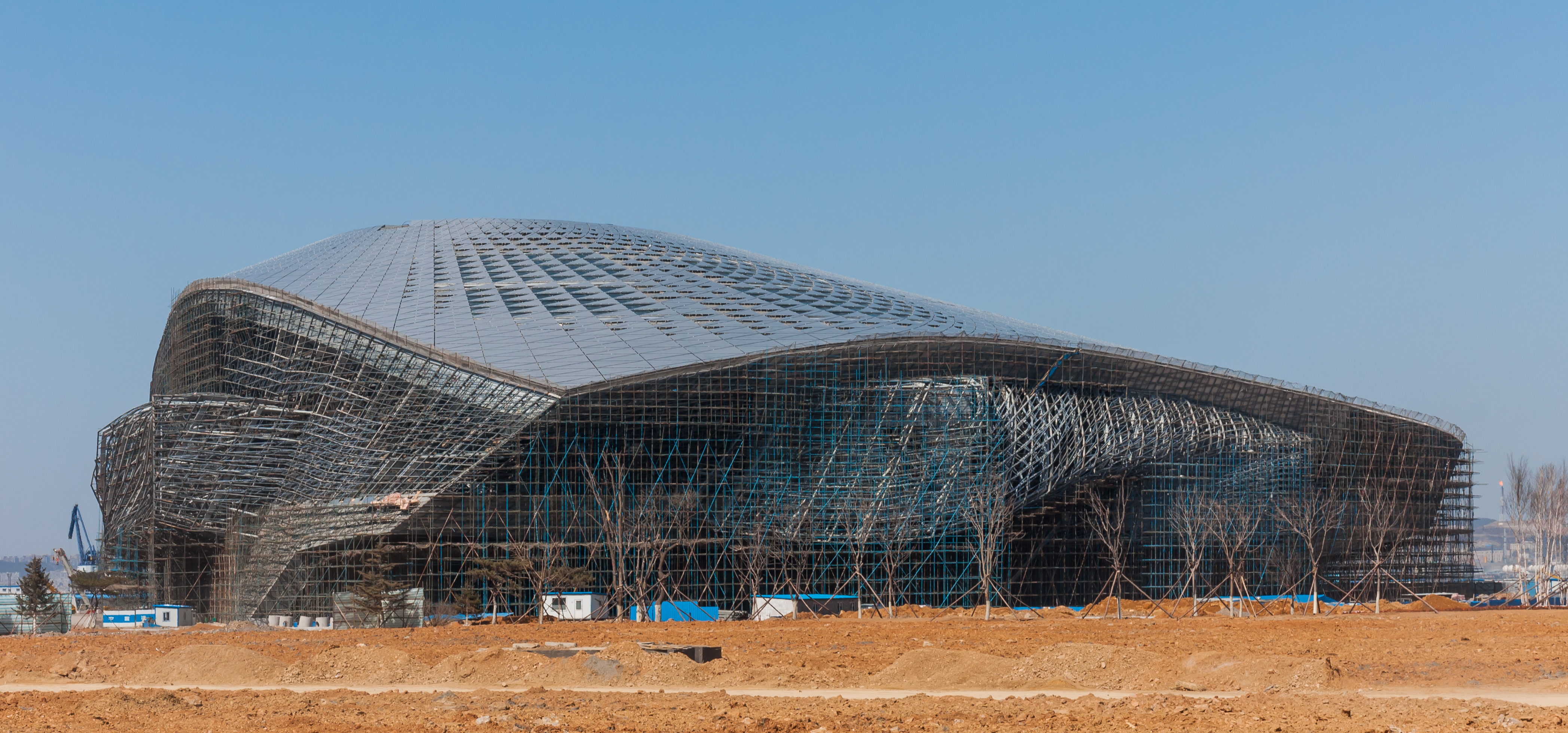
Centre de Conférences Internationales, Dalian, chantier. COOP HIMMELB(L)AU, 2008-2012.
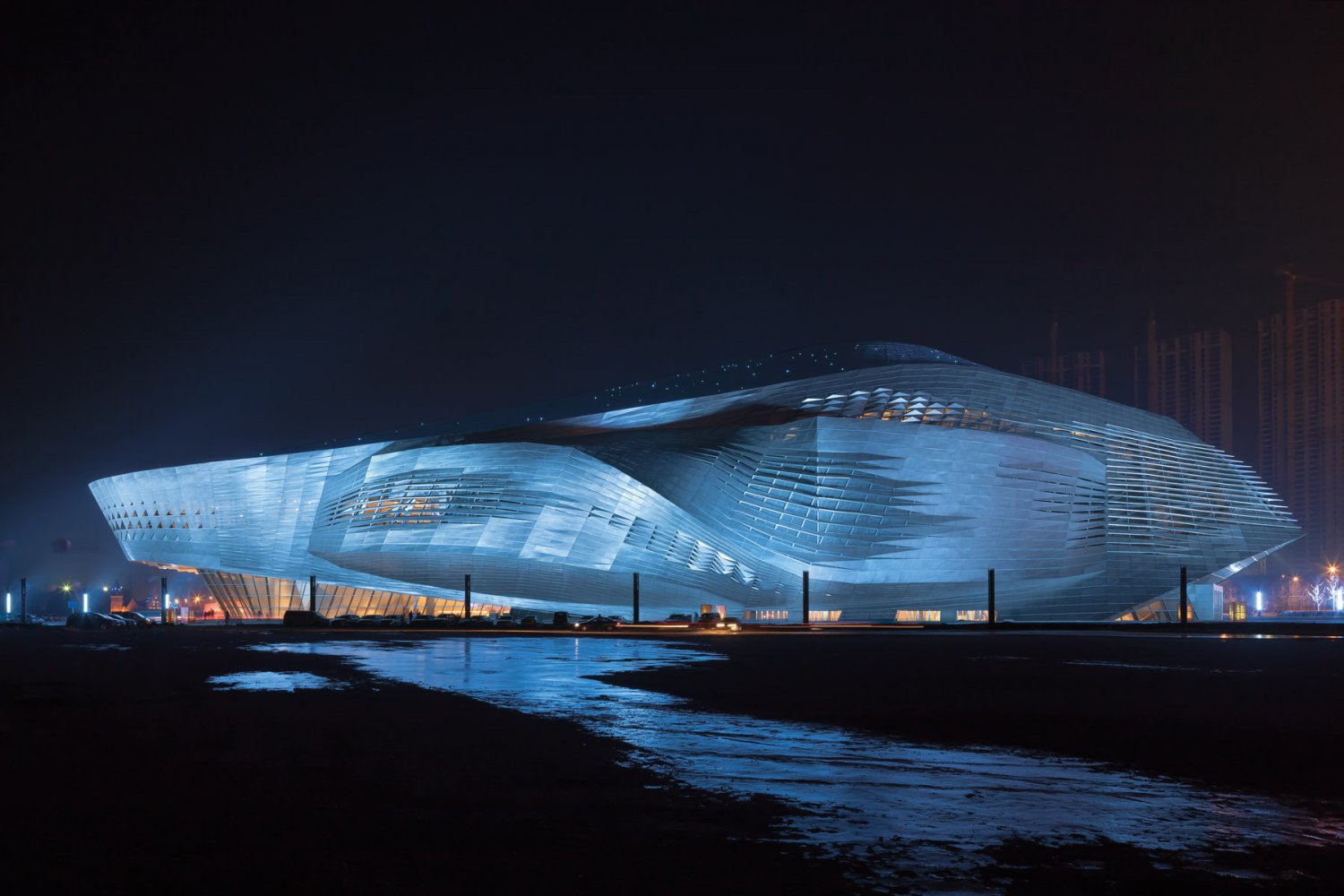
Centre de Conférences Internationales, Dalian. Coop Himmelb(l)au, 2008-2012[98].
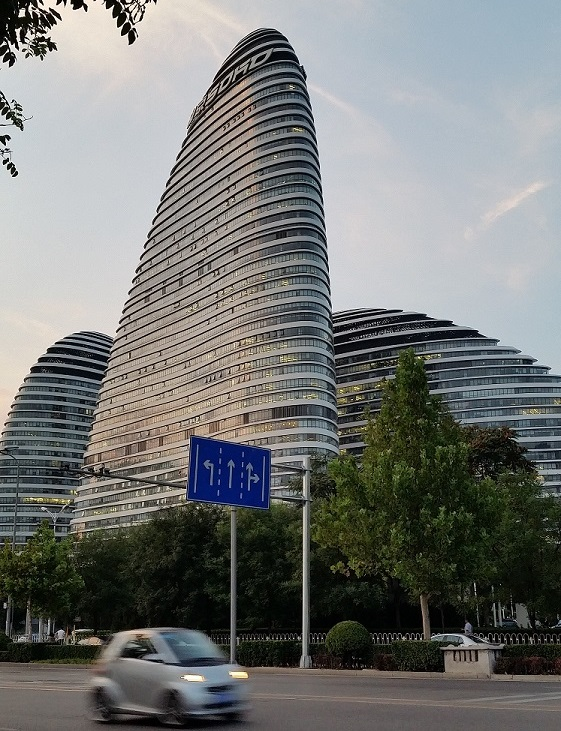
Wangjing Soho. Beijing. Zaha Hadid 2009-2014[99].
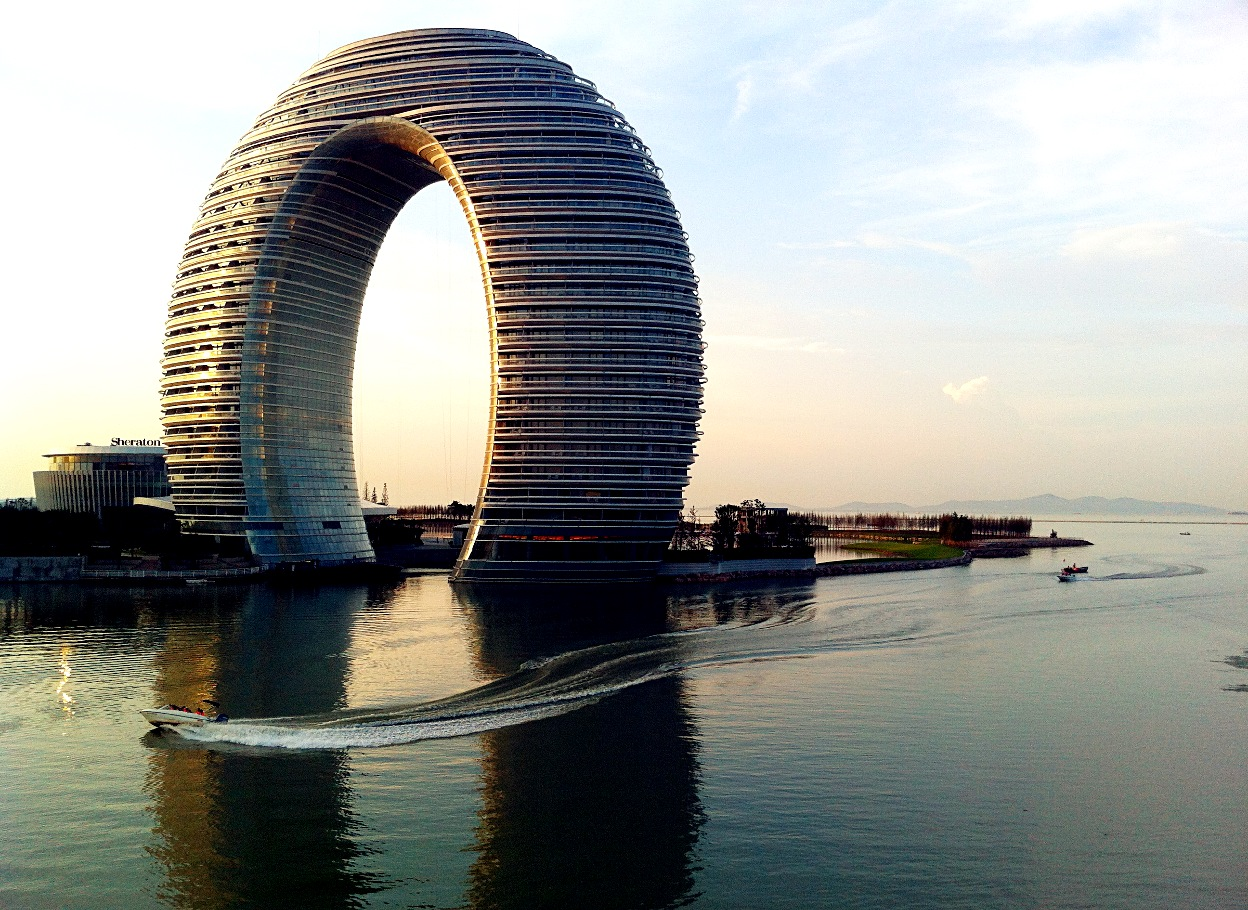
Huzhou Sheraton Resort & Spa. MAD Architects, 2009-2012.
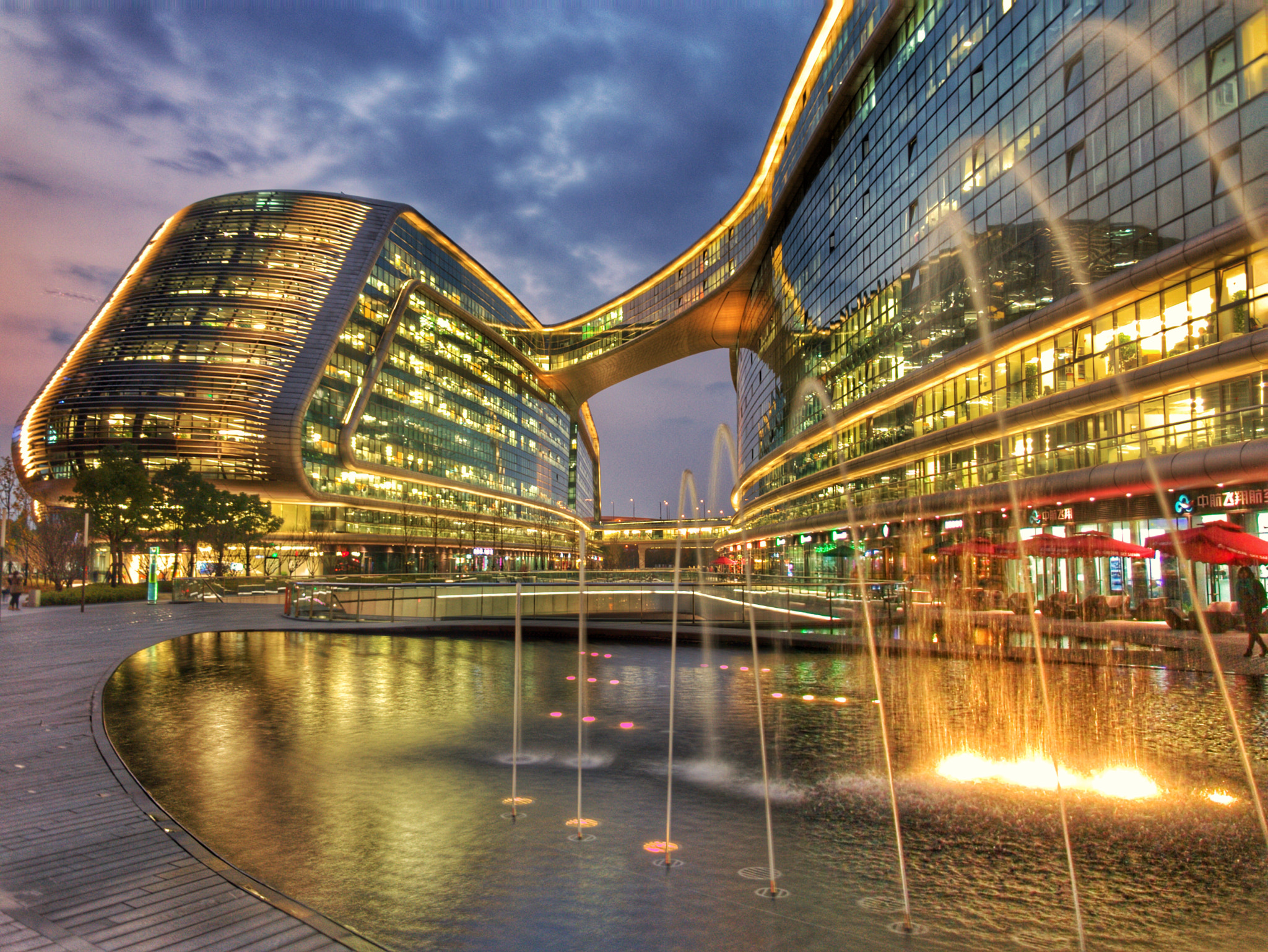
Sky Soho. Shanghai. Zaha Hadid 2010-2014[100].

En 2014, le président chinois Xi Jinping déclare vouloir interdire les architectures « bizarres ou grotesques », allusion probable à l'aspect de ces blobs, images hors normes issues du calcul numérique, qui font tache dans l'univers urbain banal. Le blob était devenu la forme architecturale obligée des grandes villes, alors qu'elle n'aurait eu de valeur, pour le pouvoir, que d'être exceptionnelle, comme l'"Œuf" de Pékin (Paul Andreu) qui semble l'horizon du Palais de l'Assemblée du Peuple, au cœur du pouvoir chinois.
L'architecture de Paul Andreu, reste donc très appréciée en Chine au cours de ces années.
Dans le même sens, le marché des parcs à thème reste florissant et encouragé. Il pourrait en devenir le plus grand marché du monde en 2020.

### «Gated community» chinoise
Avec la généralisation de cellules familiales très réduites et avec la fin des danwei qui liaient les employés d'une même entreprise, les gens ne sont plus forcés à vivre ensemble. Le statut social, le niveau socio-économique liés à l'accroissement des inégalités, ainsi que le mode de vie sont des critères qui vont favoriser le rapprochement de nouveaux propriétaires dans des cités fermées, fengbi shi zhuzai xiaogu, ou plus simplement sous le terme générique de xiaogu. En 2000 il y en avait déjà 54 000 au Guangdong.
En 1988 une réforme portant sur le « système de logement axé sur le bien-être » dans les villes, et sur la privatisation, a conduit à l'émergence de ces communautés fermées, au sens où ces ensembles résidentiels sont gardés par divers systèmes de surveillance et dont l'accès est conditionné à l'usage de cartes. Ces quartiers résidentiels disposent de tout ce qui peut les rendre autonomes: crèches, cliniques, restaurants, magasins de proximité, équipements sportifs. Les résidences de type shequ sont d'un niveau encore supérieur, en 2000 : avec, en plus, services de santé, services sociaux et administratifs.
Deux types de cités permettent d'agglomérer certaines typologies de classes aisées, ou nettement riches. SOHO New Town à Beijing: ce sont des immeubles de grande taille qui se distinguent par des touches de couleur, et qui possèdent des espaces multi-fonctionnels, des magasins de marques et des magasins d'art, des restaurants chics et un club parfaitement bien équipé. Le développeur a imaginé un mode de vie à l'américaine similaire à celui de SoHo Manhattan. Mais l'autre mode de vie est aussi prévu, comme avec Purple Jade Villas, entièrement coupé du Pékin bruyant, en misant sur des villas de grand luxe, en plein cœur de Pékin, avec jardin, paons dans le gazon, lac privé… Ces lieux sont souvent créés avec des fonds occidentaux, possèdent le style occidental, et même des noms occidentaux du type « Orange County », à Beijing, ou « The Fontainebleau Villas », à Shanghai.

### Urbanisme et environnement. 2007-2013
Entre 1990 et 2014, l'urbanisation est passée de 20 % à 54,77 % (le taux est passé à 60,6 % à la fin de 2019). Dès 2004, lors d'une réunion du Comité central du Parti communiste, l'idée de la « société harmonieuse » a été présentée comme un nouvel objectif. Reprise en 2010, lors du 11e plan quinquennal, cette idée se concrétise non par la consommation croissante de ressources mais par leur utilisation plus efficace, par le développement des éco-villes à la périphérie des grandes métropoles. Mais le modèle avorté de Dongtan, qui devait être viable en 2010, n'est plus du tout à l'ordre du jour en 2019. Le projet sino-songapourien de Tianjin est un exemple de ville écologique fonctionnelle en Chine en 2016.
Une politique des clusters consiste à redistribuer de manière moins déséquilibrée le développement, en favorisant des ensembles de villes moyennes à l'intérieur des terres. Comme le fait de mettre l'industrie informatique du cloud en grande partie regroupée dans la province du Guizhou, autour de Guiyang, dans le Sud de la Chine.
En 2007 de très graves pollutions de la mer étaient produites par les eaux usées et les déchets en provenance des activités de la zone économique spéciale de Xiamen. Elles ont entrainé des manifestations géantes. La contestation publique s'était auparavant manifeste dès les années 1990 et trouvait un écho avec de nombreuses consultations publiques qui débouchèrent sur des projets à l'échelon local. La Tour de la Rivière des Perles à Guangzhou réalisée par l'agence Skidmore, Owings and Merrill, à faible consommation d'énergie, début du chantier 2006, livrée en mars 2011, correspond à ce premier moment de conscience écologique en Chine. Xiamen est alors l'une des premières villes à expérimenter une notation de la performance environnementale pré et post-réalisation de ses projets. Seize projets interdépendants y sont ainsi planifiés en 2009. Le même scénario de protestations populaires se représente à Dalian en 2011 et à Ningbo en 2012. C'est le premier choc, dans les villes, d'une contestation écologique en Chine. Celle-ci touchait déjà les zones rurales, elle s'étend dorénavant aux grandes villes. Le pic de pollution du 12 janvier 2013 a provoqué un électrochoc d'un autre niveau : pour la première fois, des taux proches des 1 000 microgrammes de particules fines par m3 (µg/m3) ont été relevés à Pékin, soit 35 fois ce que recommande l'OMS ! En 2014, malgré de nombreuses mesures prises à Pékin le taux avoisinait les 800 µg/m3. Seulement 25 villes sur les 190 plus grandes de Chine répondent aux recommandations de l'OMS (2015).
Ces crises marquent un tournant dans l'engagement des villes vers une reconversion écologique, et les municipalités réalisent que la gestion de l'environnement a un impact direct sur la croissance économique ainsi que sur la stabilité politique et sociale de la ville.

## Les campagnes

### Les campagnes avant 2000
Si, à l'ère maoïste (1949-1976), le pays est largement agricole avec une population à 85% rurale, cela correspond à une exploitation de quasi-jardins qui nécessitent une très importante main-d'œuvre. En 1950 une première réforme redistribue des terres agricoles à tous les ménages ruraux. Mais, après l'industrialisation centrée sur les villes sur le modèle soviétique, son rejet va entrainer les désastres du « Grand Bond en avant » (1958-60) qui affectent tout le pays. Et durant la Révolution culturelle (1966-76) la campagne reçoit encore 35 millions de citadins déplacés.
Après la mort de Mao Zedong et avec l'arrivée de Deng Xiaoping en 1978, les paysans sont autorisés à vendre l'excédent de leur production quand les quotas à livrer à l'État sont atteints. La production va donc augmenter, en quantité, mais avec le retour des déplacés, l'exode rural s'installe sur la longue durée. Des usines d'industrie légère avaient été implantées à l'écart des villes et dans les cantons pour endiguer le déplacement des ruraux vers les villes.
Ce programme qui consiste à ruraliser la ville et urbaniser la campagne est amplifié en 1980. Mais cela s'avèrera peu rentable dans la globalisation des échanges. D'une manière générale, à la fin des années 1970, « le pays est structuré en régions administratives, centrées sur les villes dans le giron desquelles sont incorporées les campagnes » […] « ce qui rend difficile la compréhension du territoire », sa réalité physique et son type (campagne agricole, bourg, ville, métropole).
Dans ce contexte, l'effort des années 1980-90 se porte d'abord sur les villes, ses populations ouvrières et l'industrialisation, moteur de la "croissance". Les campagnes ne sont guère prises en compte dans les grands projets de développement, et sont, pour ainsi dire, abandonnées pendant toutes les années 1990.

### Urbanisation des provinces et des campagnes depuis 2000-2010

#### Provinces et campagnes
Malgré ses mégapoles et son urbanisation rapide, la Chine présente une population encore très ancrée dans la ruralité : en 2020 plus de 40 % des Chinois habitent encore dans le monde rural. Fin 2017, 813 millions de Chinois vivaient en ville, soit un taux d'urbanisation de 58,5 %.
Les discriminations dont les ruraux sont victimes, les inégalités abusives dont ils sont l'objet entrainent d'innombrables mingong, ruraux « hors sol », « population flottante », à quitter leurs familles et leur ferme pour chercher des petits travaux en ville. Le sort des populations des villes est enviable de ce point de vue : avec leurs permis de résidents [ hukou ] ceux-ci ont droit à la sécurité sociale, à une éducation et à la retraite. En 2012, les habitants des villes gagnaient en moyenne 3,3 fois plus que les paysans. Quant au pouvoir chinois, loin de chercher un rééquilibrage entre les deux conditions, il renforce le contrôle, multiplie les barrières, hausse le niveau de violence, tout cela sans aucun résultat. Le « Programme d'édification des campagnes socialistes » sous l'administration Hu Jintao-Wen Jiabao (2003-2013), envisagé comme un remède au déséquilibre que subissent les campagnes, se donne comme objectif de créer un réseau de petites villes, le long des autoroutes et des voies ferrées.
Depuis 2010, quels que soient le lieu et le contexte, en zone rurale ou en zone d'habitat urbain, le mode d'urbanisation rapide et les manières d'opérer restent les mêmes. Tout étant fait pour valoriser le foncier, les investisseurs sont les bienvenus avec, depuis 2014, la mise sur le marché des terres rurales constructibles. La nouvelle trame viaire de 400 m x 400 m, est plaquée uniformément sur tout ancien parcellaire. Elle est considérée comme la plus "raisonnable" pour l'investisseur éventuel. L'architecture nouvelle destinée aux anciens paysans n'a aucun rapport avec des formes locales anciennes et est, en général, sans rapport avec un usage conçu pour des paysans : des rangées d'immeubles à plusieurs étages.
En 1982-90, la relocalisation de paysans expropriés permet la création de très nombreux bourgs et de nombreuses villes nouvelles. Ces nouvelles implantations sont nettement séparées des zones consacrées au tourisme ou de la ville préexistante. Dans ces lieux qui leur sont réservés, certains paysans parviennent, au moins pendant un temps, à maintenir une certaine activité agricole ; ce qui les amène à faire sécher le maïs sur la rue, entre les immeubles flambant neufs, ou à y étendre leurs filets de pêche pour les rapiécer. D'autres improvisent de petits potagers dans les espaces prévus pour les plantes d'ornement, afin de garder un contact avec leur alimentation. Pour les autres, ils doivent abandonner leurs activités traditionnelles et chercher un nouvel emploi, dans l'industrie, par exemple.
L'étude portant, en 2015, sur la ville nouvelle de Chengyuan, Shandong, montre que la destruction des villages ayant largement anticipé la construction de logements, de nombreux paysans se retrouvent sans village et sans ville. De même l'étude de Dengfeng, Henan, en 2015, montre que cette ville qui s'était autoproclamée « capitale du kung-fu », doit affronter la dure réalité d'une région très rurale pour se fabriquer une tout autre image, et alors que la préfecture ne donne la priorité qu'aux projets envisagés comme les plus porteurs.
Entre le projet de 2010 et la réalité de 2015, il y a un net contraste entre l'engagement dans un processus de mutation du rural vers l'urbain - avec de beaux projets idéalement aboutis : des maquettes - et les contraintes économiques et institutionnelles qui en freinent la réalisation. La biennale de Venise de 2018 a offert l'occasion de prouver que certains de ces projets s'étaient bien réalisés.

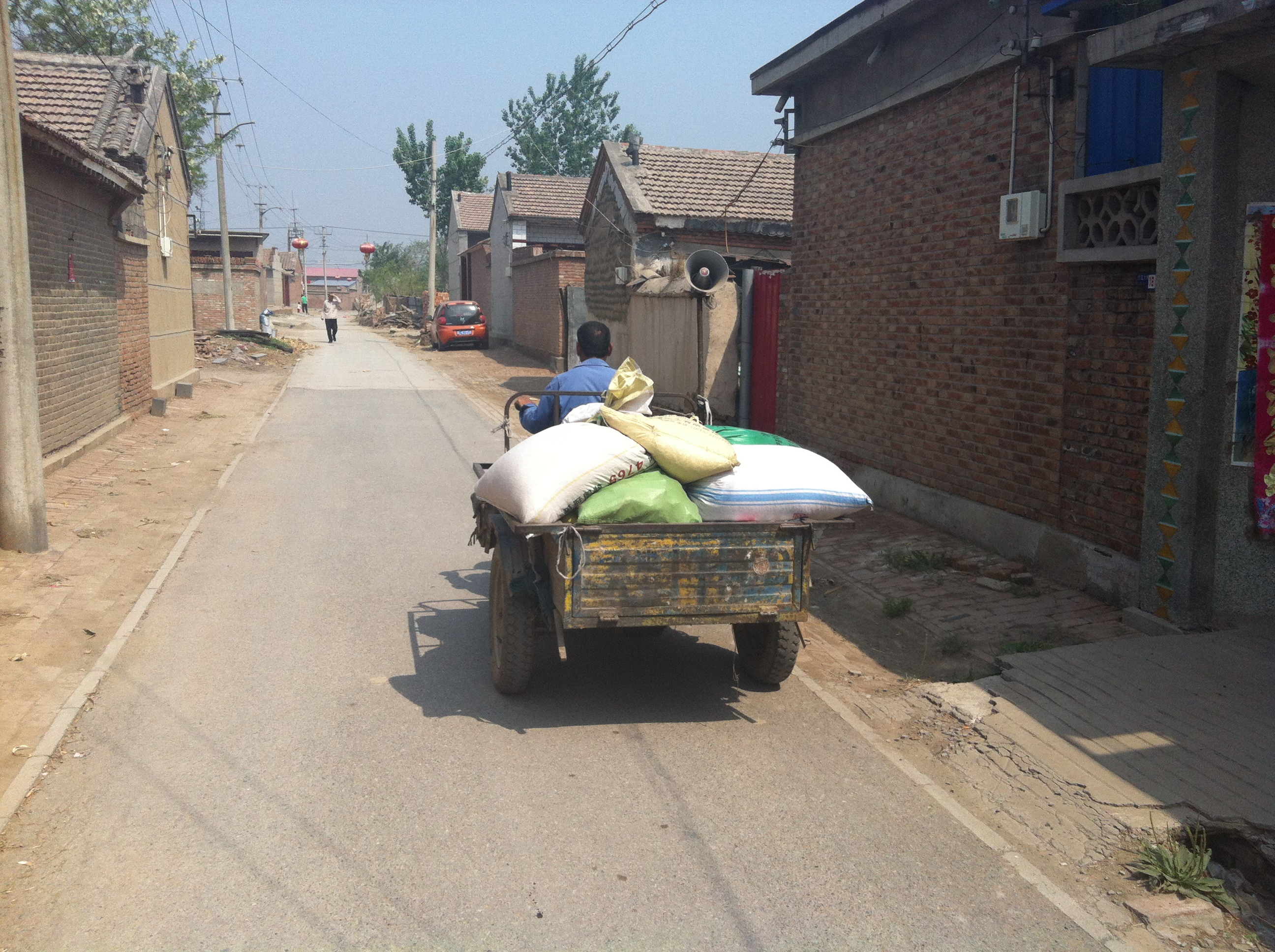
Ancien village agricole, démolitions. Région de Tianjin. 2012
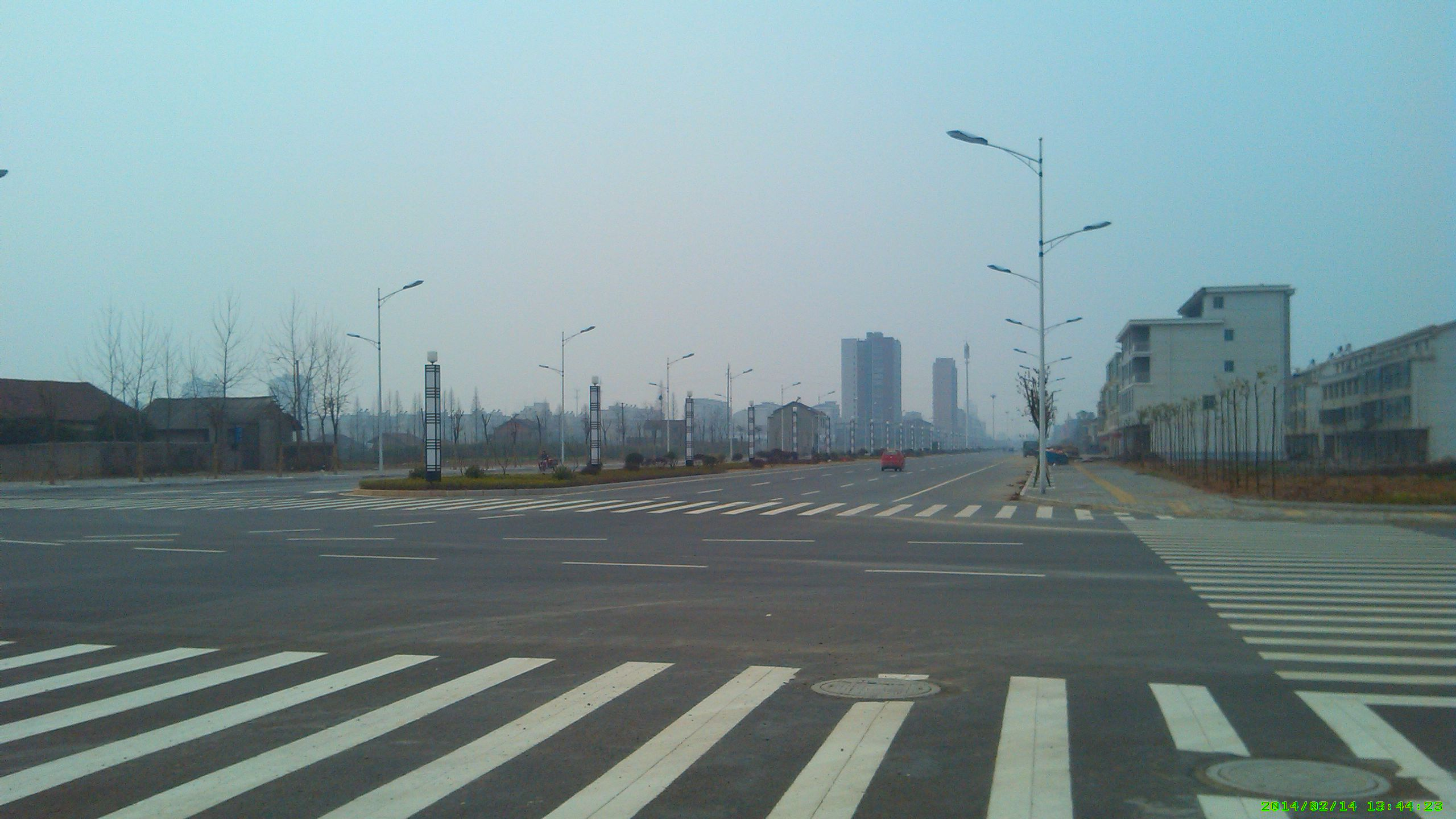
Route nouvelle surdimensionnée[N 13]. Extension programmée de la ville sur la campagne résiduelle. Dingcheng, Changde, Hunan. 2014
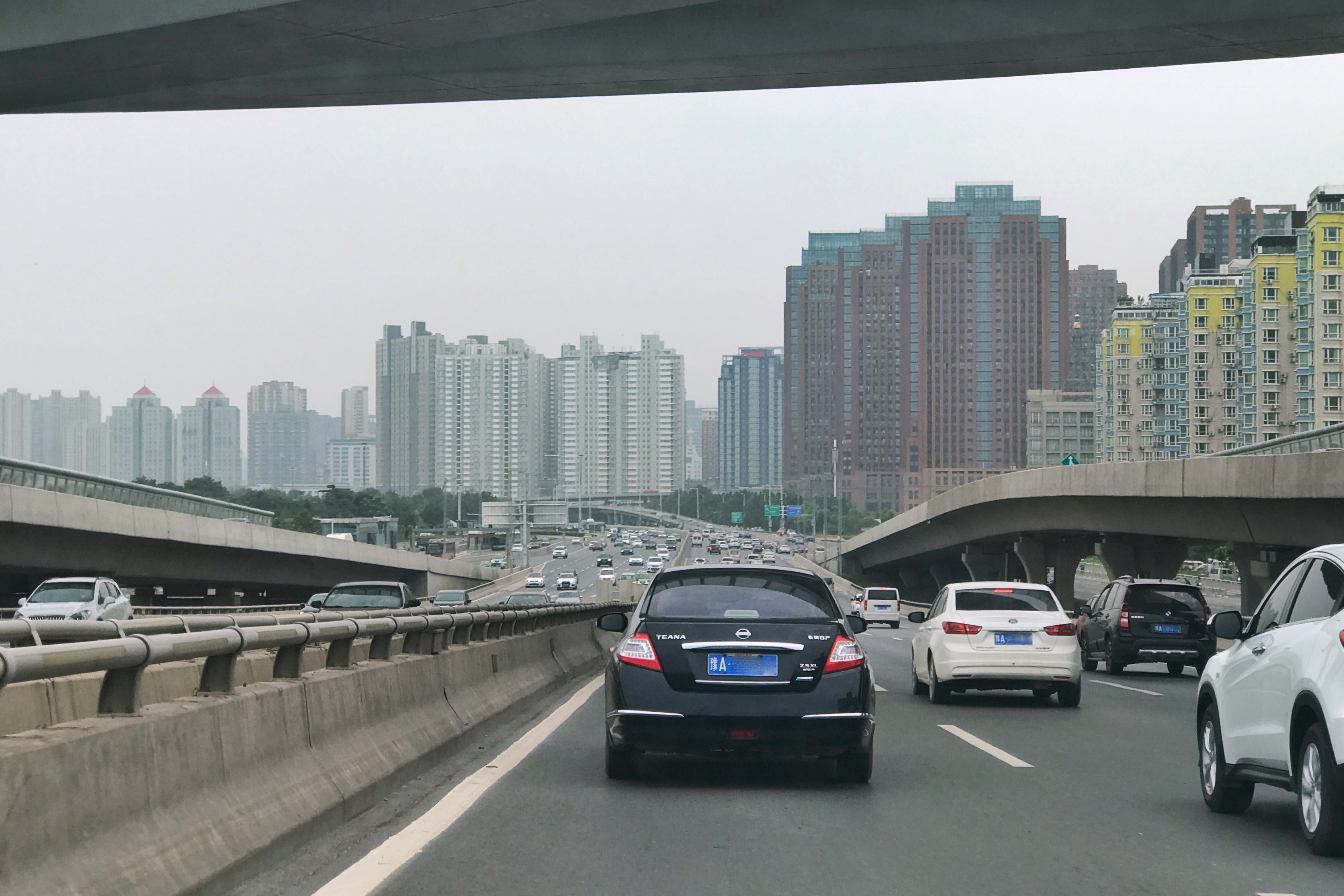
Zhongzhou Avenue vers Nongye Expressway Interchange. District urbanisé / autoroute, région de Zhengzhou 2018
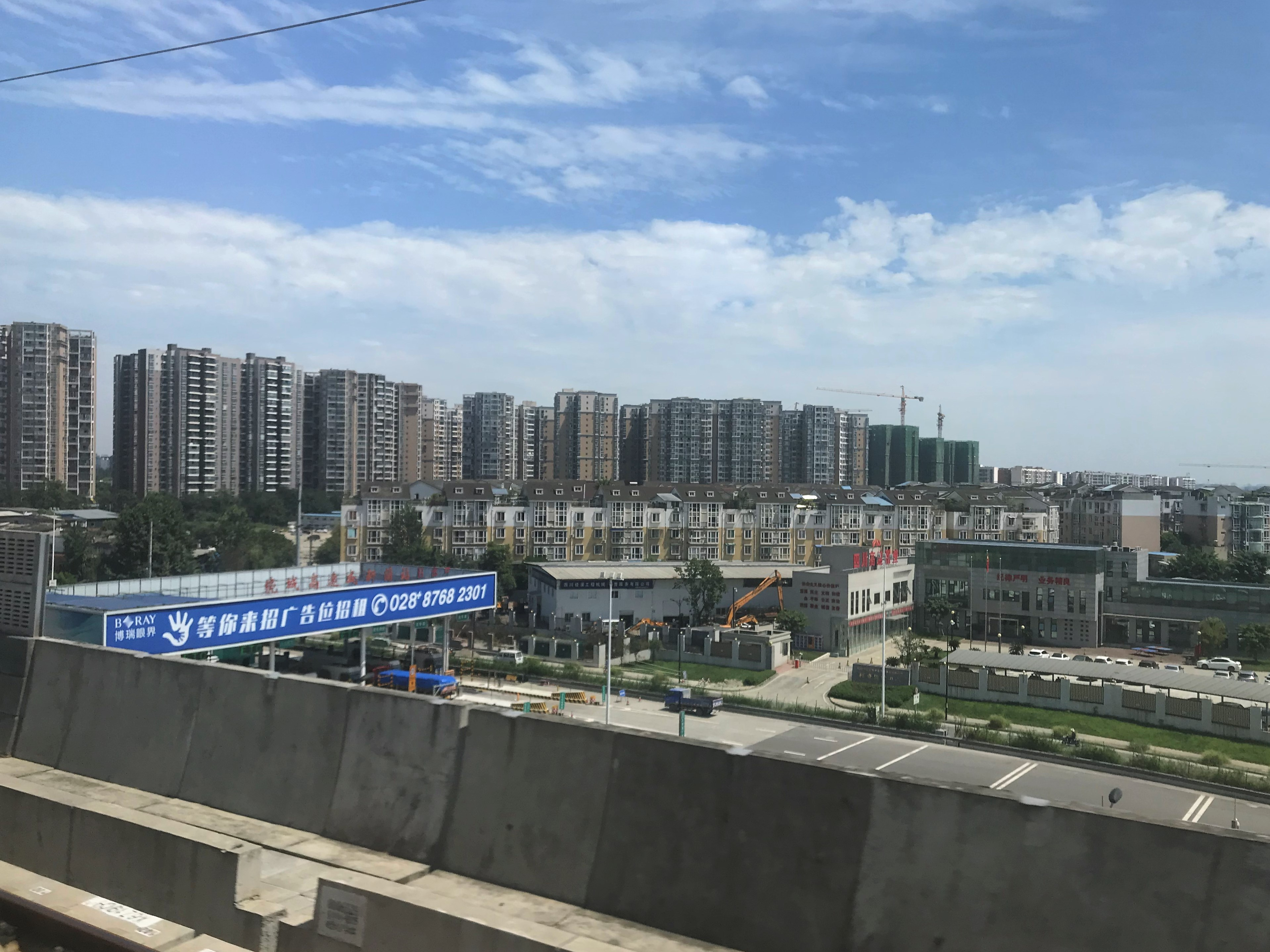
Urbanisation contrôlée, fonctions séparées, modules standardisés. Caojin, Cuqiao Subdistrict (en), District de Wuhou, Sichuan. 2019
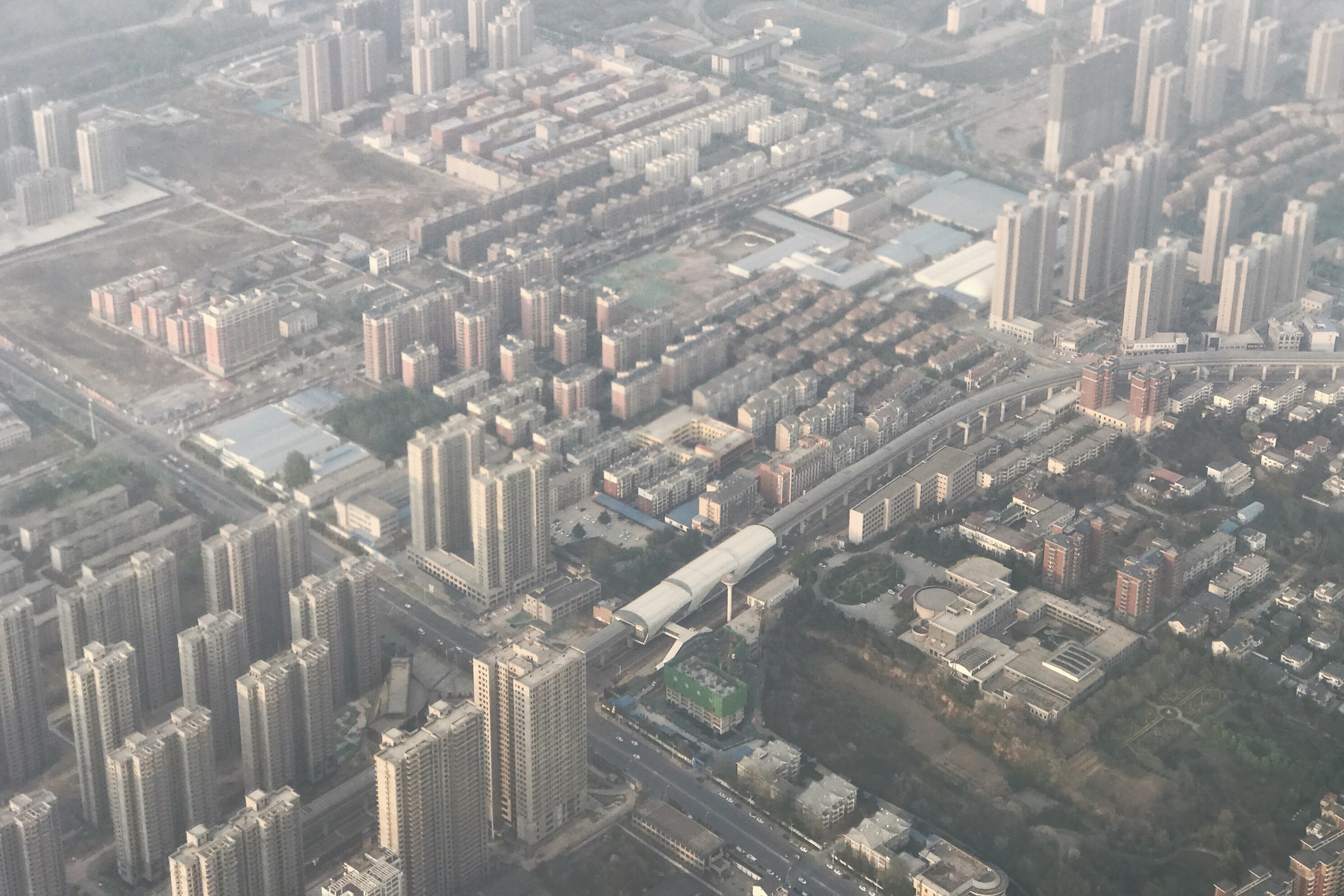
Vue partielle du centre[127] de la petite ville de Longhu, Xinzheng city (ville-district ), Zhengzhou municipality (ville-préfecture), Henan. 2019

#### Reconstructions villageoises. 2008-2016

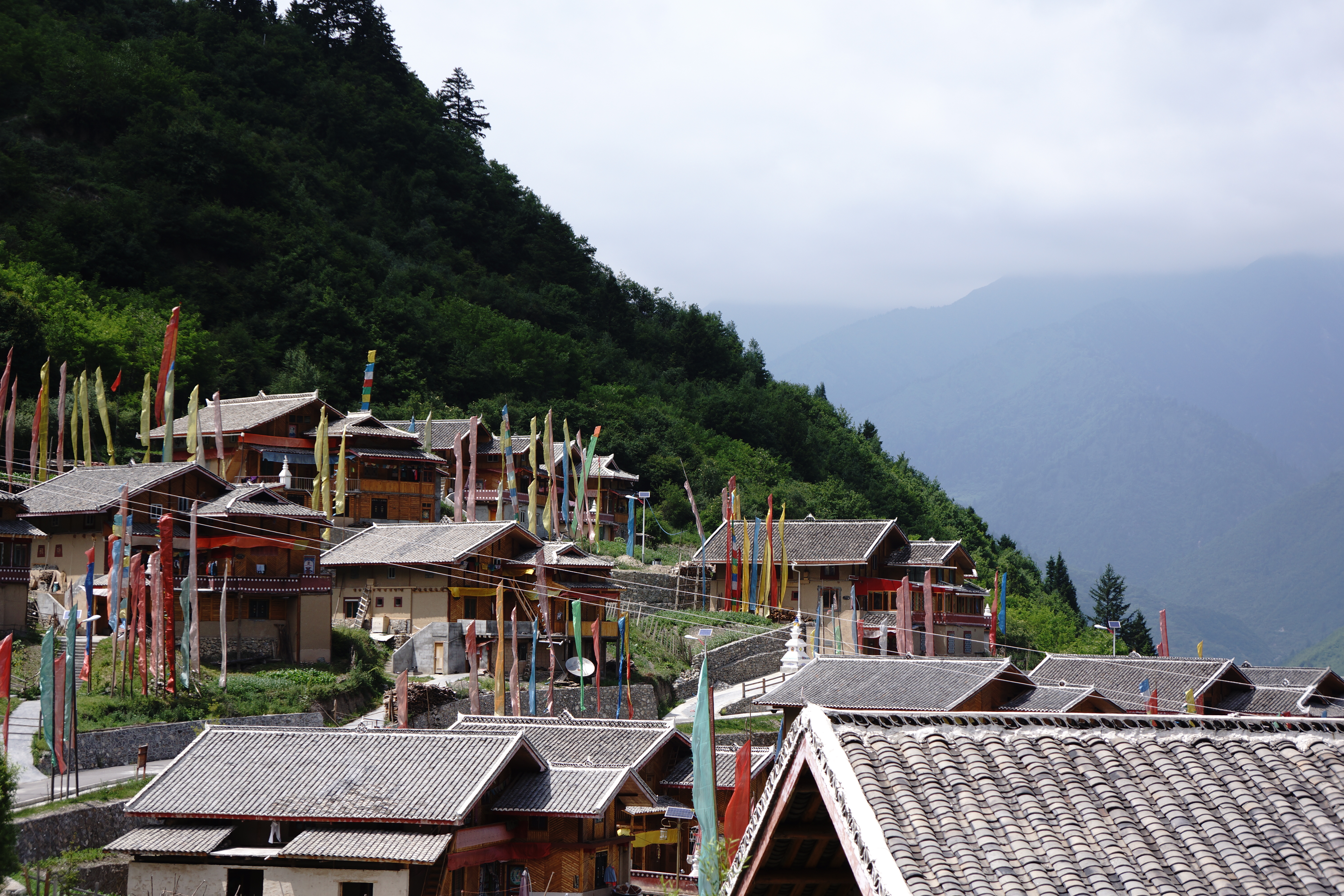
Reconstruction après le séisme de 2008. Zhongchagou. Préfecture autonome tibétaine et qiang d'Aba,
Aba (Sichuan). Tourisme récent, 2013

Les projets de qualité ont été nombreux à être réalisés après le séisme de 2008 au Sichuan; c'est le cas de Dujiangyan.
Cette ville est, depuis 2000, sur la liste du patrimoine mondial de l'UNESCO en raison d'un système d'irrigation gigantesque, complexe et pourtant invisible. Le paysage et la biodiversité qui s'y est développée sont d'un intérêt majeur, et la région cherche à en valoriser le potentiel touristique. La population s'occupe essentiellement d'activités agricoles et vit, pour la plupart, dans de petits hameaux arborés, les linpan. Ces hameaux font l'identité de toute la région, la plaine de Chengdu. La reconstruction qui suit cette catastrophe est singulièrement favorisée par les scandales qui éclatent à cette occasion. Les investisseurs d'État et privés affluent. Des villes du Sichuan sont alors jumelées à des villes de l'Est, dont Shanghai avec Dujiangyan, qui peut alors bénéficier de l'expertise de l'Institut d'urbanisme de l'université Tongji et de l'évaluation environnementale qu'elle apporte. La reconstruction y est ainsi planifiée, ainsi que la construction d'une ville nouvelle, Juyuan.

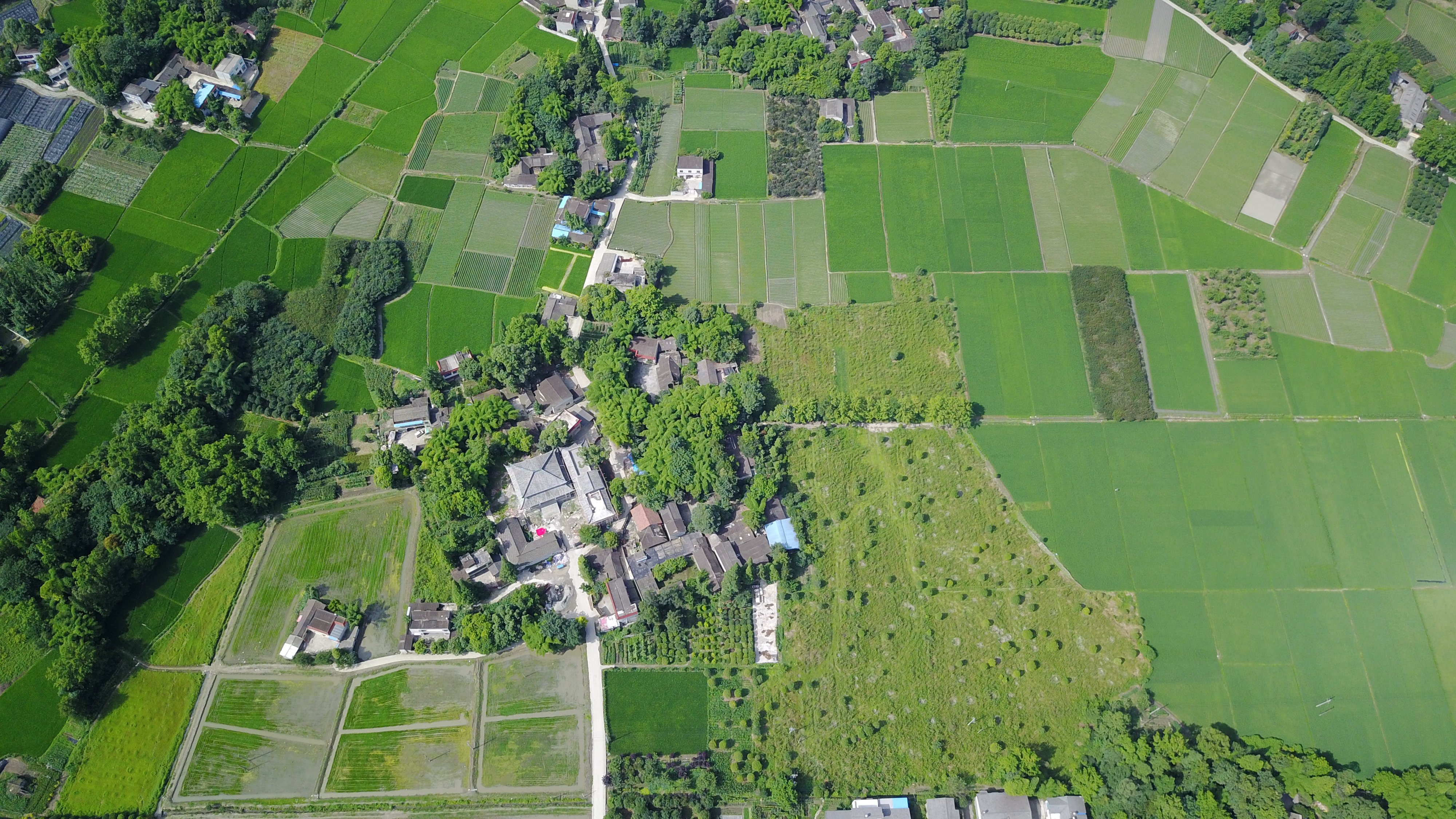
Un linpan traditionnel dans le Xian de Pi, Chengdu. 2017

Sept ans après, en 2015, le développement urbain est peu avancé, bien que la reconstruction ait été très rapide et de grande qualité, tout particulièrement les bâtiments remarquables, anciens, et l'aspect de la ville ancienne qui se retrouve sous impeccablement rénové. Des autoroutes et leurs échangeurs se sont implantés sans dommage pour le paysage. Un parc paysager est créé, mais, par contre, de nombreux linpan y seront soit détruits et reconstruits à neuf, soit purement et simplement détruits tandis que de nouveaux villages sont planifiés.
En fait, l'ambition environnementale de la région freine les opérations immobilières. L'essentiel des hameaux arborés est conservé ; la population ayant été impliquée dans la reconstruction afin d'atténuer la violence du traumatisme, l'aspect de cette reconstruction s'avère efficace et esthétique. L'emprise au sol des constructions est conservée. Elles se trouvent dotées de l'équipement moderne et sont rehaussées d'un étage, pour permettre l'augmentation de la surface promise aux paysans et la densité recherchée par le gouvernement, mais cela se fait dans un « style sichuanais contemporain ». Dans les potagers se pratique, de manière traditionnelle, la permaculture. Les terres, remembrées, sont prises en charge par des investisseurs privés qui peuvent employer les paysans, tout en rationalisant à faible coût l'exploitation agricole. Cette évolution des territoires ruraux est guidée par les problématiques agricoles chinoises actuelles. La biodiversité s'en trouve menacée. La pollution des sols reste une menace. Mais cette solution offre une perspective d'évolution aux paysans, tout en leur permettant de rester vivre sur place ; ce qui n'est pas le cas lorsque le gouvernement incite de manière forte au déplacement de ces populations. La préservation de l'environnement devait offrir, en 2015, la voie la plus prometteuse pour le développement de l'économie locale de certains territoires ruraux : le tourisme.
La politique nationale voit dans le patrimoine rural une manne touristique prometteuse. Dans ce but, depuis 2016 le gouvernement a injecté 832 milliards de yuans (plus de 100 milliards d'euros) dans le développement de villages en misant sur la réhabilitation du patrimoine traditionnel. Les chiffres sont évocateurs: 1,36 milliard de touristes ont visité la campagne chinoise en 2016, avec une dépense estimée de 400 milliards de yuans (env. 50 milliards d'euros). Les architectes de la nouvelle génération font le travail qu'on leur commande avec conviction et dans le respect, chaque fois, d'une culture et d'un lieu, souvent avec la collaboration des villageois, de la conception à la réalisation.
Depuis 2015, la méthode « d'acupuncture architecturale » de l'architecte pékinoise Xu Tiantian, de l'agence DnA, consiste à cibler le symptôme local, au cas par cas, dans certains des 400 villages du xian de Songyang, symptôme pour lequel il faut trouver la bonne intervention architecturale en établissant le programme et en choisissant le lieu. Le district a contacté l'architecte pour un projet hôtelier au sein d'une plantation de thé. Cela a conduit à relancer des fermes traditionnelles et 20 projets dans la région, tout en faisant appel à des matériaux (brique rouge et bambou) et des techniques locales (structures d'acier légères).
La transformation d'anciens lieux de travail en espaces d'accueil des touristes est un fait récurrent. Ainsi, une ancienne usine à sucre du Guangxi a été transformée en hôtel, l'hôtel de luxe Alila Yangshuo, ouvert en 2017, par l'architecte Dong Gong (Vector Architects). Le paysage karstique spectaculaire, traversé par la rivière Li, sert d'écrin à ce complexe où les anciens bâtiments ajoutent une touche d'« authenticité ».

#### Architecture durable et traditions villageoises ou urbaines
Ces projets répondent à la demande de villageois ou d'associations de quartiers, voire d'individus entreprenants donc à une toute petite échelle : pour dessiner des lieux de vie, urbains ou ruraux, domestiques ou publics. Une nouvelle génération d'architectes se préoccupe de réhabiliter des éléments fondamentaux de l'architecture chinoise, ou de s'en inspirer en se situant au croisement de l'architecture et de la ville. Pour exemple : l'agence Onearth Architecture qui utilise des traditions locales : une architecture de terre traditionnelle, élevée par un pisé banché-coulé ou montée en briques de terre séchées au soleil. Ainsi dans un village du Sichuan à reconstruire à la suite du tremblement de terre de 2008, Ma'anquiao (Huili), il y édifie un bâtiment en terre qui rappelle la forme du tulou Hakka du Fujian, circulaire, avec la participation des villageois (livré en 2010). Ils avaient réalisé en 2008 une école primaire voulue exemplaire du point de vue environnemental, social et économique, le Maosi Ecological Demonstration Primary School, District de Xifeng, Gansu en briques de terres et charpente apparente. La même agence a réalisé, en 2016, un espace multifonctionnel dans le village de Macha, Xian de Huining, Gansu : plusieurs petits bâtiments en briques de terre suivant l'usage local, le Macha Community Center. La volonté de l'agence est d'améliorer les conditions d'habitat en milieu rural avec des projets au design efficace, écologique et durable.

#### Biennale de Venise. 2018
Le pavillon de la Chine à l'Exposition internationale d'architecture de Venise (Biennale de Venise) en 2018, avait pour thème la "Construction d'une future campagne". Les réalisations retenues sur des critères essentiellement esthétiques s'efforçaient parfois de prendre en compte l'implication du contexte dans le projet ou la démarche critique des architectes face à ce contexte.
Ainsi, dans la même région qui a subi le tremblement de terre de 2008, des habitations reconstruites ayant subi de nouveaux dégâts, les dernières reconstructions de ce village de Jintai au Sichuan, commissionnées en 2012, se font exemplaires : toit à gradins végétalisés en jardin potager ou pour le séchage des plantes, récupération des eaux pluviales pour un usage domestique, récupération des eaux de ruissellement à travers un pavement perméable, filtrées et épurées dans un bassin de roseaux, pour l'arrosage des plantes, usage de la paille dans la composition des murs extérieurs protégée par des briques, le bio-gaz issu des activités de la ferme. La participation des différents acteurs montre la place des villageois et celle de la coopérative à côté des instances régionales et des architectes (design team dont John Lin) ainsi que des donateurs privés.
La reconstruction du village de Banwan (Xian de Ceheng, Guizhou, communautés Miao) (Lü Pinjing / Central Academy of Fine Arts, 2016-2017) a permis de valoriser les procédés locaux de construction, tout en apportant au village les commodités souhaitées par les villageois. La répartition, dispersée, de l'habitat est restituée. Les structures supportées par des poteaux en bois sont conservées et renforcées, ou réinterprétées. De même c'est en terre battue que les murs sont à nouveau élevés, suivant la pratique locale, tout en reprenant des boiseries verticales spécifiques à ce village dans des formes courbes, « modernes ». On peut légitimement penser à une architecture plus ou moins folklorique pour touristes chinois.
À cette biennale Dong Gong | Vector Architects présentait la rénovation de « la maison du capitaine » (2016-2017), à Beijiao, Fuzhou, Fujian. Dans cette atmosphère marine les ouvertures ont fait l'objet de cadres de fenêtres en béton particulièrement étudiés.
Dans les monts à l'ouest de Hangzhou, le cabinet Chen Haoru a conçu une porcherie et un poulailler pour une ferme bio. Réalisés en majorité avec des matériaux locaux : galets, et bambous pour la structure des toits, aux assemblages de corde, l'un en chaumes (pour les porcs), l'autre en bambous fendus (pour les poules).
Ailleurs, un hôpital de campagne se développe en englobant l'ancien, encore en fonctionnement pendant les travaux. Puis il prend la place de l'ancien. L'enveloppe remploie des briques usagées aux nuances variées. L'hôpital offre des soins en médecine traditionnelle chinoise et occidentale. Des parois en claustra de ciment filtrent la lumière de la cour intérieure, le long d'une rampe d'accès aux toits-promenades.
Par ailleurs, plusieurs nouveaux musées ont été installés dans d'anciens bâtiments reconvertis, dont le musée de Lianzhou pour la photographie (2017).
Brutalisme : Le terme est employé, en 2019, par Alberto Bologna pour qualifier tout un ensemble de pratiques antérieures à 2018, et propres à des architectes reconnus, qui vont de Wang Shu à Atelier Deshaus en passant par Vector Architects et tant d'autres, où le béton brut domine l'apparence externe et les possibilités tectoniques du béton conditionnent le bâtiment lui-même. Le béton y étant employé tant pour ses qualités esthétiques, poétiques que politiques depuis une vingtaine d'années. Cette analyse tend à montrer que, paradoxalement, ce matériau est, ici, orienté d'une part avec le désir d'affirmer une production ouvertement chinoise, pour l'étranger, « tout en mettant l'accent sur le processus tectonique », d'un point de vue plus large.

#### L'Ouest et le Nord après 2000

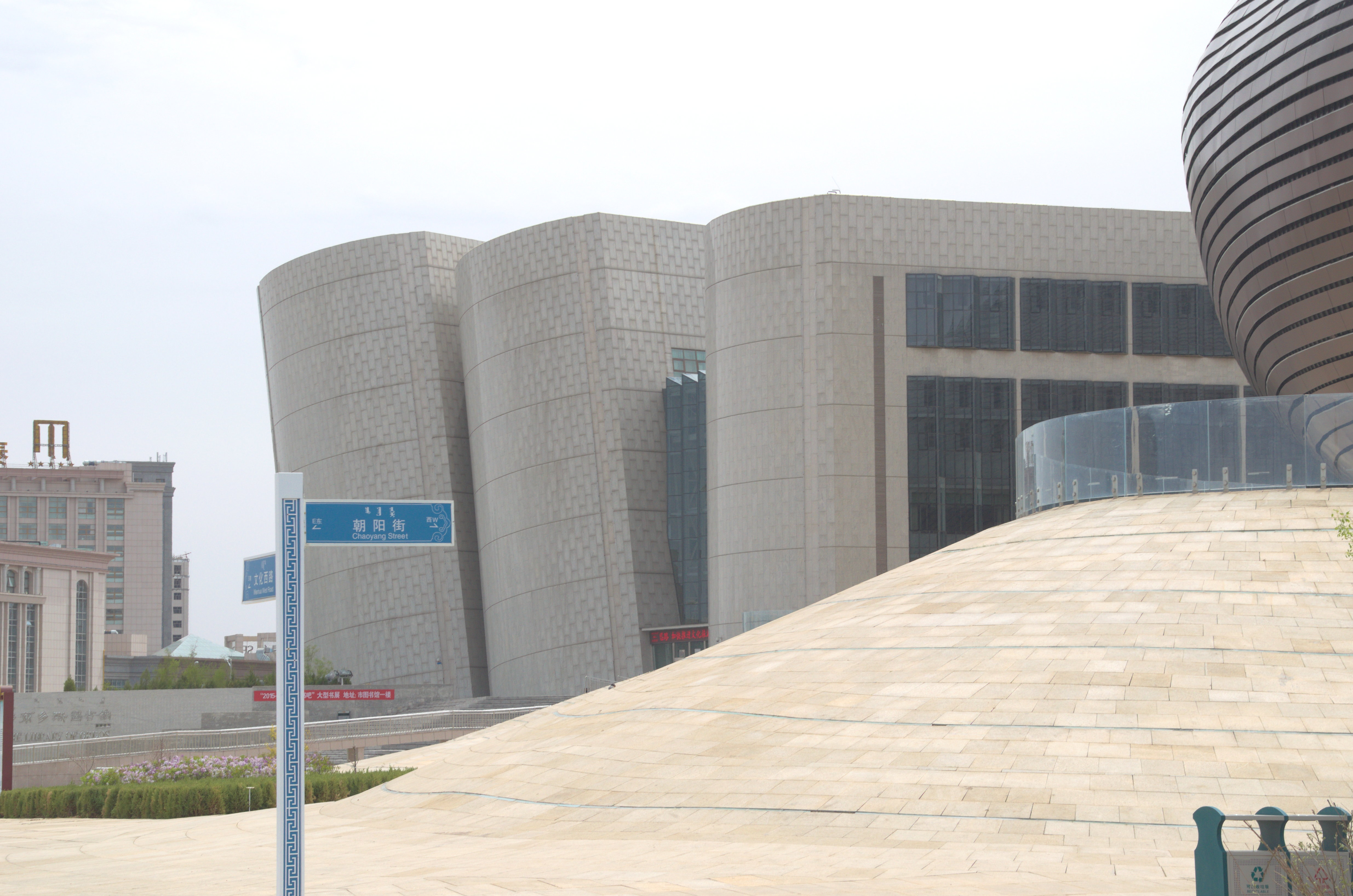
Ordos, Kangbashi. Bibliothèque, entre deux types d'architecture, le musée d'Ordos, non-standard, et les styles historiques. Vue prise en 2015

Après 2000, s'engage un grand plan de développement dans l'Ouest et le Nord. En 2012, il s'agit d'accroitre les infrastructures de ces régions et de les relier tant avec la côte qu'avec les pays voisins. Kashgard est ainsi érigée en Zone économique spéciale. Pour le pouvoir, il s'agit, à Kashgar, de substituer la ville chinoise à la ville ouïghoure séculaire.
Dans le Nord, des villes champignons surgissent de nulle part, sans lien ni avec le passé ni avec le contexte. En Mongolie-Intérieure, les trois villes de Baotou, Hohhot et Ordos construisent une forme de triangle d'or chinois. Les ressources minières de Baotou nourrissent son industrie lourde. La nouvelle conurbation d'Ordos, quant à elle, s'appuie sur trois pôles urbanisés, dont les districts de Kang Bashi et Dongsheng. Ici, le gouvernement et les promoteurs ont largement anticipé, dès les plans lancés en 2000-2001, l'arrivée d'une population liée à l'extraction minière, car la région est très riche en terres rares, prometteuses de profits colossaux : une superficie de 30 km2, à Kang Bashi, a été urbanisée en seulement deux ans. L'axe majeur de la ville fait 200 m de large. Des infrastructures, très nombreuses, surgissent : des ponts, trois stades, deux palais des sports, un circuit automobile, une bibliothèque, une université et un musée en forme de serpent monumental replié sur soi. Ce musée d'Ordos (41 227 m2, 2011), présenté ci-dessus, donne une image de l'ambition initiale. Livré en 2011, c'est en 2013 un objet sans aucun lien avec la ville, aux très rares visiteurs. Un projet de 100 tours de 100 m de haut avait été lancé par un maire ; seulement une dizaine a été construite. Partout, des multitudes de tours de 30 étages, toutes plus ou moins identiques, peinent à se remplir d'habitants, et souvent le chantier est abandonné. On y trouve des ensembles enjolivés d'éléments inspirés de l'architecture néo-gothique ou palladienne, et d'autres sans rien. En 2007, un concours pour 100 villas de luxe (Ordos 100) avait été lancé avec la participation de l'agence Herzog et de Meuron. L'artiste-architecte Ai Wei Wei et son agence Fake Design assuraient le conseil artistique et la coordination. L'opération fut lancée par Cai Jiang, un ancien fermier qui a fait fortune et un ami du président Hu Jintao, lequel fut aussi l'ami d'Aï wei Wei. Sur les 100 projets, seules cinq villas ont été construites. Elles étaient dès 2013 et toujours en 2016, ensablées, les vitrages détruits. La menace de rester une ville assez déserte pendant des années est due à une expansion prévue avec une longueur d'avance et un battage médiatique excessif en Chine même.

#### Xinjiang

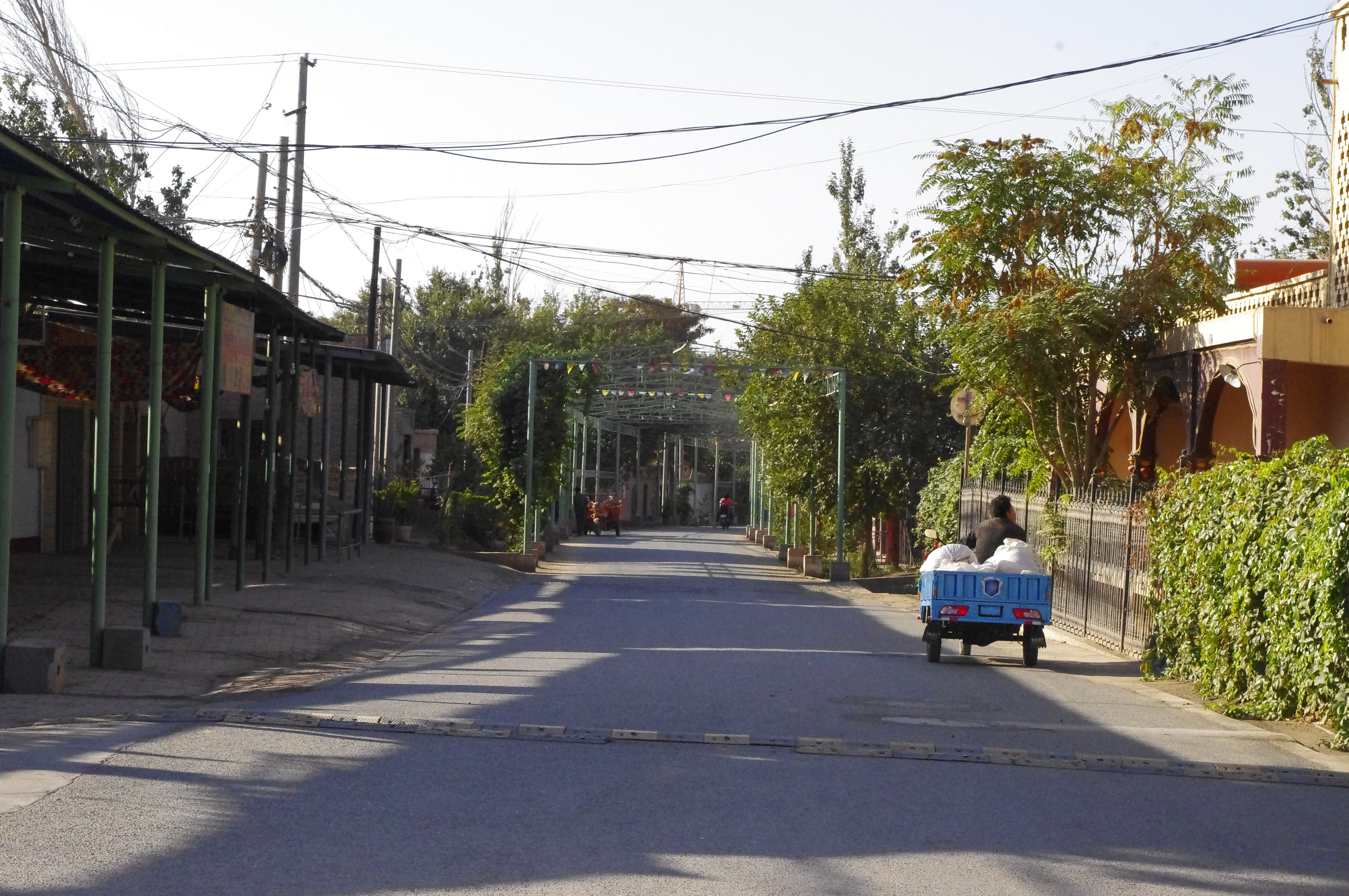
Une rue de la vieille ville de Tourfan en 2015
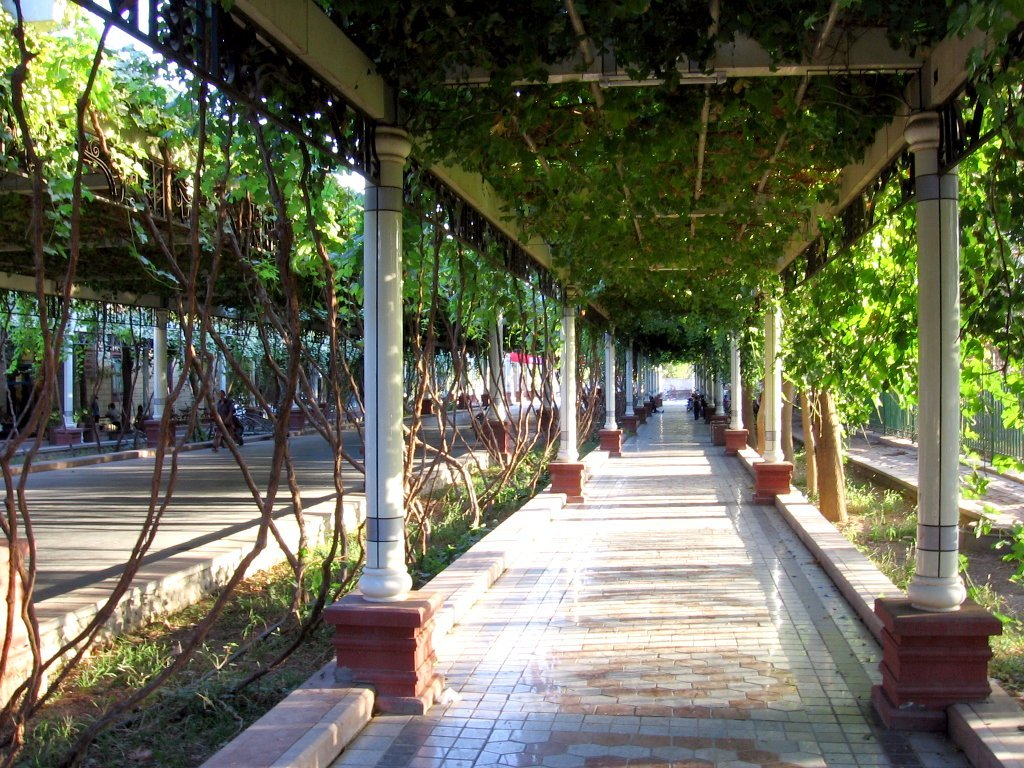
Chemin piétonnier, voie et vignes sur pergola, bordées de peupliers. Tourfan, 2005
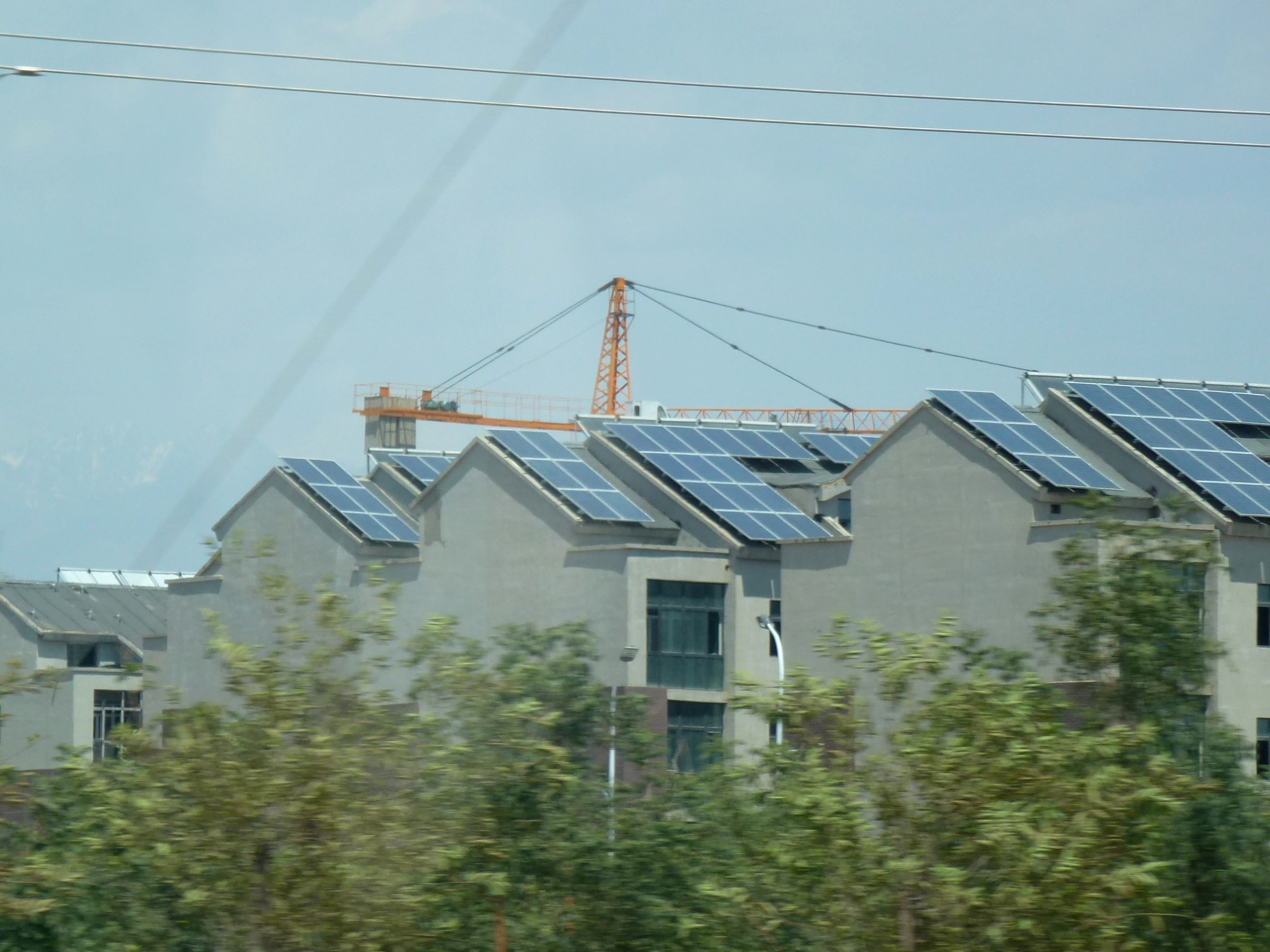
Immeubles en bandes serrées, panneaux solaires, banlieue de Tourfan. Juillet 2012
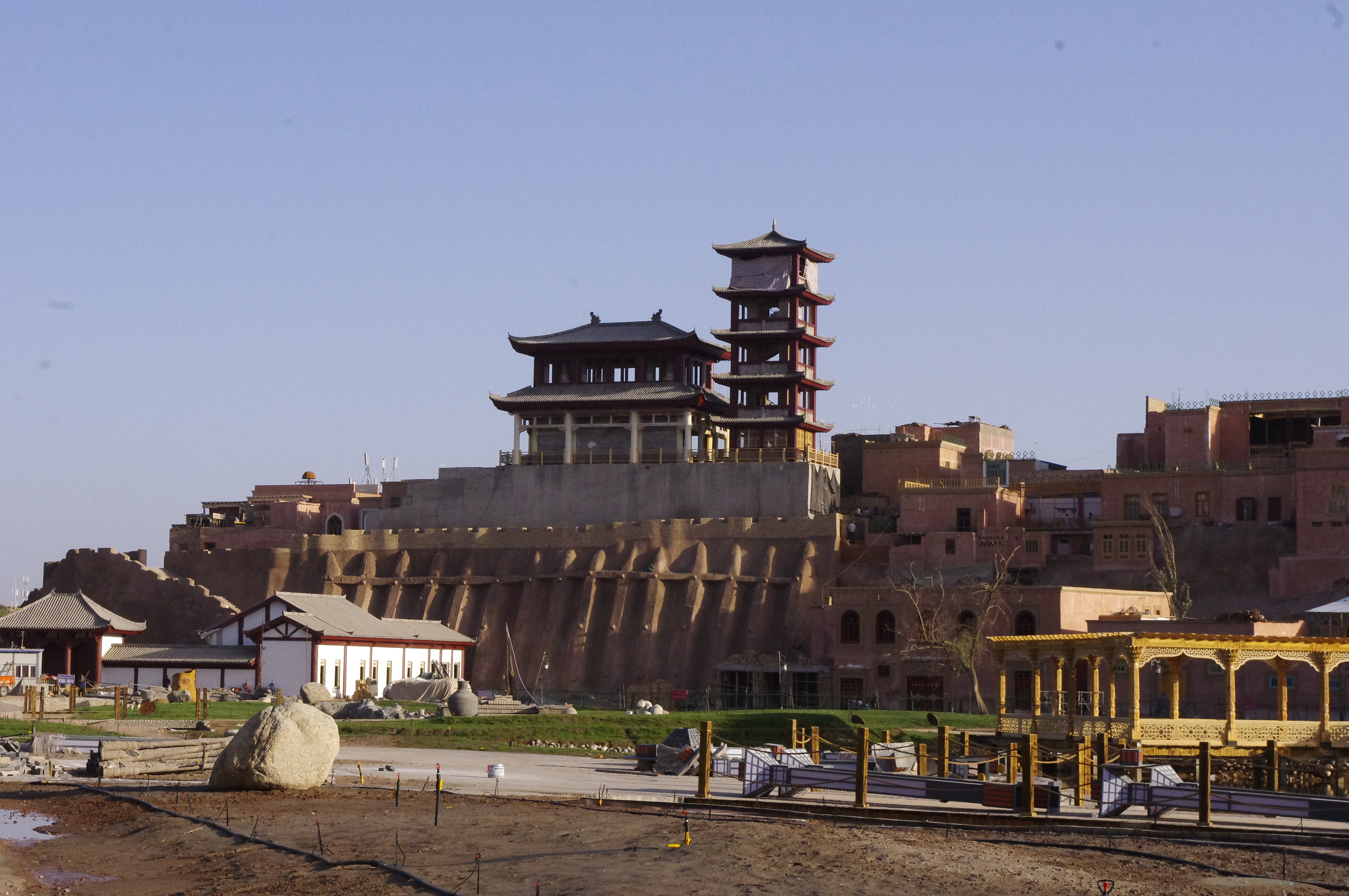
Objets touristiques de style impérial chinois sur l'ancienne Kashgar reconstruite. 2015
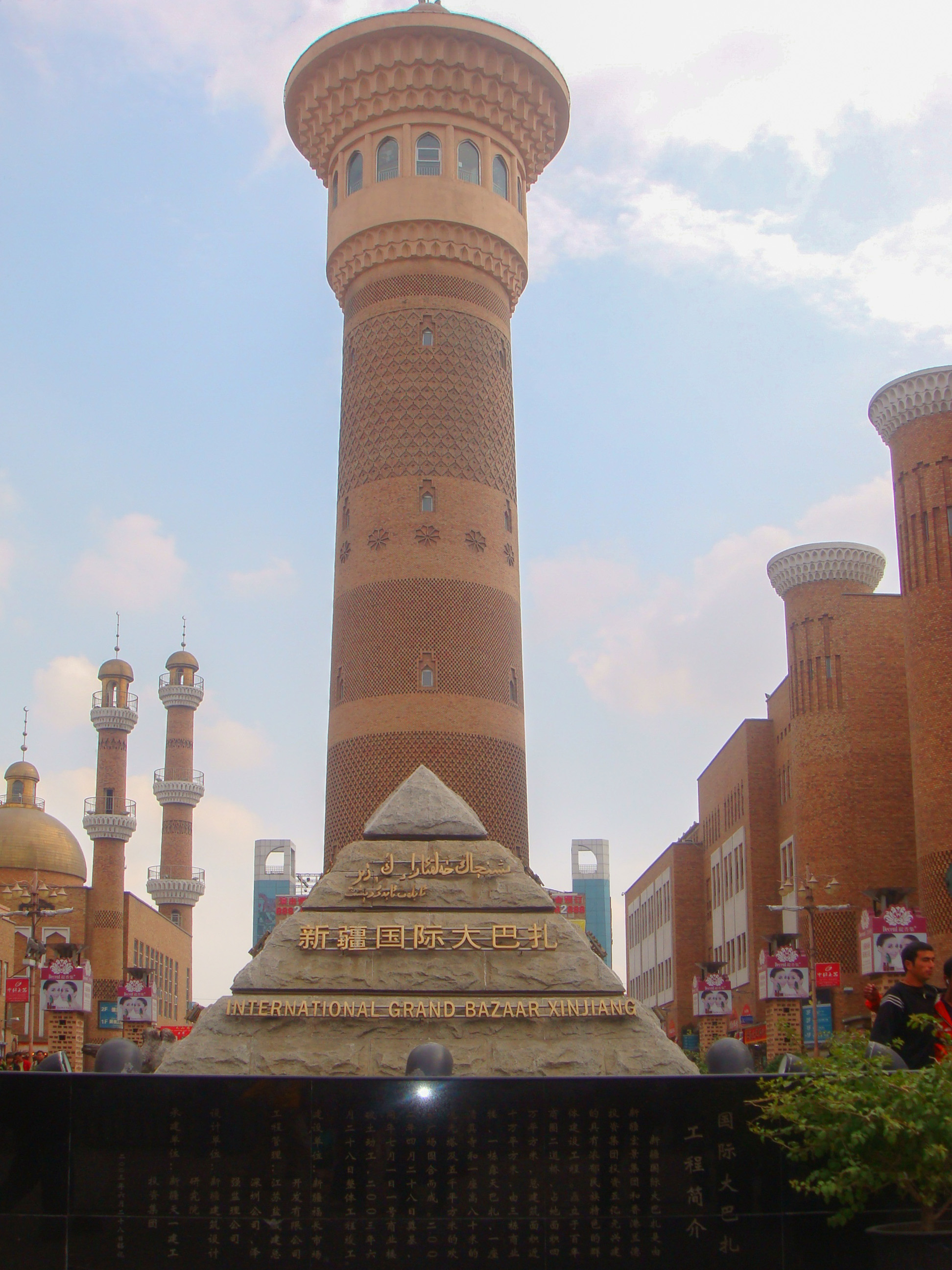
Minaret, 2002-2003. Grand Bazar néo-ouïghour. Ürümqi.
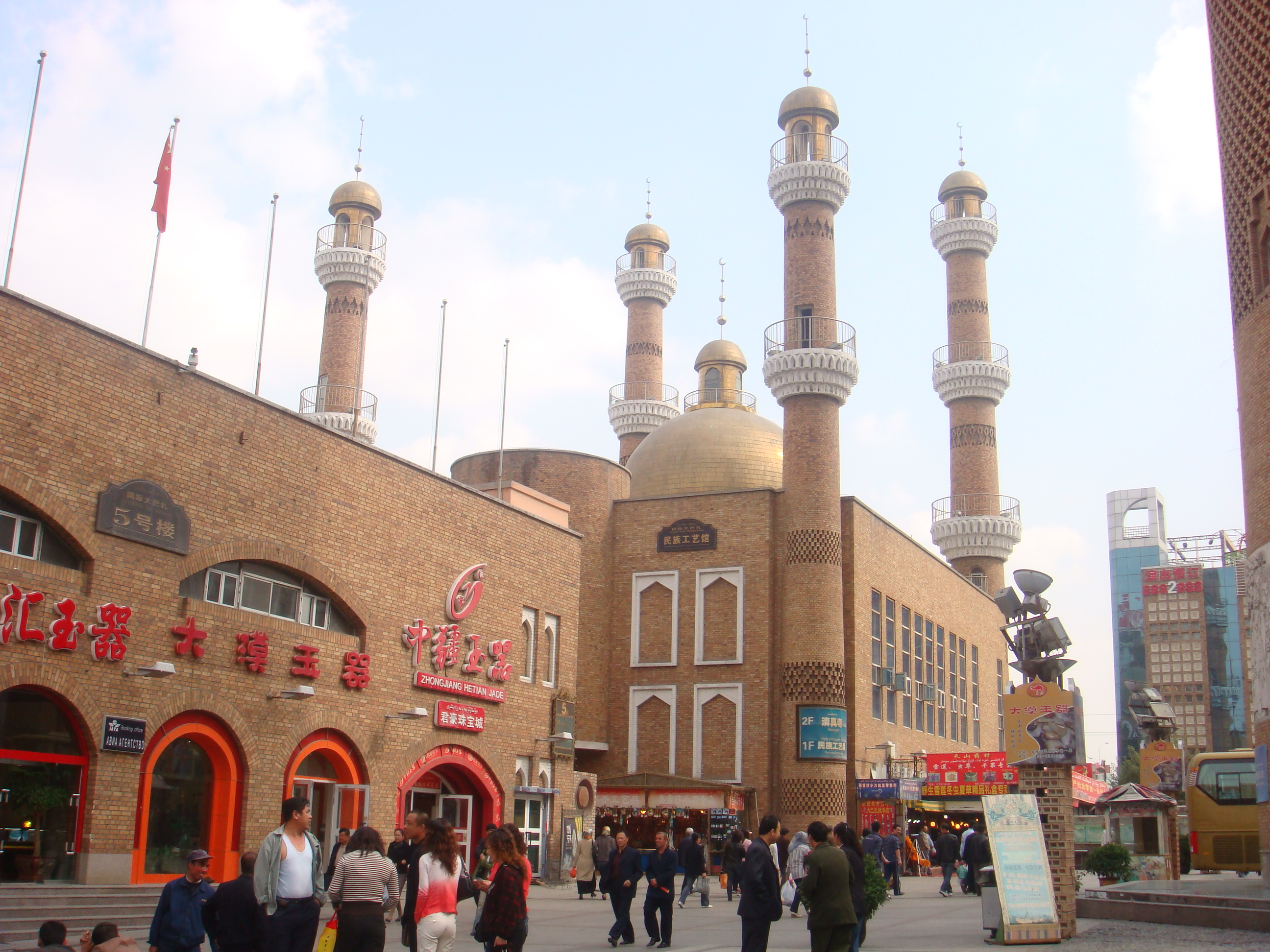
Galerie marchande et mosquée. Grand Bazar néo-ouïghour. Ürümqi 2002-2003
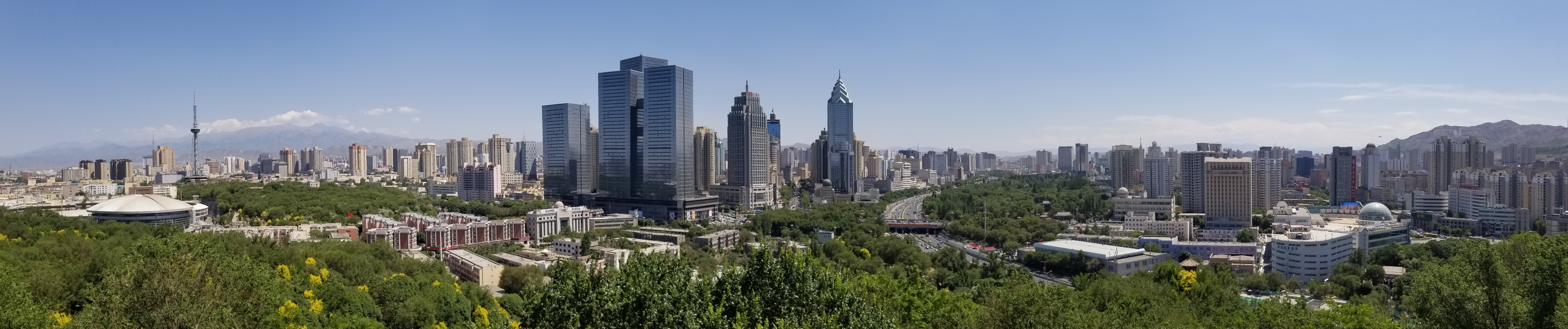
Urumqi, capitale du Xinjiang. En 2018

Au Xinjiang avant 2013, pour ce qui est de la maison ouïghoure de Tourfan, elle se transforme en perdant ses dômes et voûtes au profit de toits en terrasses. La raison tient au fait d'une disponibilité en bois de charpente qui est apparue sur le marché local : en effet depuis les années 1950 le gouvernement a réussi une extension de la ville chinoise sur des parcelles désertiques des oasis du Xinjiang : le gain de superficie cultivable-habitable est de 200% depuis 1950. Un réseau de voies orthogonales typiquement chinois a déterminé le déploiement, de part et d'autre de chaque piste, d'un réseau de canaux depuis des stations de pompages. Les parcelles, mises en culture sont alors entourées d'une ou plusieurs rangées de peupliers, très serrés. Avec le temps ces arbres, devenus bois d'œuvre, ont permis la multiplication des toits en terrasse. Par ailleurs, la vigne sur pergola qui était de tradition locale, en a profité pour couvrir certaines parcelles mais aussi les chemins et même les rues de Tourfan (20% de la superficie cultivée sont en vignes). Car, tandis que les peupliers font brise-vent, la vigne démultiplie les ombrages et humidifie l'air, ce qui fait baisser la température de 8 à 10 °C par rapport au désert. La vigne trouve ainsi son utilité dans le tissu urbain et jusqu'à l'intérieur des cours. Le schéma traditionnel repose, d'ailleurs, sur des bâtiments bas qui regardent des espaces ombragés par des treilles.
L'habitat traditionnel ouïgour et ses rues étroites au tracé irrégulier est cependant progressivement détruit. C'est le cas du vieux Kashgar, en 2013, avec la reconstruction d'une nouvelle ville, en lieu et place de l'ancienne, à des fins touristiques, une architecture hollywoodienne. L'ancien habitat est pourtant bien adapté aux conditions climatiques extrêmes, avec des murs épais en brique et terre, et avec le couvert végétal qui s'est déployé surtout, depuis les années 50.
Des constructions neuves ne respectent plus cette pratique, pourtant bénéfique. Au contraire les immeubles bâtis actuellement, en béton, disposés sans réflexion, sur la trame orthogonale chinoise, produisent des lieux de vie inadaptés au climat extrême de Tourfan, pour ne prendre que cet exemple.
Tout au nord du Xinjiang, dans la ville très largement modernisée d'Ürümqi, la réalisation du Grand Bazar (en) (2002-2003) juxtapose un centre commercial Carrefour et sa galerie marchande, une place environnée de nombreux magasins, cafés et restaurants. La galerie marchande a une enveloppe de brique, percée de grandes baies en voûte surbaissée, et qui soutient la verrière. La place est marquée par l'érection d'un minaret monumental, pivot de la composition du quartier. Il est très semblable à celui de Boukhara. La grande mosquée rassemble les éléments du vocabulaire architectural de l'Asie centrale (selon la définition de l'Unesco). Cet ensemble du Grand Bazar participe ainsi largement à la construction d'une identité moderne et ouïghoure. Des références aux monuments les plus célèbres de l'Ouzbékistan voisin, Samarcande, Boukhara ou Khiva, servent ainsi à composer un espace moderne où les ouïghours se rassemblent volontiers. C'est un lieu qui tisse des liens entre populations culturellement proches, sur la nouvelle route de la soie.

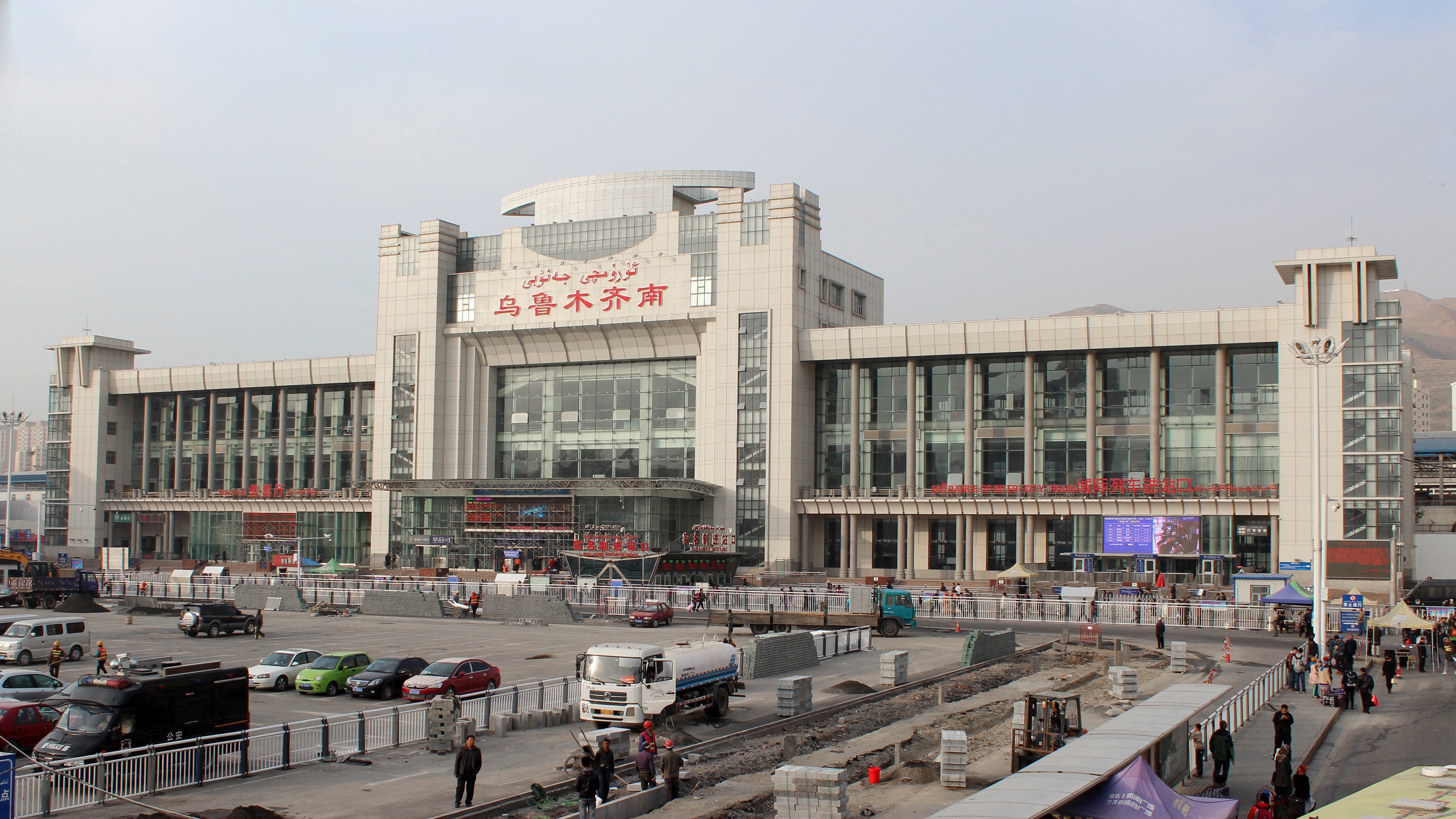
Gare d'Ürümqi-Sud, (Saybagh), reconstruite en 2004. Vue de septembre 2014, après les attentats de mai
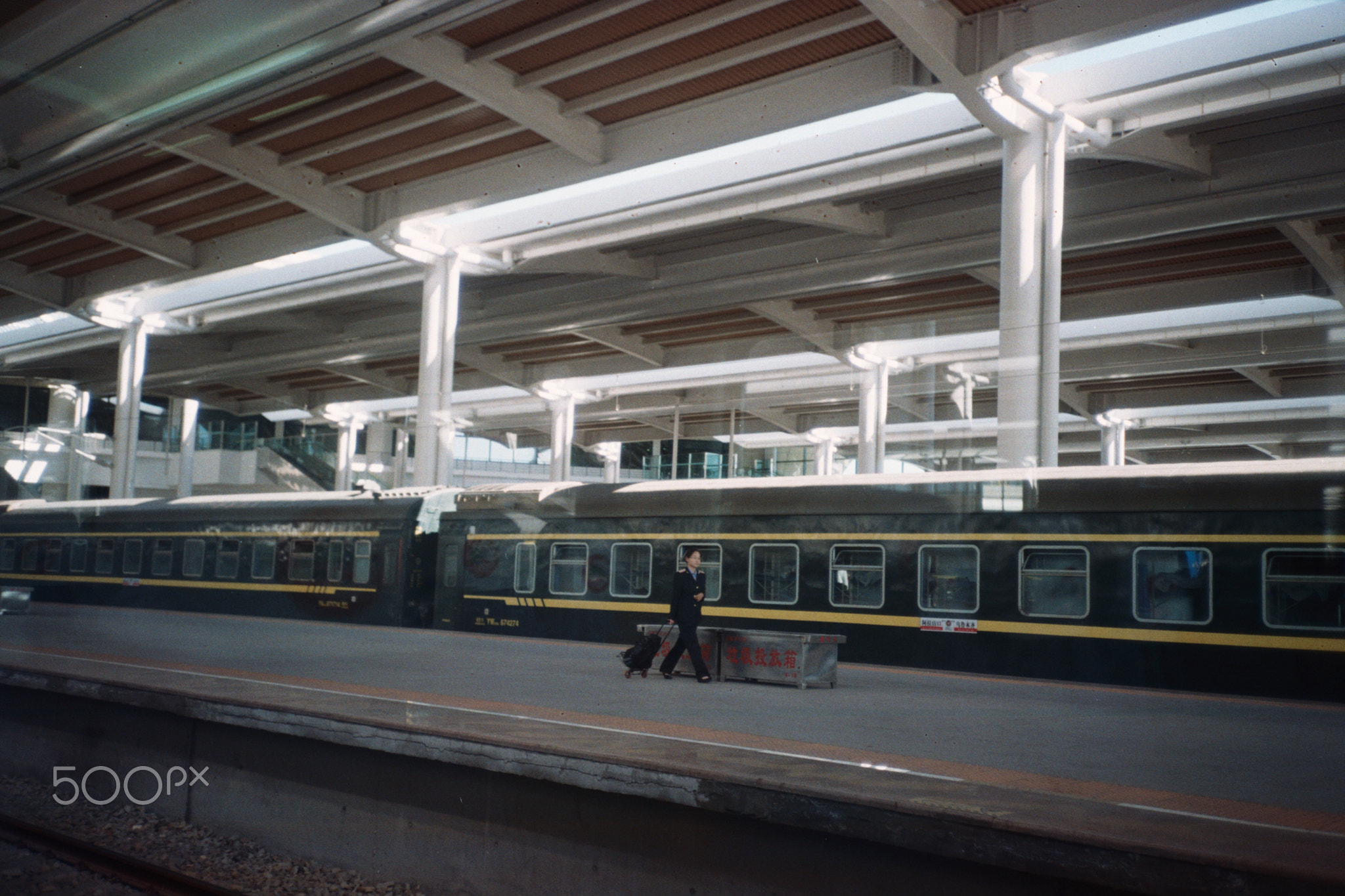
Gare d'Ürümqi, ouv. 2014. Ligne LGV Lanzhou - Ürümqi / Ligne ferroviaire Lan-Xin. Nouvelle route de la soie

## Architecture et urbanisme depuis 2015

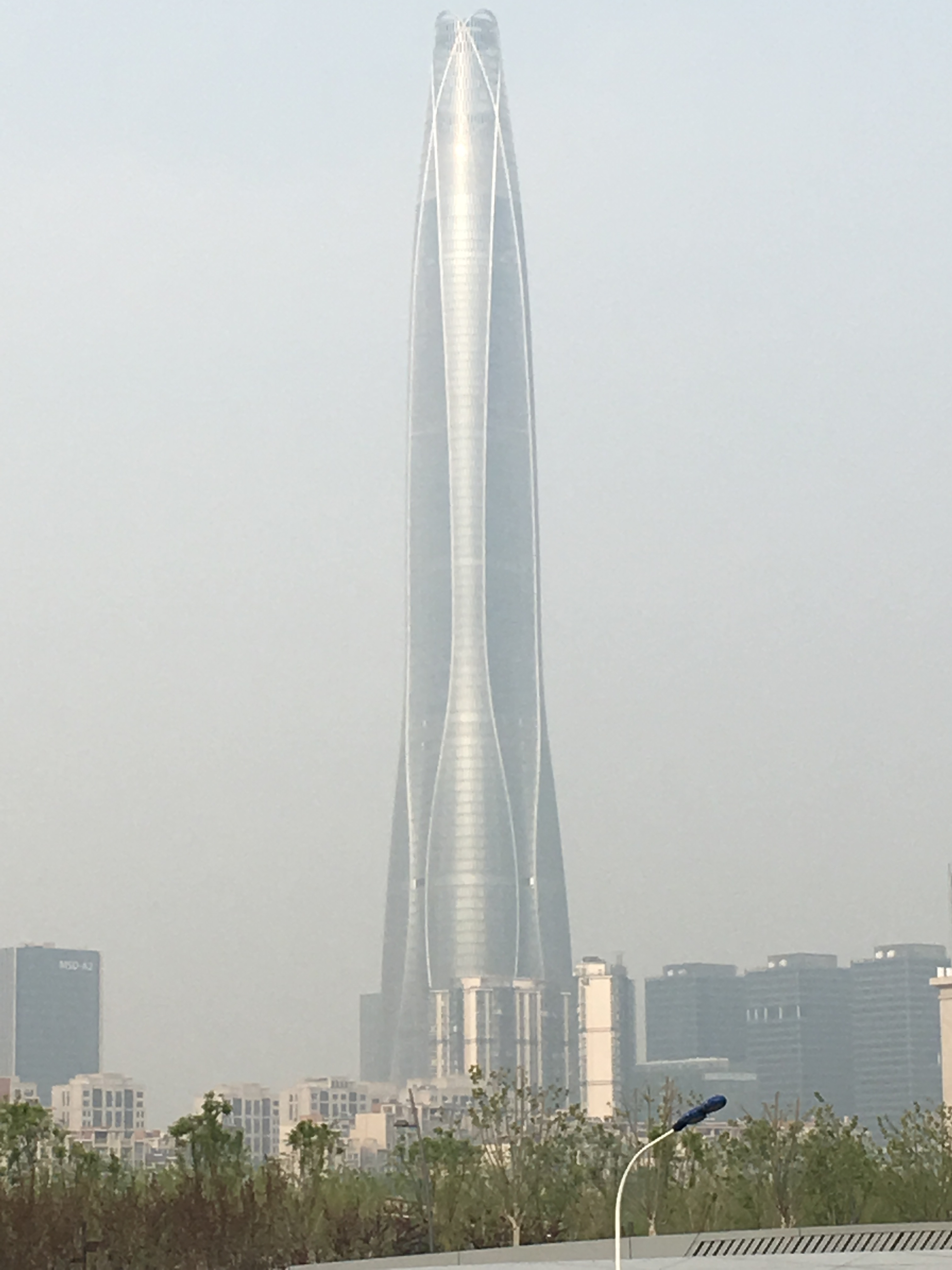
Tianjin CTF Finance Centre. 530 m. 2013-2019
Skidmore, Owings and Merrill.

Selon une étude CEPII la population urbaine pourrait atteindre 900 millions en 2030 (300 millions de plus qu’en 2008), le taux d’urbanisation dépassant 60% dès 2020.

### Musées
En 2019, un bilan fait état de 5100 musées, lorsqu'en 1978 il n'y en avait que 349. Mais un grand nombre d'entre eux sont quasiment vides de collections et de visiteurs. Ceci s'explique par des objectifs fixés au sommet de l'État, la recherche d'avancement pour des politiciens locaux, et par la réalité sur le terrain, où l'on manque cruellement de quoi remplir ces immensités, trop vite sorties de terre, sans réflexion préalable et parfois sans un personnel formé. Caractéristique de ce gigantisme, le Chengdu Museum New Building est livré en 2016 par l'agence Sutherland Hussey Harris, d'Édimbourg (Écosse). Le vide apparaît moins comme un manque que comme le luxe absolu. Par contre, la collection, très riche, d'objets archéologiques, d'histoire naturelle et de culture traditionnelle est disposée dans des volumes bien dimensionnés.

### De nouvelles pratiques?
Au cours des 20 dernières années, 350 millions de personnes ont donc quitté la campagne pour 600 villes qui s'étendent maintenant à travers la Chine. Des projets hors normes voient encore le jour, dans les grandes villes. D'autres types de chantiers se poursuivent pour les villes moyennes et petites, dans la logique des décennies précédentes. De nouvelles orientations semblent néanmoins apparaître.
En ce qui concerne la lutte contre les pollutions et le réchauffement climatique le paysage est contrasté. En 2020-21, si quelques grandes villes voient leur taux de pollution aérienne baisser avec les effets complexes de la pandémie de Covid-19 en Chine, la majorité d'entre elles constate le phénomène inverse, en particulier à Wuhan, entre 2020 et 2021 + 10,8%, Guangzhou + 18,2%. Pékin se retrouve, lors de la COP26 avec encore un taux de 200 µg/m3 quand l'OMS recommande de ne pas dépasser 11 µg/m3.
Le projet d'une ville-modèle de type ville-forêt a été conçu en 2016, Liuzhou Forest City : un projet de 138,5 ha, conçu par l'architecte italien Stefano Boeri. Arbres et autres végétaux seraient déployés afin d'absorber le dioxyde de carbone et les particules fines. Une première tour vient seulement d'être réalisée en 2022.
Certains groupes se sont spécialisés dans la construction "verte", comme Broad, entreprise de Zhang Yue. Celui-ci a commencé par la production de chaudières fiables et de climatiseurs peu consommateurs, en 1992. Ensuite il s'est tourné vers l'export. En 2009 il s'attaque à la construction durable capable de résister aux forces sismiques, programmes qui sont exigés après le tremblement de terre du Sichuan, en 2008. D'autres prouesses sont alors recherchées avec les Jeux Olympiques, comme le fait d'être capable de fournir trente étages en quinze jours, et depuis c'est la construction de gratte-ciels "durables" qui est à l'honneur dans cette agence.
Dans les grandes villes, le vélo et les deux roues en libre partage se sont multipliés, entrainant, après un succès foudroyant et des encombrements monstres, la séparation des voies vélo, la réalisation d'aires de stationnement dédiées et la construction, localement, d'autoroutes à vélo avec un nombre de sorties réduit à l'essentiel, comme à Pékin en 2019 : une voie rapide réservée aux vélos de 6,5 km.

### Habitat et réhabilitations
Déjà en 2014, les immeubles à logement sociaux de Macau (par exemple lorsqu'on consulte le plan du « Seac Pai Van Social Housing »), présentent dans ce projet d'habitat social, une fragmentation caractéristique des surfaces construites en de toutes petites pièces d'habitation.
En effet, les stratégies évoluent. La reconversion des unités de production déplacées hors des villes est une option qui répond à de nouvelles prises de conscience dans le rapport du neuf à l'ancien. L'agence O-office a su ainsi créer de nouveaux espaces de travail dans d'anciennes serres désaffectées (2017). Ils sont intervenus aussi dans la rénovation d'un de ces anciens villages absorbés par l'urbanisation qui, « en poussant » sur place, sont devenus des "bidonvilles" de sept étages (Tangxia, Tianhe District, Guangzhou, Guangdong). Deux immeubles voient, dans cette opération, les espaces partagés augmenter, au rez-de chaussée, avec la restauration commune, et sur les toits (6 500 m2, 2017). Gérer au mieux la lumière, quand il y en a, sinon créer des puits de lumière, et multiplier les espaces en commun entre plusieurs immeubles, ce sont des stratégies qui permettent de rendre vivables ces lieux, par ailleurs très vivants.
Des petits projets d'habitat individuel ou communautaire (2013-2016) se multiplient dans les anciens quartiers, hutong (Pékin), lilong (Shanghai), pour répondre au désir de modernisme dans un « cadre » ancien. Les architectures respectent alors l'échelle du quartier, reprennent des éléments formels, comme l'inclinaison des toits, mais se distinguent par la couleur, par les matériaux, des signes « modernes ». Leur caractère hétérogène tente de s'inscrire dans le bricolage traditionnel des quartiers pauvres. Avec, souvent, le rêve d'y revenir (pour le commanditaire), d'y vieillir et, en conséquence, voir ce nouvel habitat s'y fondre. D'autres réalisations voient le jour, mais à une échelle de projet supérieure : petit musée, galerie d'art, maison de bord de côte, par exemple. Ce sont d'anciens lieux de travail qui font l'objet de transformations partielles ou complètes en s'inscrivant dans le quartier de manière singulière, assez discrète. La leçon de Wang Shu semble faire des émules. Il avait obtenu le Pritzker Price en 2012 pour son musée de Ningbo, où son réemploi des anciennes briques produisait un bel effet sur la peau du bâtiment. Il poursuit, en revendiquant, en 2017, la capacité de réagir de manière flexible à l'environnement et à l'histoire de chaque site particulier. Et sa méthode n'est pas éloignée de l'« acupuncture » architecturale, en milieu rural, pratiquée par Xu Tiantian (depuis 2014), fondateur et directeur du studio Design and Architecture (DnA) basé à Pékin,.

### Soigner l'intérieur
Se distinguant nettement des projets gigantesques et des objets de prestige dramatiquement vides qui continuent de voir le jour, l'architecture de qualité, dans la Chine de 2019, se préoccuperait plus d'espaces intérieurs que de l'aspect extérieur. Ce pourrait-être en réponse à la critique formulée par Xi Jinping en 2014, à l'encontre de constructions aux formes extravagantes, qui fut d'ailleurs suivie d'une directive du Conseil des affaires d'État en 2016 pour mettre fin aux bâtiments « surdimensionnés, xénocentriques de certains bâtiments étranges ».
La « Bibliothèque de plage », à Qinhuangdao Shi, Hebei - architecte: Gong Dong / Vector Architects - réalisée en 2015, offre un jeu de volumes minimalistes qui se détachent en douceur de l'espace naturel, comme un rocher sur la plage et qui tournerait le dos à la ville. À l'intérieur, l'horizontalité, les fenêtres qui s'ouvrent totalement par beau temps, encadrent le point de vue sur l'océan. Le mur du fond, à demi voûté, accompagne le mouvement naturel du lecteur qui se penche sur son livre.
Du même cabinet, le musée d'art de Changjiang, Taiyuan, Shanxi (2019) rompt nettement avec un environnement d'immeubles de grande hauteur. Le musée s'affirme clairement comme un écrin rouge brique : ses vastes murs aveugles se détachent sur la monotonie des tours grises, percées d'ouvertures identiques à l'infini,.
À l'opposé de ces projets sobres, une grande librairie de la chaine Zhongshuge ouverte en 2020 à Chengdu, parvient à attirer 4 000 visiteurs par jour en ayant misé sur la qualité des aménagements intérieurs avec les choix de la jeune architecte Li Xiang, de Shanghai. Le gigantisme des structures développées en hauteur (un décor de livre prolonge ceux, bien réels, qui sont placés à portée de main) joue sur de spectaculaires effets de miroir et des formes « exotiques » - le projet s'étant fondé sur le modèle d'un château en Espagne transformé en bibliothèque et qui rencontre un franc succès. Les choix esthétiques de cette chaîne se veulent attractifs. Ils misent sur leurs sous-espaces pour enfants et jouent sur une apparence d'univers virtuels.

### Poursuivre, encore et toujours, plus grand

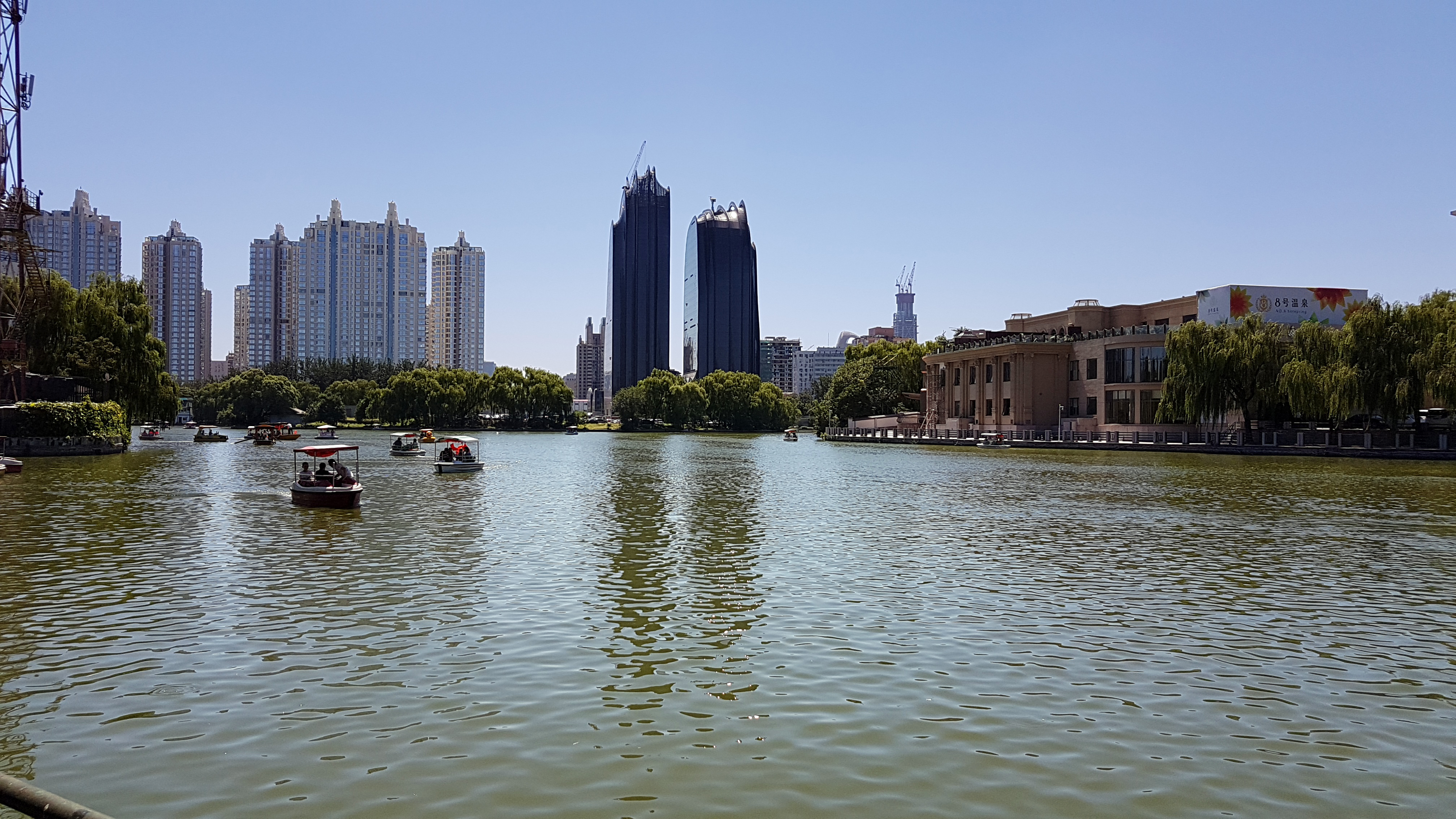
Tours de Chaoyang Park Mixed-use. Beijing. Livrées en 2017 Ma Yansong.
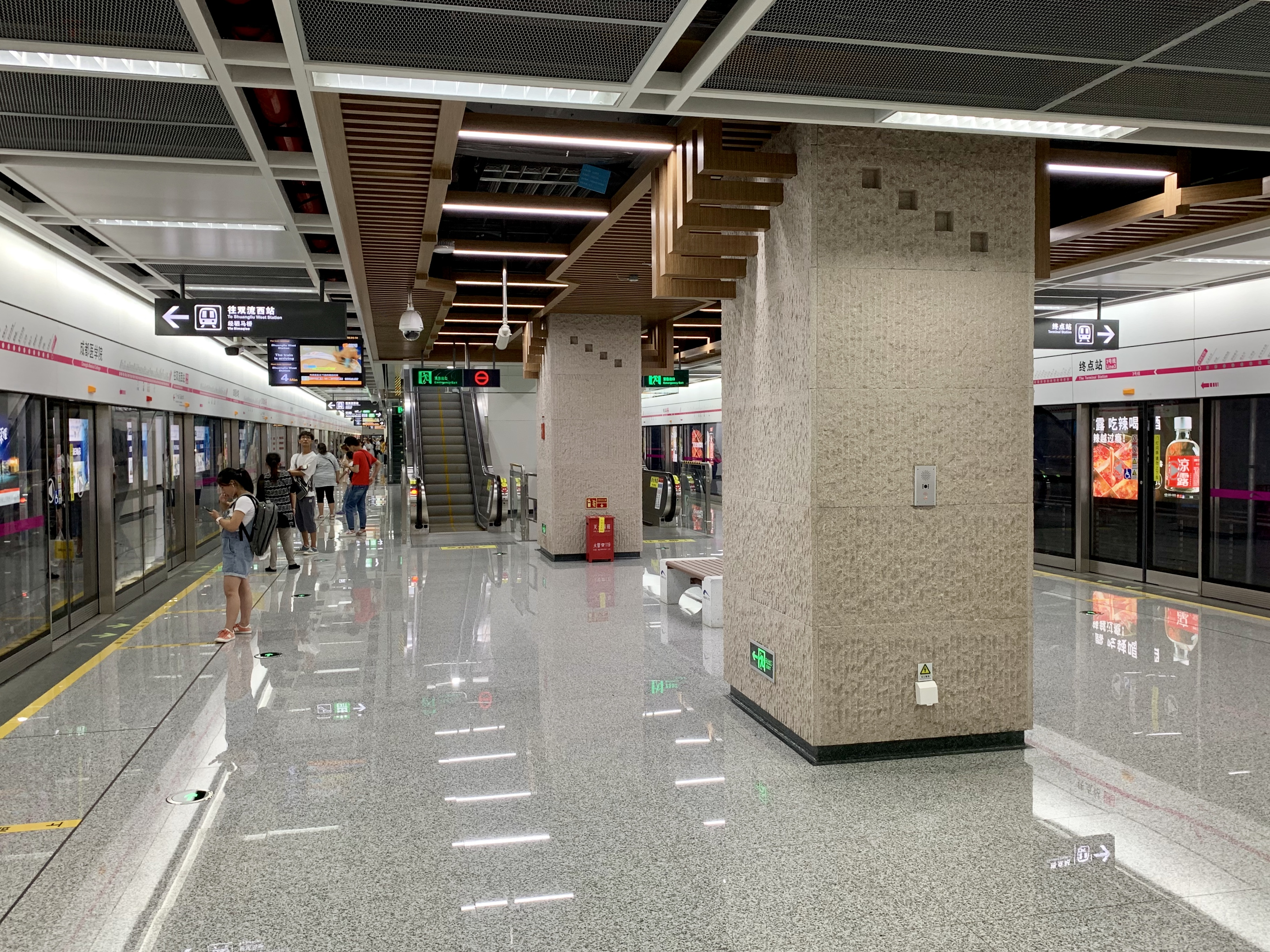
Métro de Chengdu, Station « Chengdu Medical College ». Mise en service 2016 et 2018.
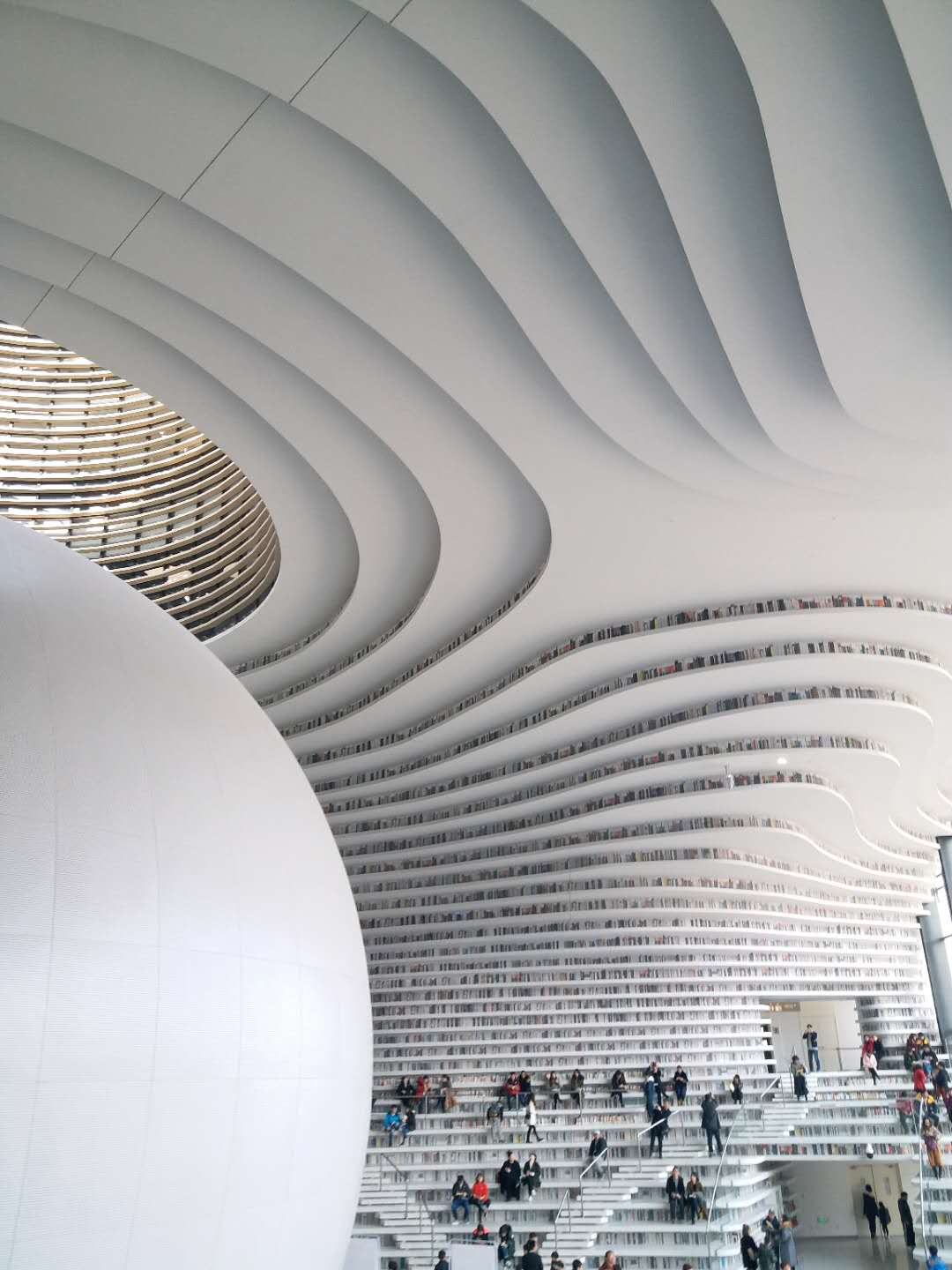
Bibliothèque de Tianjin Binhai, 2014-2017 MVRDV[182].
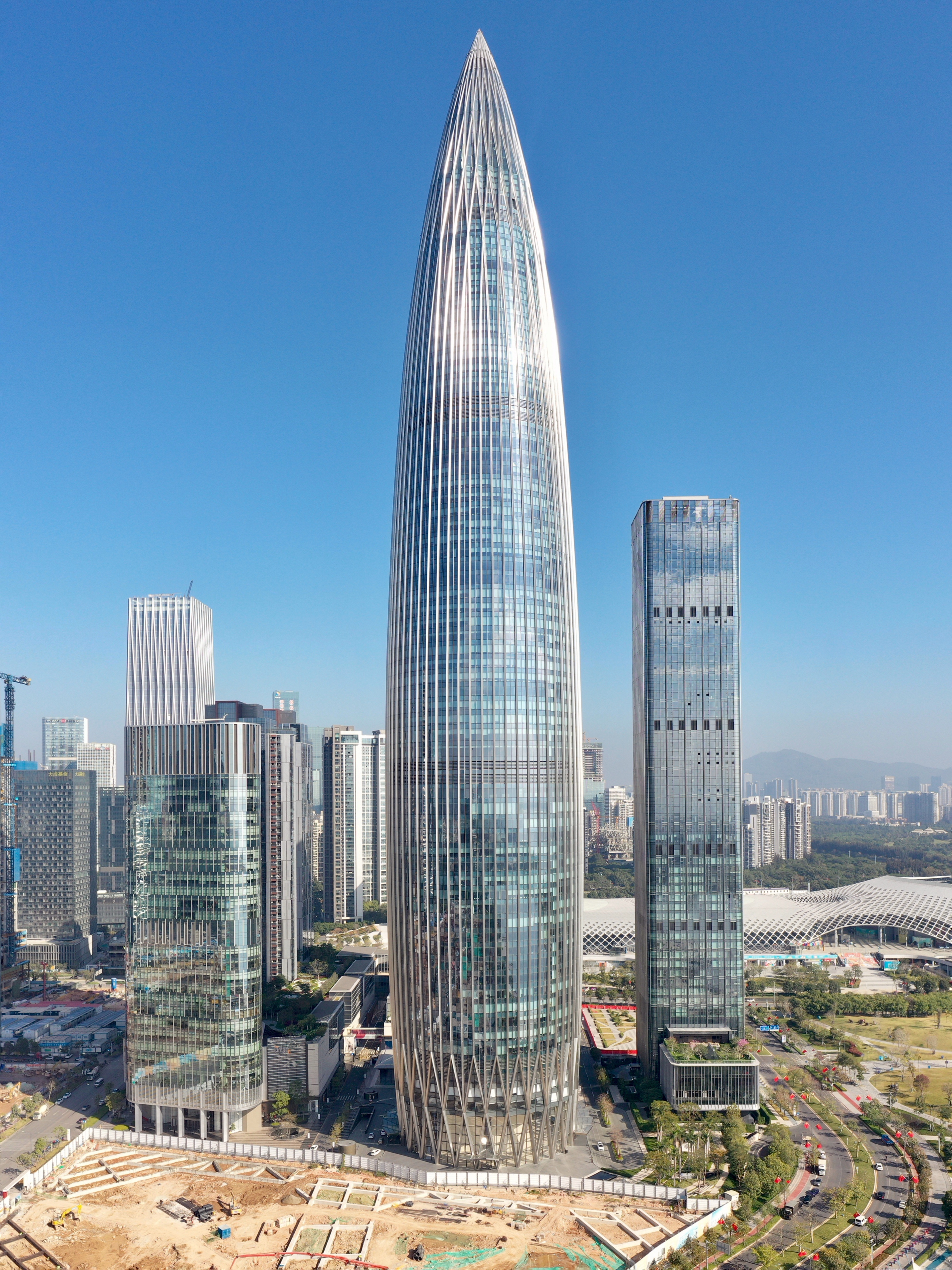
Siège social de China Resources (vers Shenzhen bay). KPF Kohn Pedersen Fox, 2012-2018 : 392 m[183].
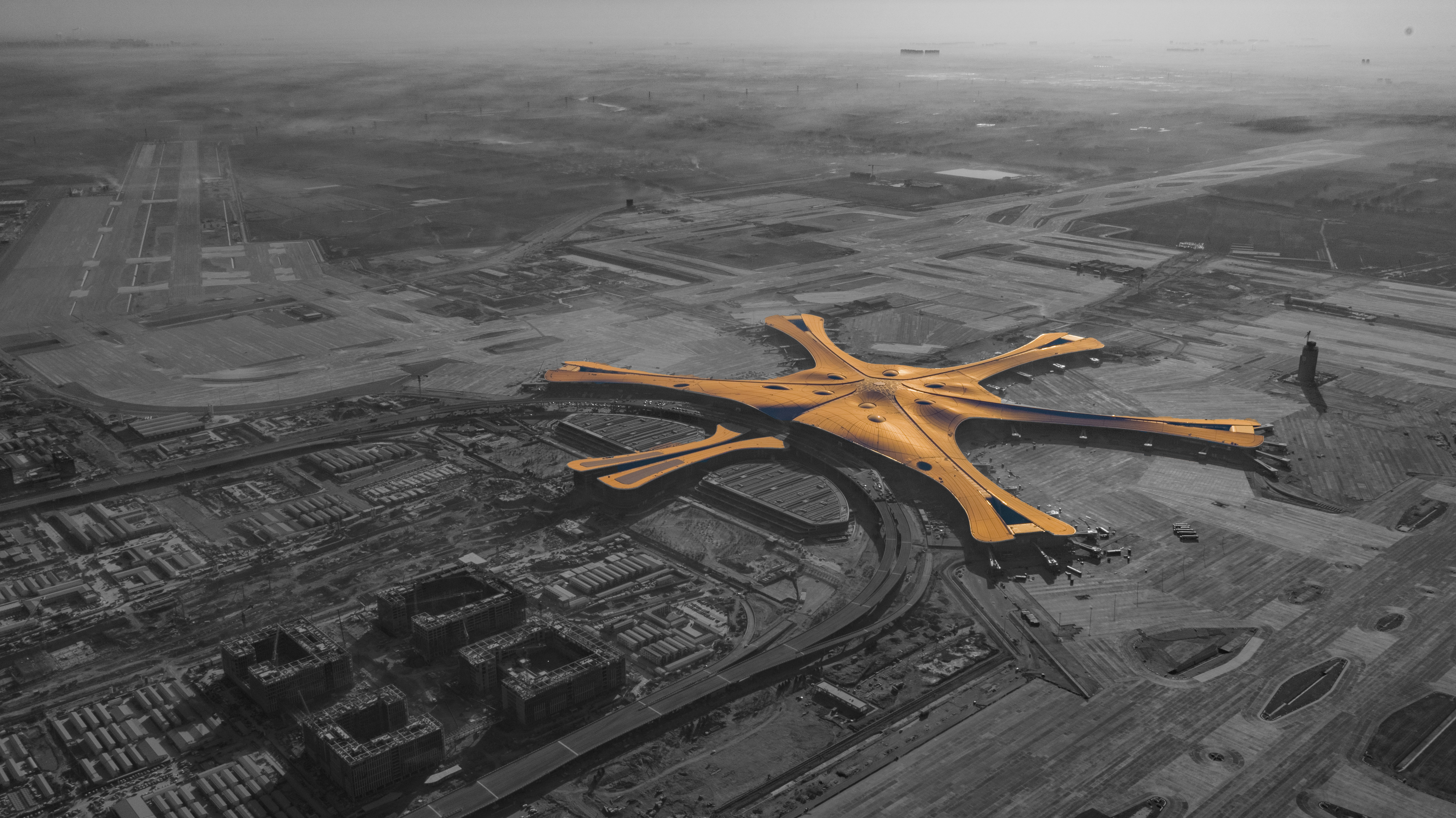
Aéroport de Beijing Daxing inauguré le 24-09-2019. (Image photoshopée) Zaha Hadid.
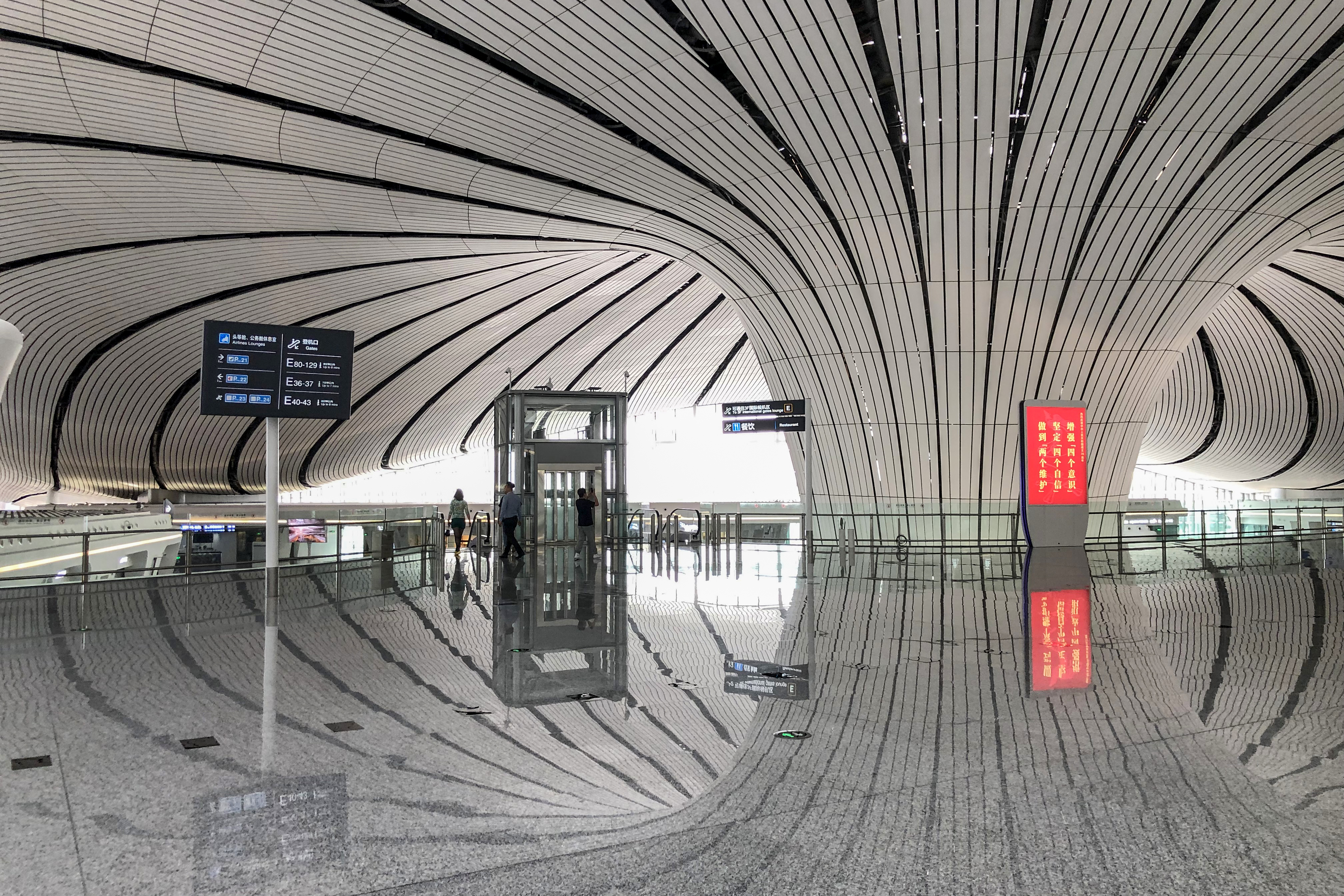
Aéroport de Beijing Daxing. Vers le hall de départ international Hong Kong, Macao, Taiwan.

La multiplication des villes nouvelles se poursuit, dans des catégories ayant des caractéristiques différentes. En 2017, c’est au niveau de l’État central que le « nouveau district de Xiong'an » a été conçu dans la région capitale Jing-Jin-Ji (Pékin-Tianjin-Hebei)). Ces créations de villes nouvelles comportent des enjeux politico-administratifs, économiques, sociaux et environnementaux qui font l'objet d'études publiées en 2019. Ces études portent sur Tongzhou, décentralisation et suburbanisation de Pékin, Zhengdong, ville nouvelle proche de Zhengzhou, et Zhaoqing dans le delta de la Rivière des Perles, et bien plus petit que les autres.
En février 2019 le vaste plan de développement de la Région de la Grande Baie de Guangdong-Hong Kong-Macao a été communiqué. Il prévoyait la réalisation de diverses connexions (ponts, transports en commun, réseaux de télécommunication) entre ces villes et les espaces interstitiels afin d'en renforcer l'intégration. Ce qui va aussi s'accompagner de réalisations architecturales diverses, de plus ou moins grande ampleur.
Toujours dans le gigantisme assumé, en 2021, un ensemble de cabinets d'architectes - Architecture-Studio, B+H Architects, 3XN and Zhubo Design - ont été sélectionnés comme gagnants de la première place dans un concours international pour le futur Shenzhen Natural History Museum (42 000 m2) dont la forme imitera le cours des fleuves, et qui sera construit au bord d'un lac.

## Crise immobilière
L'une des caractéristiques les plus notables de l'urbanisation en Chine depuis la fin des années 1990 est la montée d'une classe moyenne urbaine, pour laquelle les promoteurs ont conçu des projets assez luxueux, achetés sur plan. L'acheteur devait payer l'appartement à la commande, il empruntait et devait rembourser son emprunt avant d'entrer dans son appartement, quand celui-ci serait construit. Néanmoins les profits envisagés ont entrainé une surproduction de logements : un très grand nombre achetait plusieurs appartements dans le but de les revendre avec profit, comme il y a peu d’occasions d’investissements, l’essentiel de l’épargne va en effet dans l’immobilier. Il y a donc eu surproduction, ces appartements ne trouvant pas preneurs. Les appartements vides se chiffraient ainsi par dizaines de millons en 2022. En effet les promoteurs ont trop misé sur la classe moyenne urbaine, sans penser aux milieux plus modestes et aux nouveaux immigrants venus des campagnes qui ne peuvent pas se payer les appartements qu'on leur propose, trop luxueux pour leur budget. D'autre part, depuis vingt ans, les prix n’ont cessé d’augmenter, une hausse savamment entretenue par les autorités locales, qui se financent largement sur la vente de terrains - et qui sont ainsi touchées par la crise actuelle.
Sur cette implication des autorités régionales et locales dans la crise, celles-ci sont évaluées, en partie, du point de vue de la croissance. Elles ont donc vendu des terrains aux promoteurs immobiliers pour financer des investissements dans des infrastructures - utiles mais ne rapportant rien. Cette stratégie permettait de soutenir la croissance de la province concernée. Les promoteurs ont longtemps bénéficié de possibilités d'emprunt - ils étaient contraints de vendre sur plan pour avoir des liquidités qui leur permettaient de payer les entreprises de construction et décoration. Mais le gouvernement resserre, en 2020, les règles en matière d’emprunt et ce, malheureusement, au moment de la crise du Covid. Les promoteurs, ainsi pris au piège, ne pouvant plus payer les entreprises, les chantiers se sont arrètés.
Comme de très nombreux chantiers sont à l'arrêt, les acheteurs - futurs habitants - ont des dépenses imprévues, puisqu'ils doivent rembourser l'emprunt pour l'appartement espéré qu'ils n'auront souvent jamais, tout en devant continuer à payer un loyer. D'où leur colère.
Plus généralement, la crise, depuis fin 2020, très sévère mi-2021, se poursuit encore en 2024. Elle a touché de nombreux promoteurs immobiliers, jusqu'aux plus grands (Evergrande, Country Garden) et même Vanke. Cette crise entraîne un ralentissement général de l'économie. Jusqu’en 2020, l’immobilier et la construction assuraient environ 25 % de la croissance chinoise. En fait, c'est tout le secteur de l’immobilier, qui contribue indirectement à hauteur de 30 % du produit intérieur brut (PIB) du pays, et qui est en pleine crise.
C'est donc un secteur qui est très fortement endetté et qui a été assez mal géré. Or depuis plusieurs années le gouvernement s'est engagé dans une politique plus restrictive pour assainir le secteur en limitant l'endettement de ces entreprises. Mais dès qu'il y a une perte de confiance il est difficile d'obtenir de nouveaux crédits. Des travaux ont donc été entamés mais ces entreprises ne trouvent plus les crédits pour achever la construction. Beaucoup de promoteurs ne peuvent plus financer la construction des immeubles pour lesquels des particuliers ont engagé des prêts qu'ils remboursent. Finalement, les particuliers en question se sont regroupés et ont dit qu'ils ne paieraient plus les "remboursements" de ces appartements inachevés. À l'été 2022 Evergrande était endetté à hauteur de 300 milliards de dollars (291 milliards d’euros). Depuis, des dizaines d’autres promoteurs ont fait défaut sur des échéances de leur dette, et des milliers de chantiers à travers la Chine sont à l’arrêt.
À l'été 2023, Evergrande est en faillite aux USA, et l'autre géant de l'immobilier chinois, Country Garden, est au bord de la faillite en Chine. Début novembre 2023 les prix des logements neufs augmentent, mais ce n'est pas du tout décisif pour augurer d'une reprise. Le 29 janvier 2024 la Haute Cour de la région administrative spéciale de Hong Kong a placé Evergrande en liquidation judiciaire avec une dette de 328 milliards de dollars,.